# Cronologia da invasão da Ucrânia pela Rússia (fevereiro–junho de 2022)

Mapa animado da evolução territorial da guerra na sua primeira fase, que foi de 24 de fevereiro até 7 de abril de 2022. Esta fase foi caracterizada por ofensivas russas em múltiplas frentes de batalha (norte, sul e leste).

O avanço inicial russo de fevereiro até o final de março focou em três frentes de batalha distintas: ao norte, via Bielorrússia e os oblasts russos de Kursk e Voronej, a Rússia avançou sobre os oblasts ucranianos de Kiev, Jitomir, Tchernihiv e Sumy, para tomar as grandes cidades, centros industriais e o coração político da Ucrânia; no leste, eles atacaram a partir dos territórios ocupados de Lugansk e Donetsk e também via Rostov, para assegurar a integridade das duas repúblicas autônomas reconhecidas por Moscou, cercando também Kharkiv para garantir o flanco a nordeste; e no sul, via Crimeia, o Mar de Azov e Donetsk, os russos avançaram por Kherson, tomando a capital da região em seis dias, com o intuito de marchar sobre Mykolaiv e posteriormente ocupar a cidade de Odessa, onde o maior porto ucraniano fica. Ao mesmo tempo, uma segunda força russa no sul avançou sobre o Oblast de Zaporíjia, tomando Melitopol no caminho em direção a Mariupol. No final, perseguir tantos objetivos ao mesmo tempo, somado a resistência das tropas ucranianas e problemas de logística e moral baixa, desgastou as forças armadas russas que, posteriormente, tiveram de abandonar a frente norte e interromper boa parte dos ataques no sul para focar seu poderio militar no leste.

## Eventos

### Fevereiro

#### 24 de fevereiro

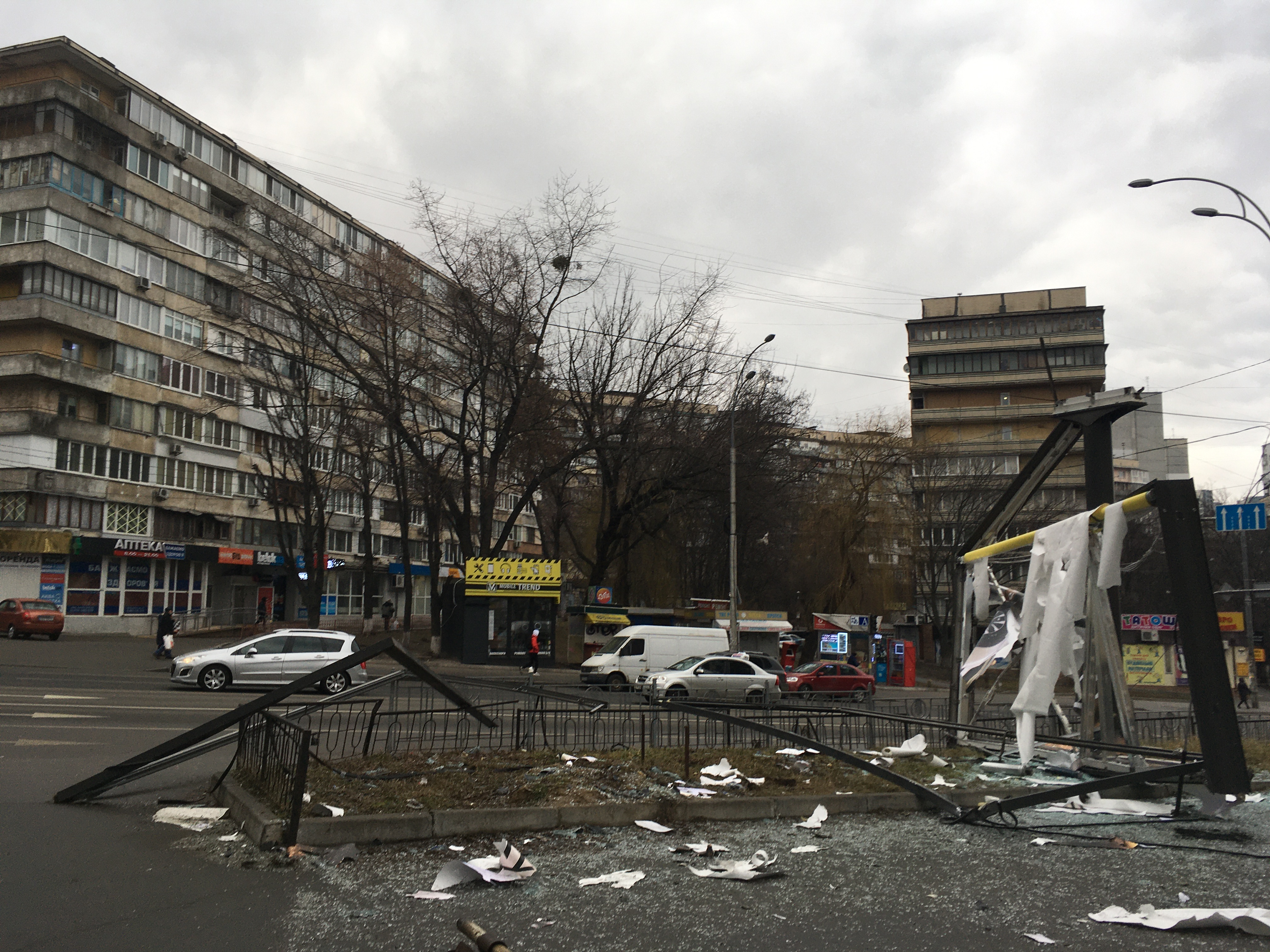
Estragos em Kiev causados por ataque de mísseis russos

Pouco antes das 6h, horário de Moscou (UTC+3), em 24 de fevereiro, Putin anunciou que havia tomado a decisão de lançar uma operação militar no leste da Ucrânia. Em seu discurso, Putin disse que não há planos para ocupar o território da Ucrânia e afirmou que apoia o direito dos povos que residem no território da Ucrânia à autodeterminação. Putin também afirmou que a Rússia estava buscando a "desmilitarização" e a "desnazificação" da Ucrânia e pediu aos soldados ucranianos que deponham suas armas.
Minutos após o anúncio de Putin, explosões foram relatadas em Kiev, Kharkiv, Odessa e na região de Donbass. Autoridades ucranianas disseram que a Rússia desembarcou tropas em Odessa e Mariupol e lançou mísseis balísticos e de cruzeiro em aeródromos, quartéis-generais militares e depósitos militares em Kiev, Kharkiv e Dnipro. Mais tarde, os militares ucranianos negaram informações sobre o desembarque do exército russo em Odessa. O espaço aéreo sobre o leste da Ucrânia tem restrições ao tráfego aéreo civil como resultado desses desenvolvimentos, com toda a área sendo considerada uma zona de conflito ativa pela Agência de Segurança da Aviação da União Europeia.
De acordo com o Ministro de Estado ucraniano, Anton Herashchenko, pouco depois das 6h30 (UTC+2), as forças russas estavam invadindo por terra perto da cidade de Kharkiv e desembarques anfíbios em grande escala foram relatados nas cidades de Mariupol e Odessa; Heraschenko confirmou os desembarques perto de Odessa. Pouco antes das 7h (UTC+2), o presidente Zelenskyy anunciou a introdução da lei marcial na Ucrânia. Às 7h40, a BBC citou outras fontes ao dizer que as tropas também estavam entrando no país a partir da Bielorrússia. A Força de Fronteira Ucraniana relatou ataques a locais em Luhansk, Sumy, Kharkiv, Chernihiv e Jitomir, bem como na Crimeia. Em Henichesk, no sul de Kherson, numa ponte chave que permitia o acesso entre a Crimeia ocupada e a Ucrânia continental, uma coluna de tanques russos foi impedida de progredir quando o soldado engenheiro ucraniano Vitaly Skakun Volodymyrovych a armadilhou e fez explodir. Skakun não conseguiu sair do local a tempo após armadilhar a ponte, tendo avisado os companheiros que explodiria junto com a estrutura. A operação obrigou a coluna a tomar outra rota, atrasando-a consideravelmente, ao mesmo tempo que permitiu que as forças ucranianas reagrupassem.

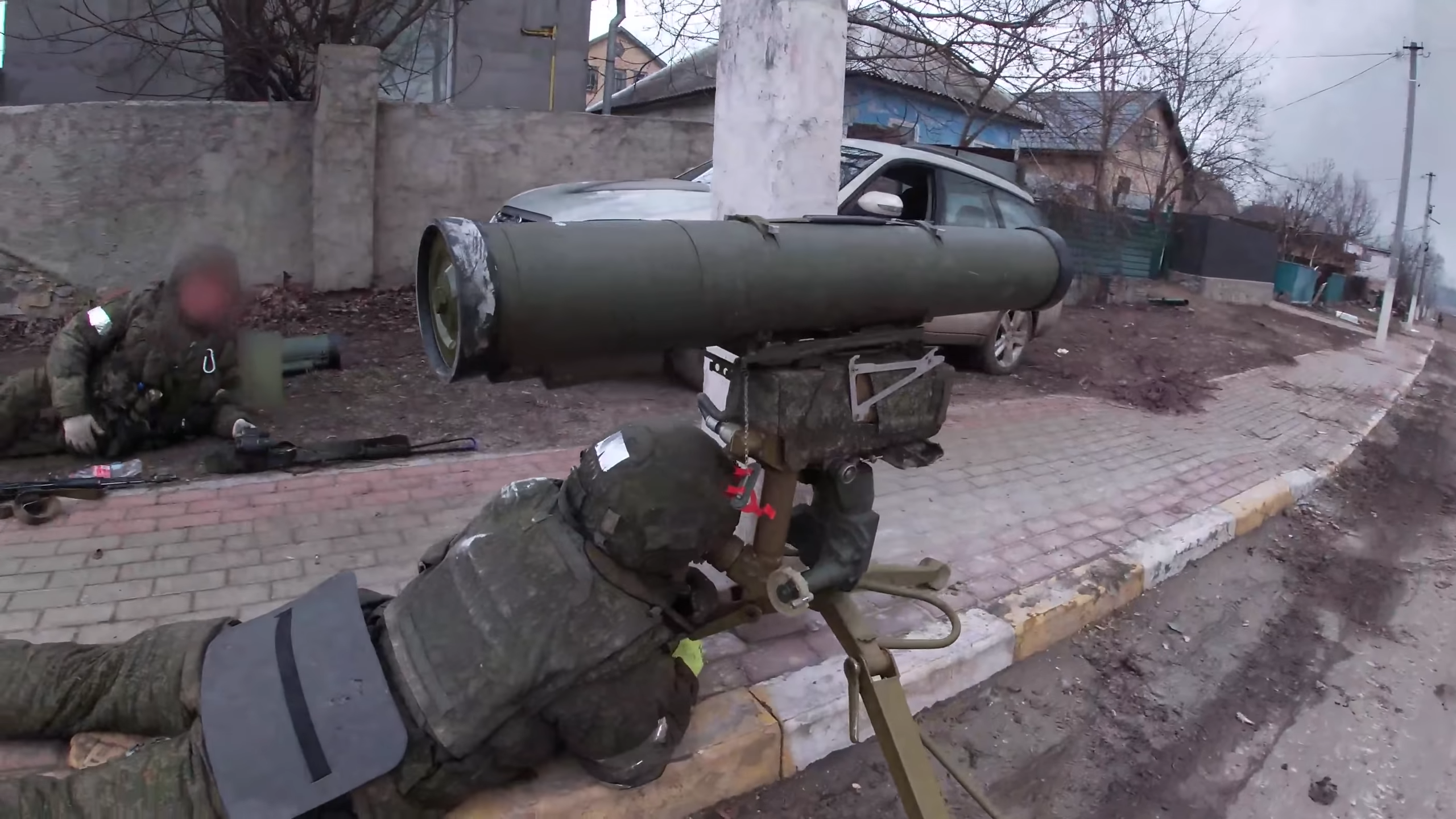
Equipe antitanque das Tropas Aerotransportadas da Federação Russa operando um lançador de mísseis Konkurs, perto do Aeroporto de Hostomel.

Por volta das 18h20 (UTC+2), a Usina Nuclear de Chernobil foi invadida por forças russas após uma curta batalha contra tropas da Ucrânia. Segundo Oksana Markarova, embaixadora ucraniana em Washington, 92 pessoas foram feitas reféns em Chernobil pelas forças russas, que não estarão a cumprir os regulamentos em vigor. Segundo o presidente Volodymyr Zelensky, pelo menos 137 ucranianos morreram no primeiro dia de combate, 13 dos quais na pequena ilha de Fidonisi, no mar Negro.
A Guarda de fronteira ucraniana e as Forças Armadas do país relataram dois intensos confrontos perto de Sumy ("na direção de Konotop") e Starobelsk, no Oblast de Luhansk. O general Valerii Zaluzhnyi relatou que quatro mísseis balísticos lançados da Bielorrússia na direção sudoeste caíram na Ucrânia. Enquanto isso, as estações do Metrô de Kiev e do Metrô de Kharkiv foram usados como abrigos antiaéreos para a população local. Um hospital local em Vuhledar (Oblast de Donetsk) teria sido bombardeado, resultando na morte de quatro civis.

#### 25 de fevereiro

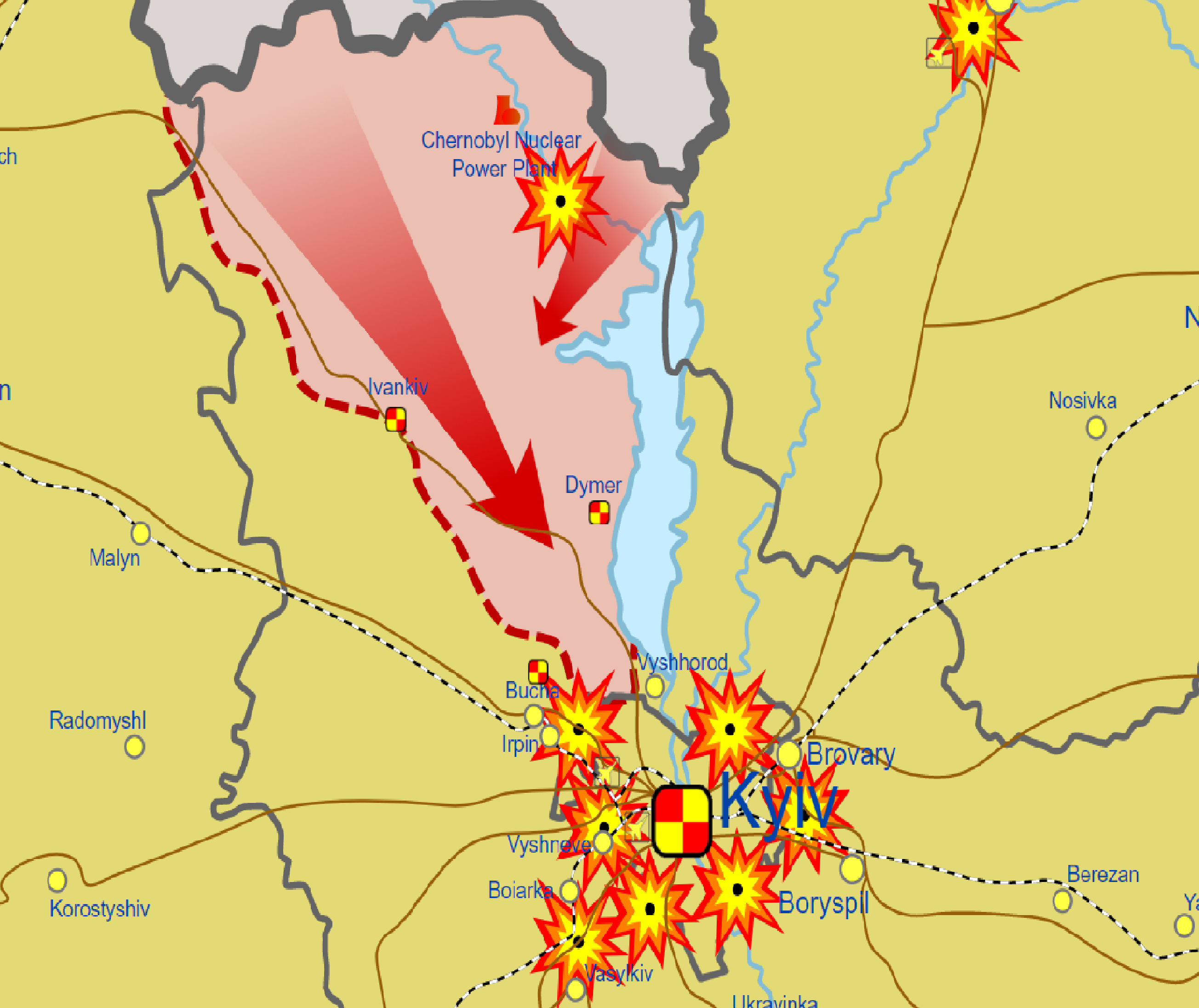
Zonas bombardeadas e avanço das forças russas em direção a Kiev, a 25 de fevereiro

Na madrugada do dia 25 de fevereiro, o presidente Zelenskyy ordenou a mobilização completa das forças armadas ucranianas por 90 dias. Antes do sol raiar, a capital Kiev foi abalada por pelo menos duas explosões que, segundo o ministro do interior ucraniano, Anton Herashchenko, foram causadas por mísseis balísticos ou de cruzeiro. O governo ucraniano afirmou então que abateu uma aeronave inimiga sobre Kiev, que colidiu com um prédio residencial, incendiando-o.
Analistas militares independentes observaram que as forças russas no norte da Ucrânia pareciam estar lutando fortemente contra tropas ucranianas ao longo de toda a linha de frente. O segundo dia da invasão, os militares da Rússia decidiram focar sua atenção em cercar a capital Kiev e manter o avanço sobre Kharkiv, mas estavam enfrentando feroz resistência, com as perdas em ambos os lados sendo altas. Baseado em posts em redes sociais mostrando imagens de veículos destruídos, parecia que as colunas blindadas russas eram vulneráveis a emboscadas. Em contraste, as operações russas no leste e no sul eram mais bem-sucedidas. As forças russas eram melhor treinadas e tinham equipamento superior, permitindo se provisionar por Donbas, se preparando para avançar sobre as posições ucranianas. Enquanto isso, o avanço militar russo que vinha da Crimeia era dividido em suas colunas, com analistas sugerindo que eles poderiam estar tentando cercar e capturar os defensores inimigos em Donbas, forçando os ucranianos a abandonar suas defesas preparadas e lutar em campo aberto.
Na manhã de 25 de fevereiro, Zelenskyy acusou a Rússia de atacar alvos civis durante seus bombardeios. O porta-voz do governo ucraniano Vadym Denysenko afirmou que 33 áreas de civis foram bombardeadas nas primeiras 24 horas da guerra. O Ministério da Defesa ucraniano afirmou que forças russas haviam penetrado no distrito de Obolon, no norte de Kiev, e estavam aproximadamente a 9 km do Parlamento Ucraniano. Por toda a manhã e começo da tarde do dia 25 de fevereiro, combates intensos foram reportados na zona governamental da capital ucraniana. O Ministério da Defesa então anunciou que todos os civis ucranianos eram elegíveis para se voluntariar para o serviço militar, independentemente da idade.
As autoridades ucranianas relataram que um aumento não crítico na radiação excedendo os níveis de controle foi detectado na Usina Nuclear de Chernobil depois que as tropas russas ocuparam a área, dizendo que isso se deveu ao movimento de veículos militares pesados levantando poeira radioativa no ar. A Rússia alegou que estava defendendo a usina de grupos nacionalistas e terroristas, e que a equipe estava monitorando os níveis de radiação no local.
Zelenskyy indicou que o governo ucraniano "não tinha medo de falar sobre o status de neutralidade." No mesmo dia, Putin disse ao presidente chinês, Xi Jinping, que "a Rússia está disposta a conduzir negociações de alto nível com a Ucrânia."
O edifício dos Serviços de Segurança ucranianos em Chernihiv incendiou-se, após ter sido atingido por mísseis russos. Segundo Ragip Soylu, correspondente da CNN em Kiev, o presidente da câmara Wladimir Klitschko, anunciou que a central termoelétrica que abastece Kiev foi destruída por forças russas ao início da noite. O centro de oncologia de um hospital de Melitopol foi destruído por explosivos russos.

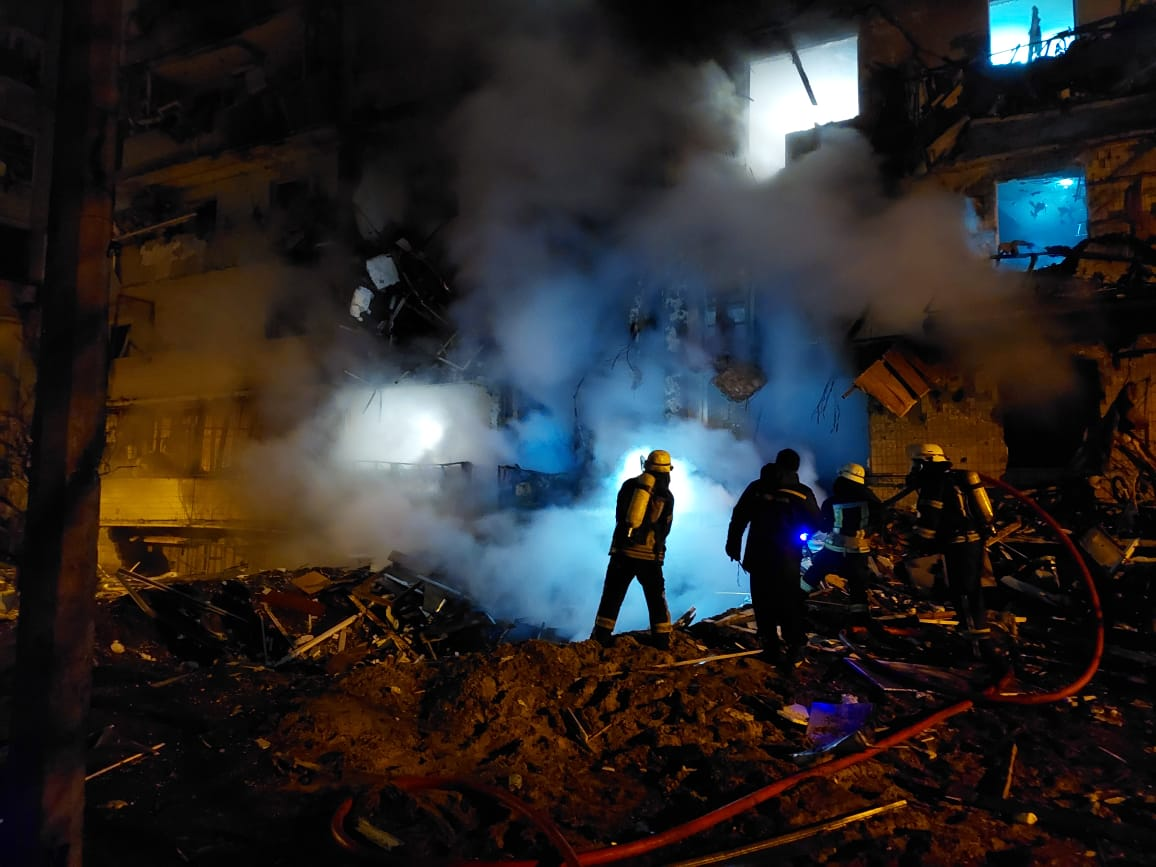
Bloco de apartamentos em Kiev (rua Oleksandr Koshyts) após bombardeio em 25 de fevereiro

No final do dia 25, O Pentágono informou que a Rússia foi incapaz de estabelecer supremacia aérea sobre o espaço aéreo ucraniano, que analistas dos Estados Unidos previram que aconteceria rapidamente após o início das hostilidades. As capacidades de defesa antiaérea ucranianas foram severamente reduzidas pelos ataques iniciais russos, mas o país ainda tinha habilidade de defender seus céus até certo ponto. Nos primeiros três dias de guerra, aeronaves de ambas as nações continuavam a voar e realizar missões. Analistas militares dos Estados Unidos também afirmaram que o avanço russo na Ucrânia não estava acontecendo tão rápido quanto Moscou havia antecipado, com a Rússia não sendo capaz, nas primeiras 24 horas, de tomar qualquer grande centro urbano, e com os seus centros de comando e controle ainda relativamente intactos. O Pentágono avisou, contudo, que a Rússia havia comprometido apenas um pouco mais de 30% dos 150 000 a 190 000 militares que haviam mobilizado na fronteira.

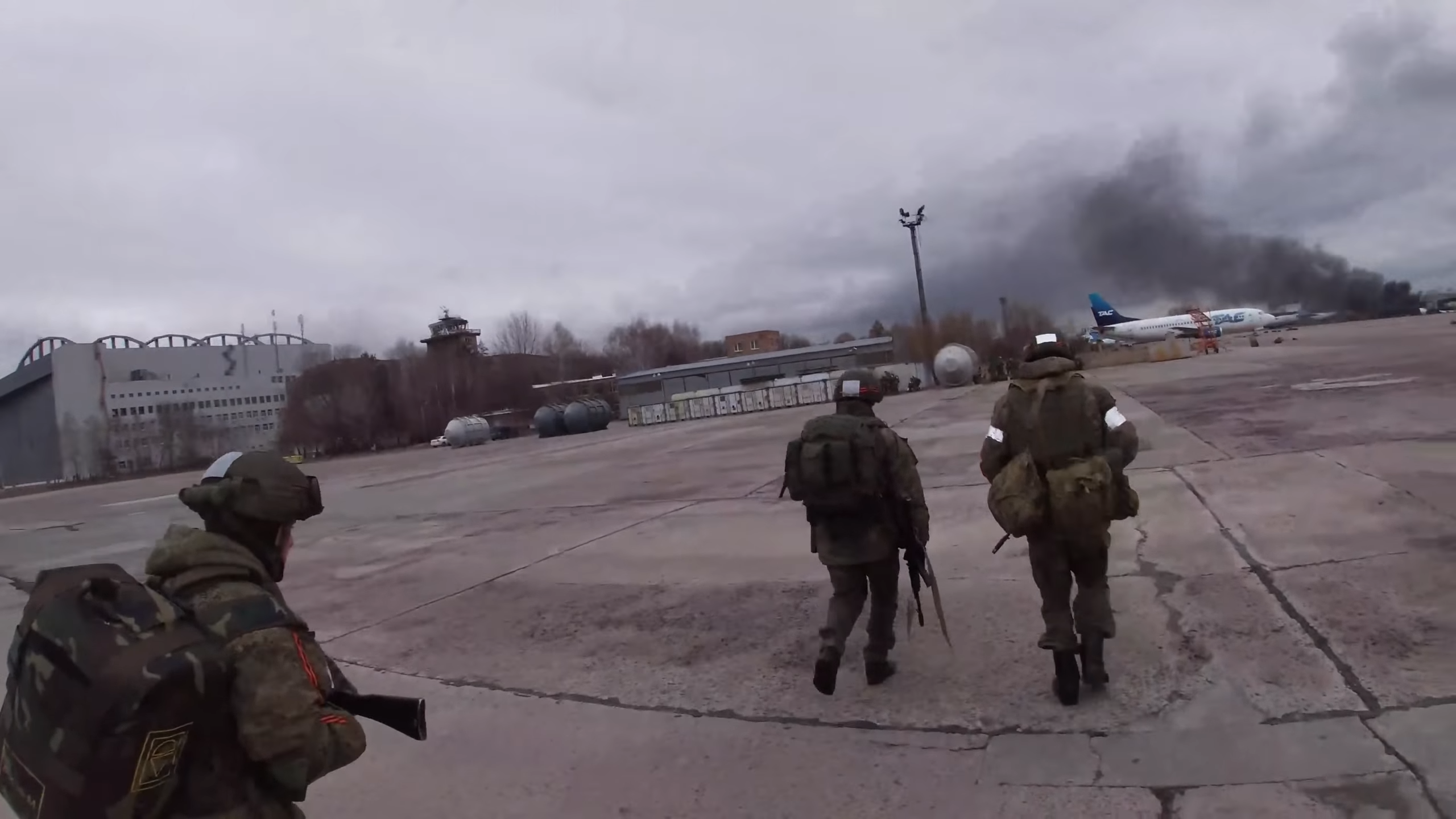
Soldados russos lutando na Batalha pelo Aeroporto Antonov.

Enquanto isso, com tropas russas perto de Kiev, o presidente Zelenskyy pediu à população que preparasse coqueteis molotov para atacar o inimigo. Vladimir Putin, por seu lado, pediu aos militares ucranianos que derrubassem o governo. O exército ucraniano distribuiu 18 000 armas entre a população de Kiev, com a reserva das forças armadas sendo mobilizada para resistir. No final do dia 25 de fevereiro, algumas informações davam conta de tropas russas já haverem penetrado a região norte de Kiev, tendo dificuldade em avançar com os ucranianos oferendo feroz resistência. Já a importante cidade de Mariupol também estava sob pesado ataque, com os russos desembarcando uma força de infantaria naval na região.

#### 26 de fevereiro

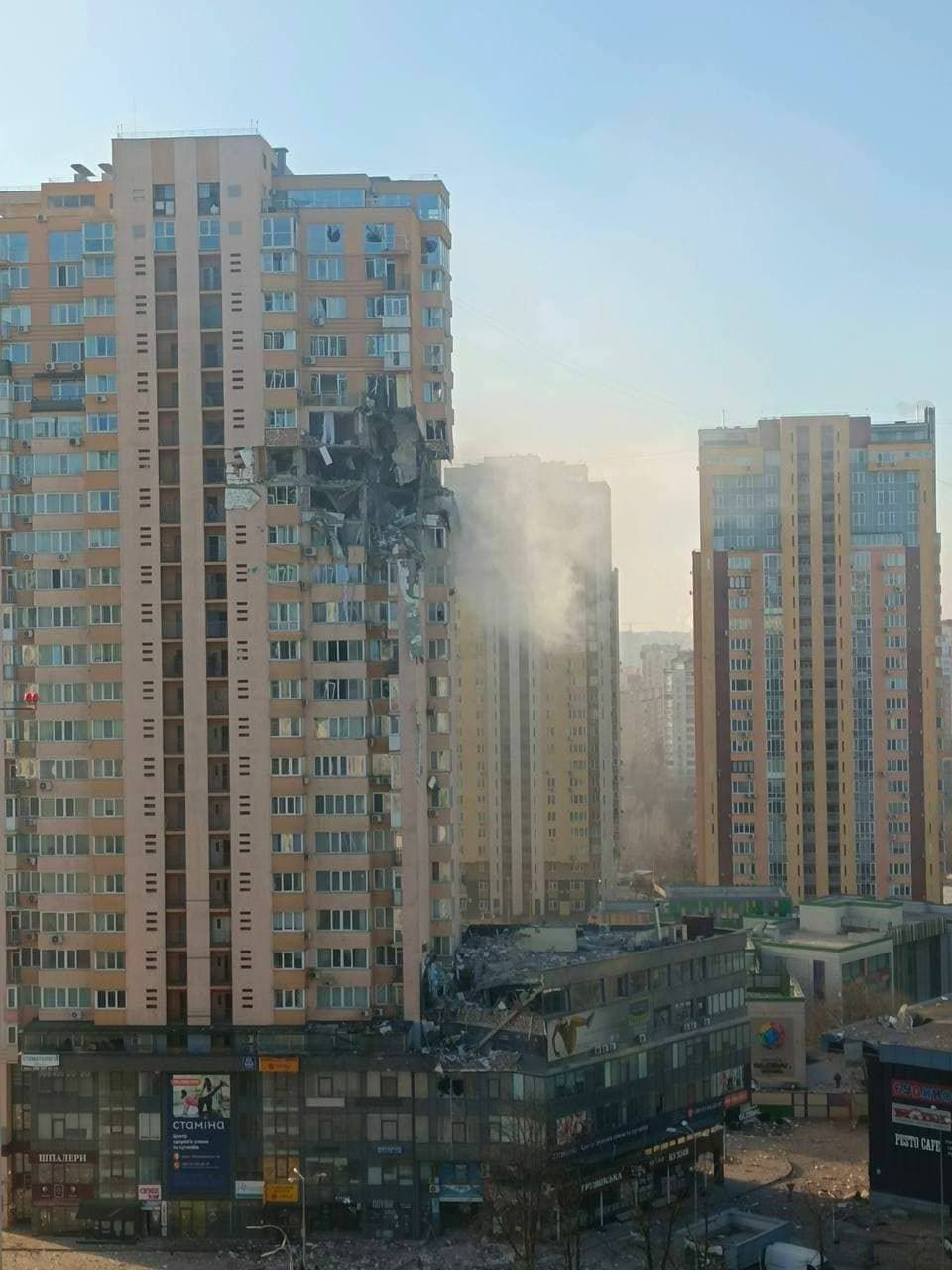
Um prédio em Kiev, atingido por um míssil russo

Na madrugada do dia 26, violentos combates ocorreram próximo da cidade de Vasylkiv, a sul de Kiev, onde um importante campo aéreo está localizado. O Estado-maior das forças armadas ucranianas afirmou que um caça Su-27 do país havia abatido uma aeronave de transporte Il-76 cheia de paraquedistas, com um segundo transportador deste tipo sendo derrubado próximo de Bila Tserkva. A prefeita de Vasylkiv, Natalia Balasinovich, afirmou que sua cidade foi defendida com sucesso pelas forças ucranianas e que a luta estava terminando, informação que não pôde ser verificado de forma independente.
Por volta das 03h00, mais de 48 explosões foram ouvidas em Kiev em um período de 30 minutos, com combates irrompendo perto da estação de energia elétrica CHP-6 no bairro de Troieshchyna, ao norte. A BBC afirmou que os russos estavam tentando cortar o envio de eletricidade à capital. Combates pesados foram reportados próximo ao zoológico de Kiev e no bairro de Shuliavka. Ao amanhecer, os militares ucranianos afirmaram ter repelido um ataque russo a uma base do exército localizada na Avenida da Vitória, uma das principais avenidas de Kiev; sendo também afirmado, embora não confirmado, que uma investida russa contra a cidade de Mykolaiv, no Mar Negro, havia sido detida pelos ucranianos.
No período da tarde, o prefeito de Kiev, Vitali Klitschko, impôs um toque de recolher das 17h de sábado às 8h de segunda-feira, alertando que qualquer pessoa que estiver fora de casa durante esse período será considerada como inimigo ou sabotador. A Reuters informou que as conexões de internet foram interrompidas em partes da Ucrânia, particularmente no sul e no leste.
A noite do terceiro dia de combates foi violenta em Kiev, com centenas de pessoas mortas ou feridas na luta pela capital, segundo a Associated Press, que afirmou que os bombardeios acertaram um complexo de apartamentos, pontes e escolas. Nesse meio tempo, o Ministério da Defesa da Federação Russa disse que havia conquistado a cidade de Melitopol, próximo do Mar de Azov, informação desmentida pelo Ministro das Forças Armadas britânico James Heappey. Pela manhã, o alto-comando ucraniano reportou que sua força aérea tinha conduzido trinta e quatro surtidas aéreas em um espaço de 24 horas, indicando que a Rússia continuava a, inesperadamente, não conquistar a superioridade aérea.
O chefe da República da Chechênia, Ramzan Kadyrov, confirmou que tropas da região foram enviadas para a Ucrânia para lutar pela Rússia.

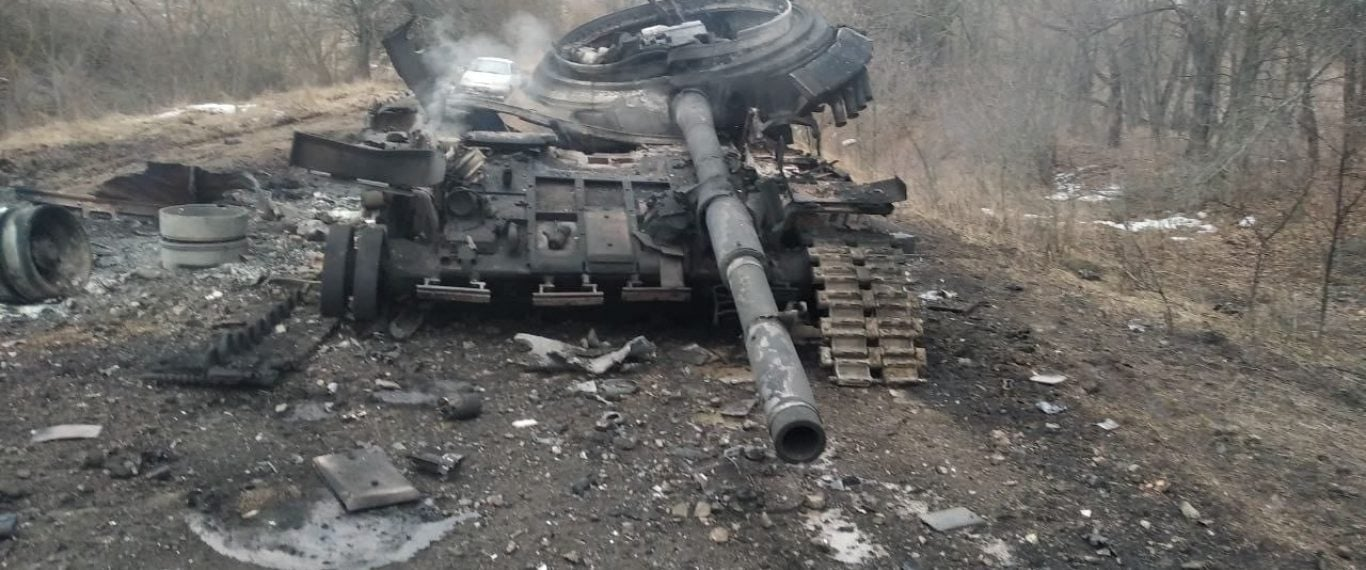
Um blindado russo T-80 destruído na Ucrânia.

Ao fim do terceiro dia de combates, as forças russas pareciam ter falhado na sua tentativa de cercar e isolar Kiev, apesar dos ataques feitos por suas tropas mecanizadas e paraquedistas. O Estado-Maior das forças armadas ucranianas informou que a Rússia havia comprometido sua reserva operacional do norte de dezessete grupos de batalhões táticos após o exército ucraniano ter detido o avanço russo no norte de Kiev, o que indicaria que forçar o governo ucraniano a capitular permaneceu o objetivo principal da invasão. As forças russas perto da capital teriam mudado de tática para avanços diretos contra Kiev, tanto ao longo da margem oeste do rio Dniepre quanto em uma ampla frente a nordeste. A Rússia abandonou as tentativas de tomar Chernihiv e Kharkiv depois que ataques mal executados foram repelidos por uma resistência ucraniana mais determinada do que o esperado. As forças russas contornaram essas cidades para continuar em direção a Kiev. Os militares russos no leste pareciam focados em prender a grande força ucraniana no lugar para que não pudessem interferir tanto na defesa de outras partes do país quanto em seu próprio cerco. O Institute for the Study of War (ISW), um think tank militar, observou que a Ucrânia poderia, em breve, ser forçada a decidir retirar essas forças e ceder a parte oriental do país ou permitir que tais forças fossem destruídas. Ao sul, as tropas russas tomaram a cidade de Berdiansk e continuaram a ameaçar o cerco a cidade de Mariupol. A falha de planejamento e execução da Rússia ao longo da fronteira norte da Ucrânia estava levando a crescentes problemas de moral e logística. Uma autoridade de defesa dos Estados Unidos informou que as tropas russas começaram a sofrer com problemas logísticos, particularmente a escassez de gasolina e diesel, levando à paralisação de diversos veículos blindados. Vídeos divulgados na internet mostravam tanques e veículos blindados de transporte russos encalhados na beira das estradas.

#### 27 de fevereiro
Durante a madrugada as forças russas conseguiram penetrar em Kharkiv, antiga capital e maior cidade da Ucrânia, ocorrendo grandes combates nas ruas pelo controle da cidade. Ao início da manhã Oleh Sinegubov, governador regional, afirmou que as forças ucranianas controlavam a cidade, estando a eliminar as forças russas que ainda aí existissem.  Segundo as autoridades ucranianas, ocorreu a rendição de dezenas de tropas russas na região.
Durante a manhã, o ambiente em Lviv era de tranquilidade, constituindo-se como uma das cidades mais calmas na Ucrânia naquele momento.
Valery Zaluzhny, chefe das Forças Armadas Ucranianas, declarou ter abatido um míssil de cruzeiro lançado a partir de um sistema estratégico russo Tu-22 contra Kiev, a partir da Bielorrússia.

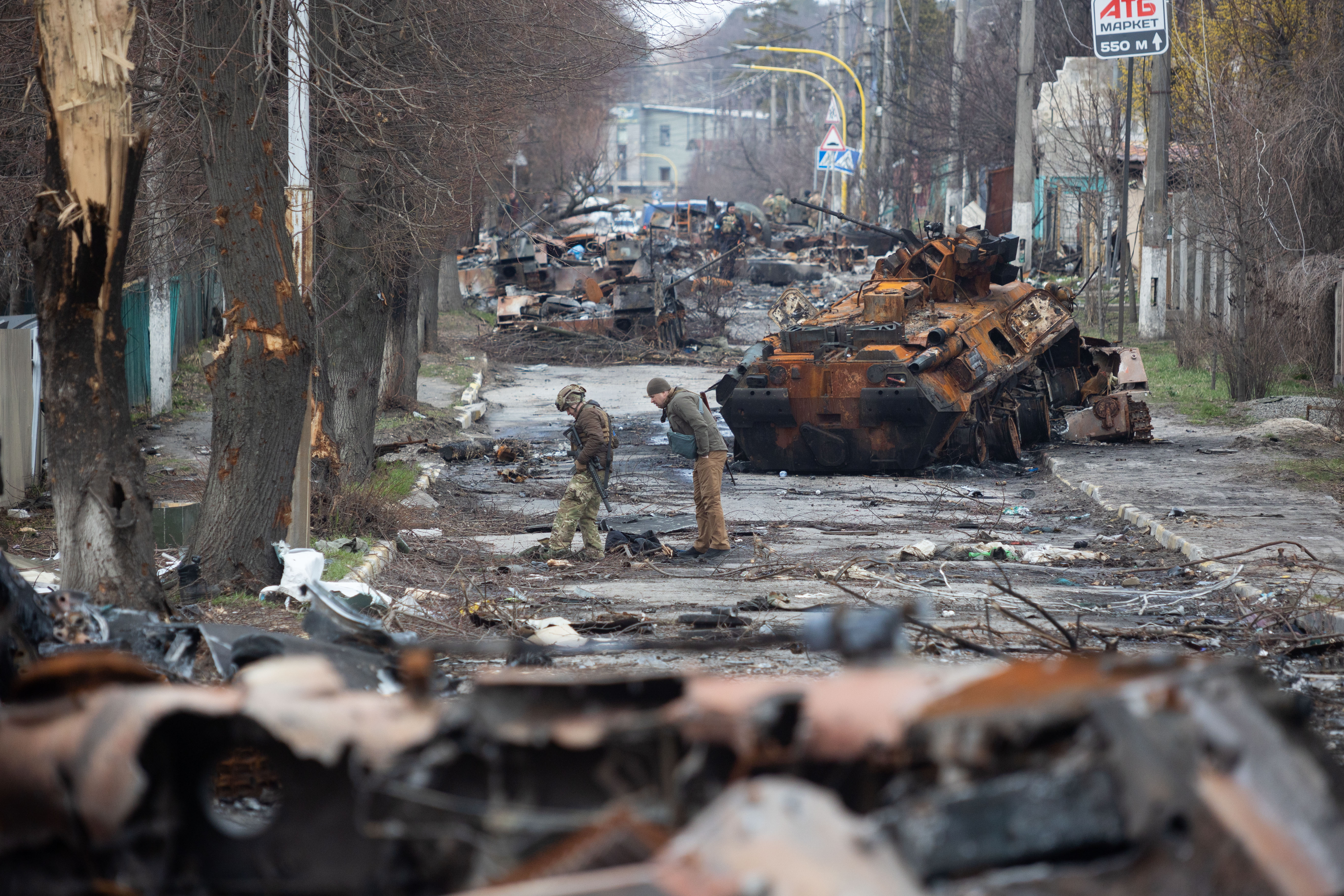
Equipamento militar russo destruído ao norte de Kiev.

Durante uma reunião com o ministro da Defesa, Sergei Shoigu, e o Chefe do Estado-Maior General das Forças Armadas da Rússia, Valery Gerasimov, Vladimir Putin ordenou ao comando militar que colocasse as "forças de dissuasão nuclear" em alerta máximo, justificando a decisão com a afirmação de que “oficiais de alto escalão dos principais países da OTAN fazem declarações agressivas sobre o nosso país."
Vladimir Kovalenko, prefeito de Nova Kakhovka, confirmou que a sua cidade havia sido tomada por tropas russas, acusando-as de destruir os assentamentos de Kozatske e Vesele, na região sul da Ucrânia. Tanques russos avançaram contra a cidade de Sumy, no nordeste do país. Entretanto, o Ministério da Defesa russo anunciou que as forças russas cercaram completamente as cidades de Kherson e Berdiansk, além de terem conquistado Henichesk e o Aeroporto Internacional de Kherson em Chernobaevka. Hennadiy Matsegora, prefeito de Kupiansk, concordou em entregar o controle da sua cidade às forças russas.
Nesse meio tempo, conversas de paz voltaram a serem cogitadas. A Ucrânia concordou em enviar uma delegação para se reunir com uma delegação russa para conversações em Gomel, na Bielorrússia. O gabinete do presidente ucraniano afirmou que as conversas aconteceriam sem pré-condições, afirmando também que Zelenskyy havia conversado com o presidente bielorrusso Alexander Lukashenko, e disse que ele prometera que as tropas bielorrussas não seriam enviadas para a Ucrânia.
De acordo com a empresa de análise de inteligência Rochan Consulting, a Rússia conseguiu conectar a Crimeia com áreas no leste da Ucrânia mantidas por separatistas pró-Rússia ao sitiar Mariupol e Berdiansk. Oleksiy Arestovych, conselheiro de Zelenskyy, confirmou que a cidade de Berdiansk havia sido capturada por tropas russas. Ao mesmo tempo, a principal força russa da Crimeia avançava para o norte em direção a Zaporíjia, enquanto uma segunda força de ataque avançava contra Dnipro, ameaçando Mykolaiv.
O jornal britânico The Guardian relatou que as tropas russas foram repelidas em Bucha e Irpin, a noroeste de Kiev. De acordo com a inteligência militar britânica, forças mecanizadas russas haviam contornado Chernihiv enquanto focavam seus avanços em direção à capital ucraniana. Foi igualmente que o exército russo havia pausado seus avanços contra Kiev para se reagrupar e angariar suprimentos; recursos militares russos que não faziam parte da força inicial de invasão estavam sendo movidos para a Ucrânia em antecipação a um conflito mais difícil do que o inicialmente antecipado.

#### 28 de fevereiro
No início da madrugada, imagens de satélite libertadas pela empresa de tecnologia espacial Maxar Technologies, mostravam uma coluna de tropas e tanques russos movendo-se em direção a Kiev, a cerca de 64 quilômetros da capital, a norte da cidade de Ivankiv. O contingente militar consistia de centenas de veículos militares, contendo combustível, suprimentos, tropas e veículos blindados, incluindo tanques, assim como veículos de combate de infantaria e artilharia autopropulsionada, estendendo-se ao longo de cerca de cinco quilómetros.

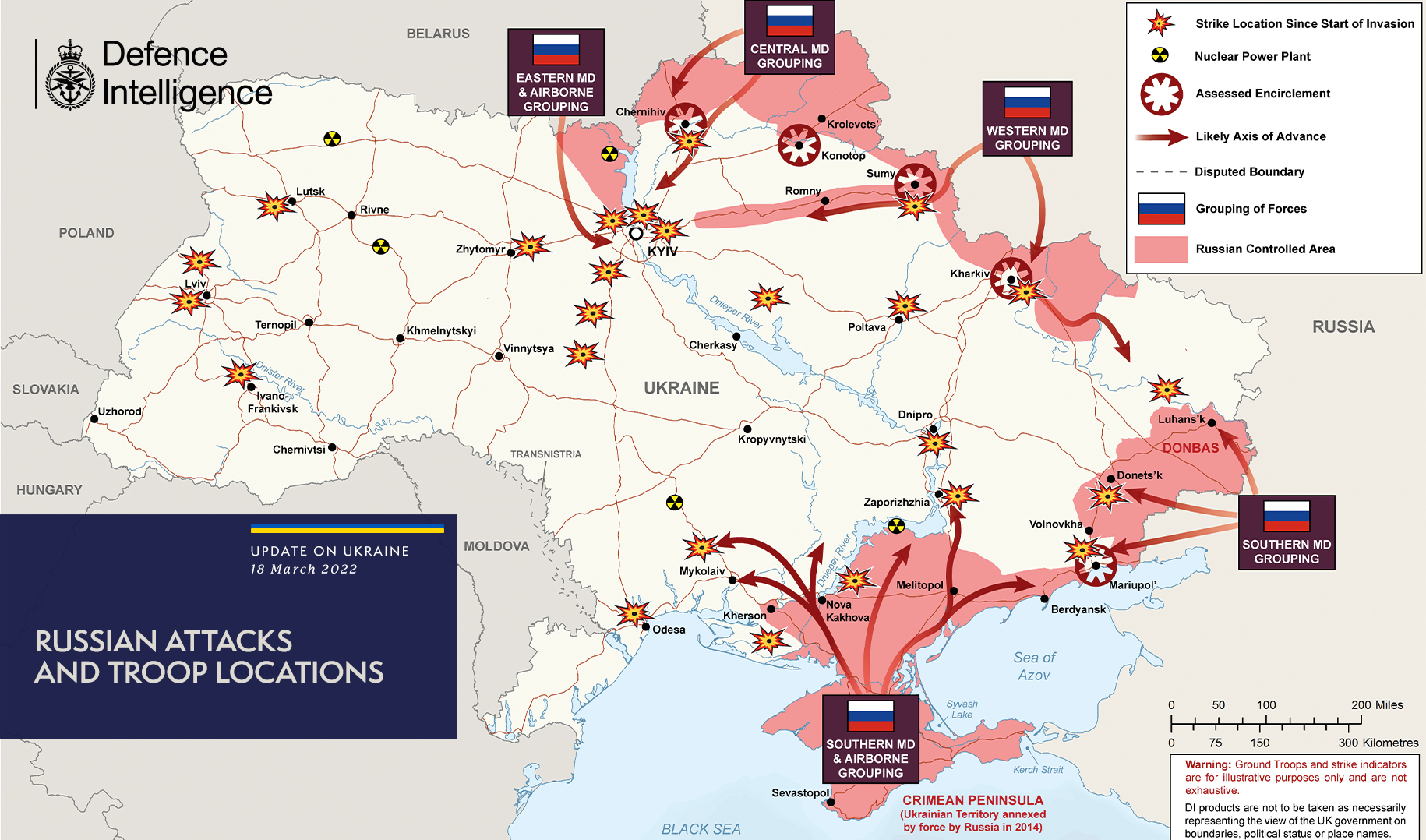
O avanço russo e a situação da campanha no começo de março de 2022.

A primeira rodada de negociações aconteceu com a presença de representantes da Rússia e Ucrânia, mas não chegaram a um consenso. Do lado ucraniano, Mikhailo Podoliak, conselheiro do gabinete presidencial ucraniano, informou que ambos os lados estabeleceram uma série de prioridades e de questões que exigem algumas decisões. Segundo um membro da delegação ucraniana, as negociações com o lado russo são "complicadas por serem tendenciosas". Uma próxima rodada de negociações será marcada em breve.
Enquanto isso, o avanço russo na região sul da Ucrânia ganhava intensidade, especialmente na cidade de Mariupol. Na manhã de 28 de fevereiro, o Ministério da Defesa do Reino Unido disse que a maioria das forças terrestres russas permaneciam a mais de 30 km ao norte de Kiev, tendo sido retardada pela resistência ucraniana no aeroporto de Hostomel. Também foi afirmado que combates continuavam a ocorrer perto de Chernihiv e Kharkiv com ambas as cidades ainda sob controle ucraniano. Com o avanço na Ucrânia sendo mais lento que o previsto, a Rússia começou a intensificar seus bombardeios, especialmente em áreas civis, utilizando de bombas de fragmentação e bombas termobáricas.
No mesmo dia, foi confirmado que o super avião cargueiro Antonov An-225 Mriya foi destruído após araque ao aeroporto Hostomel, próximo a Kiev. Segundo a fabricante de aviões Antonov, o custo de restauração da aeronave demandaria um custo de três bilhões de dólares.

### Março

#### 1 de março
Assim como no dia anterior, a Rússia intensificou as suas operações militares na Ucrânia, trazendo reforços, mais equipamentos e aumentando o número de ataques aéreos, inclusive em áreas civis. No leste, numa base militar em Okhtyrka, na parte mais ao sul do Oblast de Sumy, cerca de 70 soldados ucranianos foram mortos em bombardeios russos, de acordo com Dmytro Zhyvytskyi, governador do Oblast. O prédio da administração regional de Kharkiv, na Praça da Liberdade, foi bombardeada por militares da Rússia, matando nove civis (incluindo três crianças) e ferindo outras 37 pessoas. Já no sul da Ucrânia, a cidade de Kherson também foi bombardeada intensamente pelos russos.
Depois que o Ministério da Defesa da Rússia anunciou que acertaria alvos específicos para impedir "ataques de informação", mísseis atingiram infraestrutura de transmissão da Torre de televisão de Kiev, principal torre de televisão e rádio da cidade, parando a emissão de alguns canais de televisão digital. O ataque matou cinco pessoas e danificou o Memorial do Holocausto de Babi Yar, principal memorial em homenagem as vítimas do Holocausto na Ucrânia.
No final do dia, uma autoridade do Departamento de Defesa dos Estados Unidos afirmou que tropas russas haviam conquistado as cidades de Berdiansk e Melitopol, ambas localizadas no Oblast de Zaporíjia. A Rússia teria lançado cerca de 400 mísseis conta a Ucrânia, cujas defesas antimísseis ainda continuavam operacionais, tendo os russos movido para o território ucraniano lançadores de mísseis capazes de disparar armas termobáricas.

#### 2 de março
Militares ucranianos relataram um ataque de paraquedistas russos no noroeste de Kharkiv, onde um hospital militar foi atacado.  Zhyvytskyi afirmou que as forças russas haviam capturado Trostianets. Arestovych afirmou que as forças ucranianas partiram para a ofensiva pela primeira vez durante a guerra, avançando em direção a Horlivka.  A Rússia alegou ter capturado Kherson, o que não foi confirmado pelas forças ucranianas.  Vadym Boychenko, prefeito da cidade de Mariupol,  informou que as áreas residenciais da cidade estavam sendo "incansavelmente" bombardeadas pelos militares russos, com "dezenas de" baixas entre os civis.
Ao início da noite foi ouvida uma grande explosão, entre a estação ferroviária do sul de Kiev e o hotel Ibis, numa zona próxima do Ministério da Defesa, presumível alvo do ataque. Segundo Anton Gerashchenko, do gabinete do presidente Volodymyr Zelensky, tratou-se de um ataque com mísseis, que teria sido travado pelos sistemas antiaéreos ucranianos, com os destroços a caírem nas imediações do Ministério. Não era claro se houve vítimas e qual a zona exata de impacto.

#### 3 e 4 de março

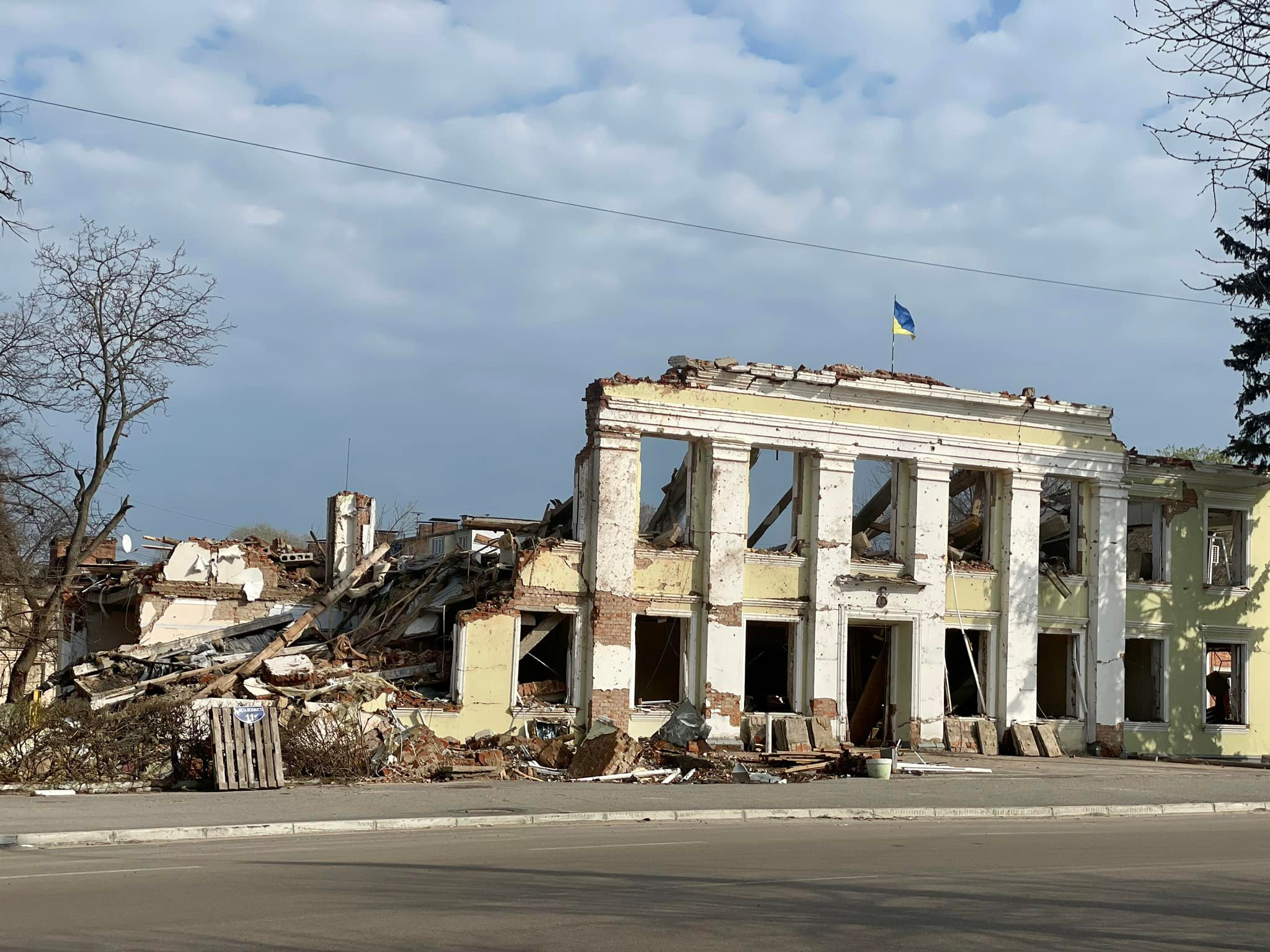
A cidade de Okhtyrka após um [Batalha de Okhtyrka

Em 3 de março, o ministro das relações exteriores ucraniano, Dmytro Kuleba informou que a Usina Nuclear de Zaporíjia estava sendo atacada por todos os lados pelos russos. Na ocasião, tropas russas também supostamente estavam atacando os bombeiros que tentavam conter o incêndio. Caso a usina, que é uma das dez maiores do mundo, sofresse mais danos, as consequências poderiam ser até dez vezes mais desastrosas desde o acidente nuclear de Chernobil. Pouco depois, a Agência Internacional de Energia Atômica afirmou que não houve aumento significativo de radiação na área da Usina de Zaporizhia e que os incêndios haviam se limitado aos prédios administrativos da usina e que os reatores não estavam em grande risco. No dia seguinte, em 4 de março, a usina já estava sob controle russo.
O Secretário-geral da OTAN, Jens Stoltenberg, rejeitou o pedido do governo da Ucrânia para impor uma zona de exclusão aérea sobre o território do país, afirmando que isso poderia levar a uma guerra aberta contra a Rússia. Os Estados Unidos afirmaram que a Rússia disparou mais de 500 mísseis contra a Ucrânia e seu comboio ao norte de Kiev estava a 15 milhas de distância da capital.

#### 5 de março
As forças armadas da Federação Russa anunciaram um cessar-fogo para a organização de corredores humanitários de Mariupol e Volnovakha, cidades que até então foram intensamente bombardeadas pelos russos. Logo depois disso, no entanto, foram feitos relatos de que as forças russas não estavam observando o cessar-fogo, fazendo com que a evacuação fosse adiada. Vladimir Putin declarou que os nacionalistas ucranianos barraram a passagem de civis.

#### 6 de março

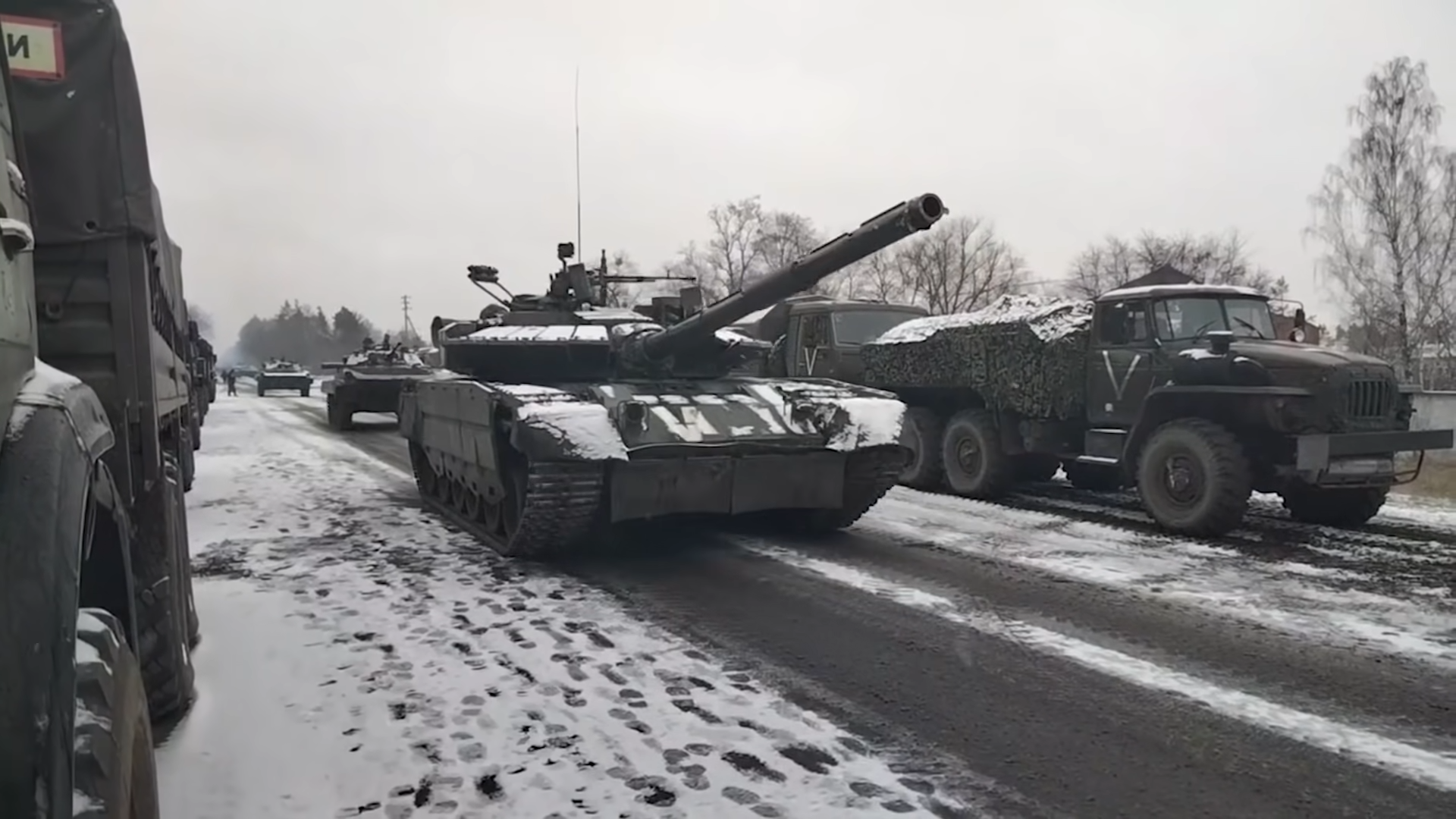
Blindados e outros veículos russos em direção de Kiev.

Forças ucranianas afirmaram que tropas russas estavam avançando em direção de Kiev pelo sul poderiam estar almejando alcançar a Usina Hidrelétrica de Kaniv. Enquanto isso, o Aeroporto Internacional Havryshivka Vinnytsia foi destruído em um ataque de mísseis russos.
Nessa altura do conflito, uma autoridade do Departamento de Defesa dos Estados Unidos afirmou que cerca de 95% dos mais de 175 000 soldados russos que estavam estacionados ao redor da Ucrânia antes da crise começar já estavam combatendo dentro do país.
Segundo analistas, na segunda semana de guerra, frente ao lento progresso nas frentes de batalha e uma resistência ucraniana maior do que a esperada, as forças armadas russas intensificaram seus bombardeios contra a infraestrutura civil e áreas densamente povoadas das grandes cidades da Ucrânia, aumentando o número de baixas dentre civis.

#### 7 e 8 de março
A Rússia anunciou que abriria corredores humanitários para os civis com rota ao seu país e a Bielorrússia, mas a vice-primeira-ministra da Ucrânia, Irina Vereshchuk, não aceitou com a alegação de "manipulação da opinião internacional."
Nesse dia, autoridades ucranianas afirmaram que as tropas do seu país haviam retomado o aeroporto internacional de Mykolaiv e a cidade de Chuhuiv em uma série de contra-ataques, onde teriam matado mais dois comandantes russos. Essas informações não foram confirmadas de forma independente.

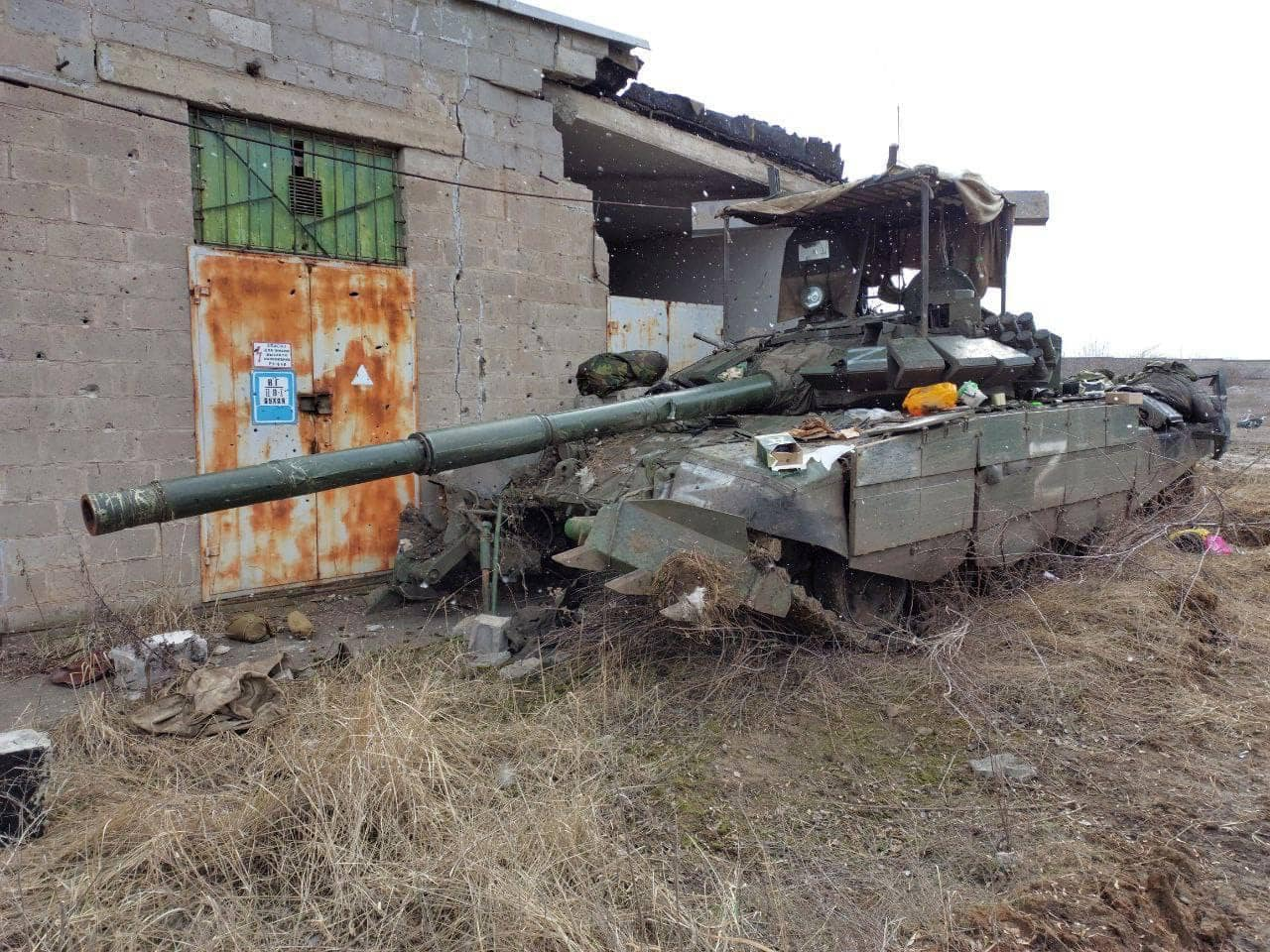
Um tanque de guerra T-72 russo destruído próximo de Mariupol.

Enquanto isso, o ministério da defesa russo afirmou que havia aberto mais seis corredores humanitários para evacuação de civis. O governo ucraniano criticou o anúncio, pois apenas dois deles levaram a outros territórios ucranianos, enquanto os outros levaram à Rússia ou à Bielorrússia. Nesse meio tempo, mísseis russos atingiram depósitos de combustíveis em Jitomir e Cherniakhiv, que acabaram queimando.
Na madrugada, agências de notícia da Rússia afirmaram que conquistaram a cidade de Izium, uma importante rota de transporte, que era defendida pela 81ª Brigada Aerotransportada ucraniana.
Em 8 de março, houve outra tentativa de evacuar civis de Mariupol, terminando em mais um fracasso, com o governo ucraniano acusando a Rússia de bombardear os corredores humanitários. Contudo, evacuações bem sucedidas aconteceram no noroeste do país, na cidade de Sumy, onde ambos os lados pareceiam respeitar mais o cessar-fogo.

#### 9 e 10 de março
A Polônia ofereceu transferir vinte e três caças MiG-29 do seu inventário para os Estados Unidos, de graça, para que fossem entregues a Base aérea de Ramstein, na Alemanha, com os americanos os entregando para a Ucrânia. Os EUA rejeitaram a proposta, com o Pentágono pronunciando a proposta da Polônia como "insustentável". Davyd Arakhamia, um negociador ucraniano em conversações com a Rússia, afirmou que mais de 40 000 civis foram evacuados de várias cidades ucranianas durante o dia 9 de março.
Em 10 de março, a Turquia sediou uma reunião trilateral entre chanceleres na cidade de Antália. Dmytro Kuleba, Ministro das Relações Exteriores da Ucrânia, descreveu seu encontro com Lavrov como difícil, já que não deu resultado. Enquanto isso, o Ministério da Defesa da Rússia afirmou que as forças russas abririam corredores humanitários todos os dias para a Rússia a partir das 10:00h.
Um alto funcionário do Departamento de Defesa dos Estados Unidos afirmou que no oeste de Kiev, as tropas russas avançaram cerca de 5 km em direção ao centro da capital ucraniana, nas cercanias do Aeroporto Internacional de Gostomel. A coluna de veículos russos que avançava do leste estaria a 40 quilômetros de Kiev. Além disso, foi afirmado que a cidade de Chernihiv estava "isolada" pelos russos. Enquanto isso, as forças ucranianas emboscaram uma coluna russa em Brovary Raion e a forçaram a recuar depois de destruir vários tanques e matar um comandante de tanque.

#### 11 e 12 de março
Nesse dia os russos expandiram suas ofensivas militares para a região oeste da Ucrânia pela primeira vez na guerra. Cidades como Dnipro e Lutsk foram submetidas a ataques aéreos e de mísseis, com mortes sendo relatadas.Os combates também se intensificaram nas regiões a nordeste e leste de Kiev. De acordo com fontes ucranianas, o prefeito de Melitopol, Ivan Fedorov, foi sequestrado por soldados russos depois que ele se recusou a cooperar com a Rússia. Em outros lugares, um alto comandante russo, major-general Andrei Kolesnikov, foi relatado por oficiais ucranianos como tendo sido morto em combate.
No dia 12 de março, combates intensos prosseguiam ao norte de Kiev e ao redor de outras cidades sitiadas durante o dia, enquanto autoridades ucranianas afirmaram que os confrontos e ataques aéreos russos estavam ameaçando a evacuação de civis. Enquanto isso, forças russas destruíram a Base Aérea de Vasylkiv, enquanto o Ministério da Defesa russo também alegou ter destruído o principal centro de rádio e inteligência eletrônica das forças ucranianas em Brovary. Enquanto isso, quando notícias se espalharam que os russos queriam realizar um referendo na cidade ocupada de Kherson para legitimar a criação de uma "República Popular" na região, milhares de cidadãos ucranianos foram as ruas da cidade para protestar contra os ocupantes. Nesse meio tempo, milicianos da República de Donetsk capturaram Volnovakha.

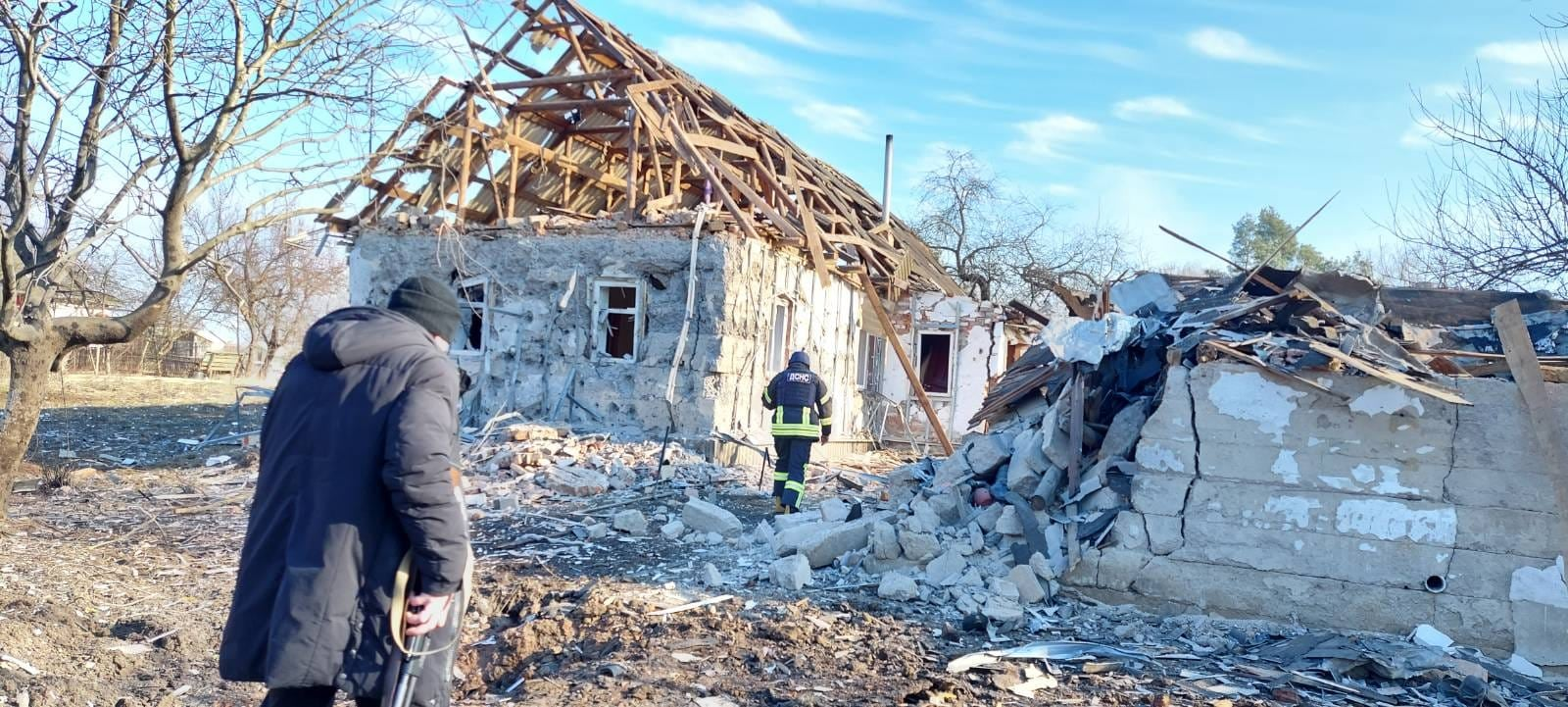
Destruição em Chernihiv.

O Estado-Maior Geral das Forças Armadas Ucranianas afirmou que o avanço da Rússia diminuiu e foi interrompido em muitos lugares. A vice-primeiro-ministra da Ucrânia, Iryna Vereshchuk, disse que cerca de 13 000 civis foram evacuados durante o dia.
Autoridades ucranianas acusaram a Rússia de usar bombas de fósforo branco num ataque contra a cidade de Popasna, em 12 de março. Enquanto isso, um monastério localizado em Sviatohirsk Lavra foi atingido, supostamente num bombardeio russo.

#### 13 e 14 de março
No começo de 13 de março, forças russas bombardearam o Centro Internacional Yavoriv para Manutenção da Paz e Segurança, uma base militar  utilizada para treinamento de tropas ucranianas em colaboração com países da OTAN. O ataque foi feito com mais de 30 mísseis balísticos, segundo Maksym Kozytskyy, o governador do Oblast de Lviv. Mais tarde, ele afirmou que 36 pessoas foram mortas e 134 ficaram feridas, enquanto o Ministério da Defesa russo afirmou que até 180 mercenários não-ucranianos foram mortos e muitas armas fornecidas por outras nações à Ucrânia foram destruídas. Este foi o ataque mais a oeste realizado pela Rússia desde o início da guerra, com uma base militar ucraniana próximo a Polônia sendo atingida pela primeira vez. Também foi alegado que outra instalação militar ucraniana em Starichi foi atingida, enquanto o prefeito de Ivano-Frankivsk afirmou que o aeroporto da cidade foi bombardeado novamente.
Combates intensos foram relatados em várias frentes em 13 de março.  A Ucrânia alegou que estava contra-atacando no Oblast de Kharkiv e em torno de Mykolaiv, enquanto o Ministério da Defesa do Reino Unido declarou que a Rússia estava tentando isolar as forças ucranianas no leste e a marinha russa havia efetivamente estabelecido um bloqueio em torno da costa ucraniana do Mar Negro, interrompendo seu comércio marítimo internacional.
Presidente Zelenskyy afirmou que 125 000 civis foram evacuados sob o acordo do corredor humanitário, enquanto os negociadores russos e ucranianos relataram progressos nas negociações de paz. Enquanto isso, um jornalista americano, Brent Renaud, foi morto próximo de Irpin por tropas russas, de acordo com o departamento de polícia de Kiev.

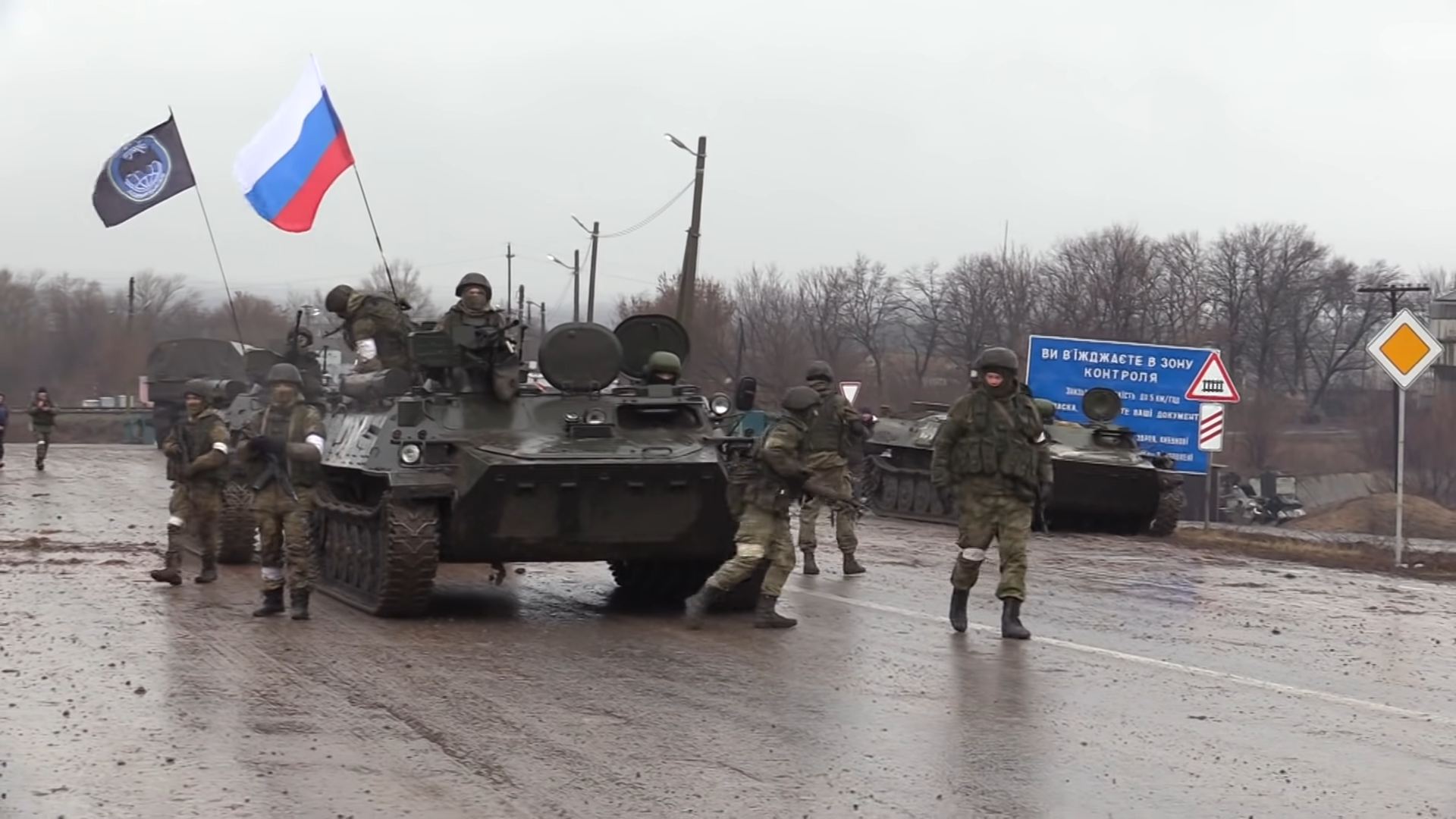
Tropas russas avançando pela cidade de Novoaidar, no leste da Ucrânia.

Em 14 de março, autoridades da República Popular de Donetsk afirmaram que eles derrubaram um míssil balístico Tochka-U sobre a cidade de Donetsk, no leste, mas houve várias baixas civis no centro da cidade atingidas pelos fragmentos do míssil. Os militares ucranianos alegaram que o míssil que atingiu Donetsk era "definitivamente um míssil russo ou alguma outra munição". Um ataque de míssil em uma torre de transmissão no vilarejo de Antopi matou pelo menos nove pessoas e deixou outras nove feridas. Vitaliy Koval, o governador da região de região de Rivne, disse que uma torre e um prédio administrativo próximo foram atingidos por dois mísseis separados no ataque.

#### 15 de março
O Ministério da Defesa da Rússia afirmou, em 15 de março, que as forças russas assumiram o controle total do Oblast de Kherson e derrubaram seis drones Bayraktar TB2 ucranianos em um espaço de 24 horas. Enquanto isso, navios de desembarque da marinha russa estavam se aproximando da costa de Odessa, enquanto uma outra ofensiva terrestre em direção a essa cidade, via Mykolaiv, se enfraquecia.
Enquanto isso, foi noticiado a morte de outro general russo, Oleg Mityaev, abatido perto de Mariupol. Nesse meio tempo, a força aérea ucraniana lançou um ataque com mísseis contra o Aeroporto Internacional de Kherson novamente, destruindo alguns helicópteros militares russos.
Nesse mesmo dia, o Presidente Zelenskyy afirmou que a Ucrânia não se juntaria a OTAN tão cedo, dizendo que isso "é uma verdade e deve ser reconhecida". Ainda nesse dia, os primeiros-ministros da República Tcheca (Petr Fiala), da Eslovênia (Janez Janša) e da Polônia (Mateusz Morawiecki) visitaram Kiev e se encontraram com Zelenskyy a fim de mostrar apoio europeu à Ucrânia.

#### 16, 17 e 18 de março
Na manhã de 16 de março, a Ucrânia anunciou que suas forças haviam iniciado uma contra-ofensiva para repelir as forças russas que se aproximavam de Kiev, com grandes combates sendo travados em Bucha, Hostomel e Irpin. Além disso, tropas ucranianas também lançaram uma ofensiva próxima de Mykolaiv em direção a cidade de Kherson.
Lavrov e Zelenskyy, enquanto isso, afirmaram que conversações de paz para encerrar o conflito estavam progredindo, com Lavrov afirmando que a neutralidade da Ucrânia estava agora sendo abertamente discutida. Dmitry Peskov, um porta-voz do Presidente Putin, afirmou que a Rússia estava olhando para um modelo de desmilitarização ucraniana nos moldes da Áustria e da Suécia, que têm seus próprios exércitos, mas o gabinete de Zelenskyy rejeitou isso pouco depois. Mikhail Podolyak, um dos negociadores ucranianos, disse que, sob o plano de paz proposto, a Ucrânia permaneceria neutra, consagraria os direitos dos falantes de russo no país e ignoraria a questão dos territórios em disputa. Em troca, manteria seus militares, enquanto países aliados interviriam caso fosse invadido novamente.
Já em 17 de março, foi reportado que a cidade de Rubizhne, no leste da Ucrânia, foi tomada pelas tropas Ucranianas. Foi também informado, inicialmente, que Izium - também no leste - teria sido capturada, mas tal informação foi refutada logo em seguida.
Nesse período, com a guerra alcançando três semanas de duração, o Ministério da Defesa britânico informou que os avanços russos no norte, leste e sul haviam majoritariamente parado ou desacelerado consideravelmente. "A resistência ucraniana permanece firme e bem coordenada", foi reportado numa nota do ministério, que concluiu dizendo que "a grande maioria do território ucraniano, incluindo todas as grandes cidades, permanece em mãos ucranianas". Não se sabia, na época, o motivo da pausa, com os russos podendo estar se reagrupando para melhorar sua situação de suprimentos ou enfrentando uma resistência maior do que o esperado, embora os bombardeios (com artilharia, mísseis e aviões) continuassem intensos.
Na manhã de 18 de março, mísseis russos atingiram uma fábrica de aviões perto do aeroporto de Lviv, a cerca de seis quilômetros do centro da cidade, sem baixas reportadas. Os ataques nas proximidades desta cidade no oeste da Ucrânia, um importante centro de logística e uma rota de fuga para refugiados, aumentaram de intensidade neste período.

#### 19, 20 e 21 de março
Em 19 de março, forças russas teriam bombardeado um abrigo em Mariupol onde 400 pessoas tomavam abrigo. Em meio a condenações internacionais, a Rússia negou o incidente.
Em 20 de março, foi confirmado que o vice-comandante da Frota do Mar Negro russa, Andrey Paliy, foi morto a tiros por forças ucranianas. Ele seria o sexto comandante militar russo morto na guerra. Nesse meio tempo, o Cerco de Mariupol continuava, com combates acirrados perto do centro da cidade e bombardeios intensos sendo reportados. Corredores humanitários foram firmados para a evacuação de civis.
No amanhecer de 21 de março, um complexo de um shopping foi atacado em Kiev por um míssil de cruzeiro russo, matando pelo menos oito pessoas e causando grande devastação. Relatos de moradores afirmaram que outros ataques foram reportados na região. Igor Konashenkov, um porta-voz do Ministério da Defesa russo, afirmou que o ataque foi justificado, dizendo o shopping era utilizado para armazenar munição e como centro para recarregamento de vários lançadores de foguetes pelo exército ucraniano. Imagens divulgadas pelos russos mostravam equipamentos militares estacionando no shopping.
Enquanto isso, um vazamento de amônia foi reportado numa instalação química em Sumykhimprom, localizada na cidade sitiada de Sumy, no leste da Ucrânia.

#### 22, 23 e 24 de março
Segundo analistas, enquanto a guerra se aproximava de um mês de duração, o conflito parecia parado, mas não menos intenso, com combates violentos acontecendo mas poucos avanços sendo reportados, com os russos mantendo seus ataques contra as cidades de Kiev, Kharkiv, Mariupol, Sumy e em direção de Odessa, e com os ucranianos mantendo contra-ofensivas limitadas nas regiões de Kharkiv, Mykolaiv e a oeste da capital, reconquistando o assentamento urbano de Makariv.
Em 24 de março, uma explosão foi reportada no porto de Berdiansk, com um navio de desembarque russo (possivelmente o Orsk da Classe Aligátor) envolto em um grande incêndio. As forças ucranianas alegaram que atingiram o navio com um míssil balístico Tochka, mas a causa da explosão ainda não foi verificada de forma independente. Os outros dois navios de desembarque que acompanhavam a embarcação deixaram rapidamente o porto (um deles também em chamas) e não se sabe se sofreram algum dano durante a explosão e subsequente incêndio a bordo do Orsk.
Nesse mesmo dia, o representante oficial do Ministério da Defesa russo, o major-general Igor Konashenkov, afirmou que a cidade de Izium havia sido completamente tomada por tropas russas naquela manhã.

#### 25 de março
Após a guerra completar um mês de duração, a Rússia afirmou que a primeira fase da guerra havia sido completada, embora Kherson tenha sido a única grande cidade ucraniana ocupada até aquele momento, com outros cercos em andamento no norte, no leste e no sul. O governo russo afirmou que focaria suas operações na região de Donbas, embora os combates em outras frentes não tivessem desacelerado. O coronel-general Sergey Rudskoy, chefe do diretório de operações  do estado-maior do exército russo, afirmou que as tropas russas haviam conseguido bloquear Kiev, bem como Kharkiv, Chernihiv e Sumy no nordeste, com Mykolayiv sob ataque no sudoeste, além de outras posições chave no sul. Segundo Rudskoy, fazer isso distraiu o exército ucraniano e limitou sua capacidade de manter uma presença militar efetiva em Donbas. Já analistas militares do Ocidente afirmaram que as principais ofensivas russas em território ucraniano haviam empacado frente a resistência das forças ucranianas.
Nesse meio tempo, as cercanias da cidade de Lviv voltou a ser bombardeada, com paióis de armamento e munição ucranianos sendo destruídos por mísseis balísticos russos.

#### 26 de março
Na Batalha de Kiev, que se desenrolava desde o final de fevereiro, os subúrbios a oeste e leste da capital, como Маkariv, Bucha, Irpin e Bilohorodka, continuavam a ver intensos combates ou bombardeios, com algumas áreas, como Bucha e Nemishaeve, vendo tropas russas estavam se entrincheirando. Na cidade ocupada de Slavutych, ao norte de Kiev, onde intensos protestos estavam acontecendo, os militares russos concordaram em se retirar, desde que os soldados ucranianos não tomassem as posições deles, se limitando a manter um posto avançado nas cercanias da cidade.
Nesse dia, militares ucranianos informaram que recapturaram a cidade de Trostianets — estrategicamente localizada entre os maiores assentamentos de Sumy e Kharkiv — e as vilas de Poltavka e Malynivka, a leste de Huliaipole no Oblast de Zaporíjia. Um outro contra-ataque ucraniano também continuou a leste da cidade de Kharkiv, levando à recuperação de vários assentamentos, como a vila fortemente contestada de Vilkhivka.

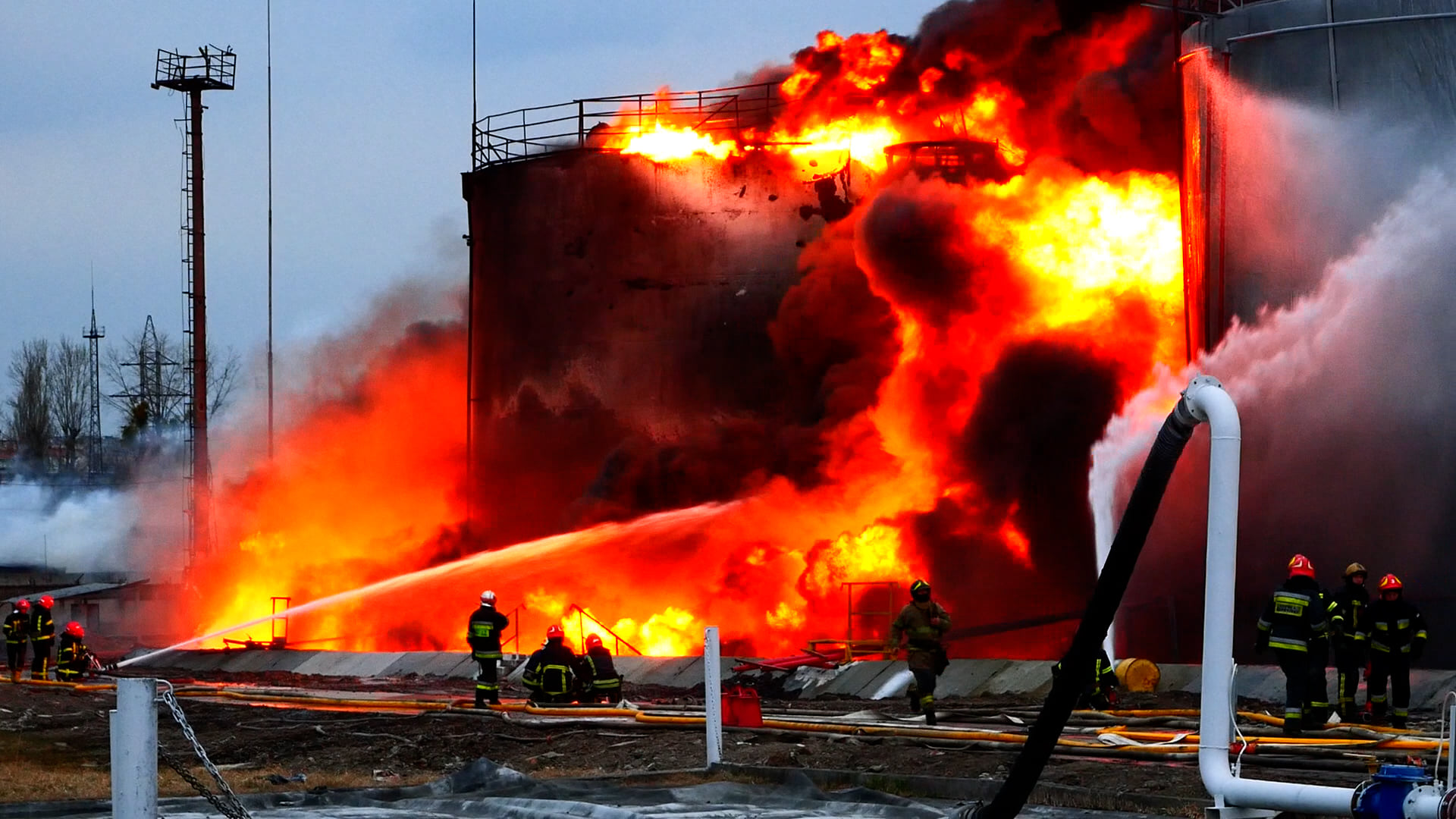
Um incêndio em um depósito de armazenamento de combustível em Lviv após ataques de mísseis russos (26-27 de março).

Novos ataques com mísseis russos também atingiram instalações industriais e militares, incluindo depósitos de armazenamento de combustível e uma fábrica de reparos de rádio em Lviv, na parte a oeste da Ucrânia, atingindo os limites da cidade pela primeira vez no curso da invasão militar. Este ataque coincidiu com a visita à Europa pelo presidente dos Estados Unidos, Joe Biden, que fazia um discurso em Varsóvia, a capital da vizinha Polônia, onde ele prometeu apoio contínuo à Ucrânia e disse que o presidente Putin não poderia "permanecer no poder". A Casa Branca mais tarde esclareceu que não era um pedido de mudança de regime.
Anatoly Bibilov, líder da região separatista pró-Rússia da Ossétia do Sul (na Geórgia), confirmou que as forças locais se juntaram às tropas russas transferidas da região para a Ucrânia.

#### 27 de março
Os militares russos continuaram os ataques com mísseis de cruzeiro e balísticos em toda a Ucrânia, incluindo contra as cidades de Lutsk, Kharkiv, Jitomir e Rivne, enquanto Mariupol permanecia cercada e sob pesados bombardeios. Oficiais de defesa ucranianos relataram que as forças russas estavam tentando se reagrupar e estabelecer um "corredor" em torno de Kiev para bloquear as rotas de abastecimento para a capital. Os militares ucranianos afirmaram em 28 de março que quatro aviões russos, um helicóptero, dois drones e dois mísseis de cruzeiro foram abatidos em um espaço de 24 horas, embora esta informação não pudesse ser verificada de forma independente.
O exército ucraniano continuou sua contra-ofensiva em algumas áreas da região de Kharkiv, perto da fronteira russa, reivindicando o controle total da vila de Mala Rohan e grande parte de Vilkhivka. De acordo com os militares ucranianos, os russos abandonaram amplamente seu avanço na região de Sumy, mas se reagruparam e contra-atacaram em Izium. As forças pró-Rússia da República Popular de Luhansk alegaram que soldados ucranianos perderam ao menos 60 homens, seis tanques e três veículos blindados na região em combates travados no leste em 27 de março.
O chefe da Inteligência de Defesa da Ucrânia, o brigadeiro-general Kyrylo Budanov, afirmou que os esforços da Rússia para derrubar o governo ucraniano haviam falhado e Putin estava agora tentando dividir a Ucrânia como no que aconteceu na Coreia. O presidente Volodymyr Zelensky disse em entrevista a jornalistas independentes russos que seu governo estava pronto para aceitar um status de neutralidade e não nuclear como parte de um acordo de paz com a Rússia, mas que qualquer acordo exigiria a aprovação em um referendo nacional.

#### 28 de março

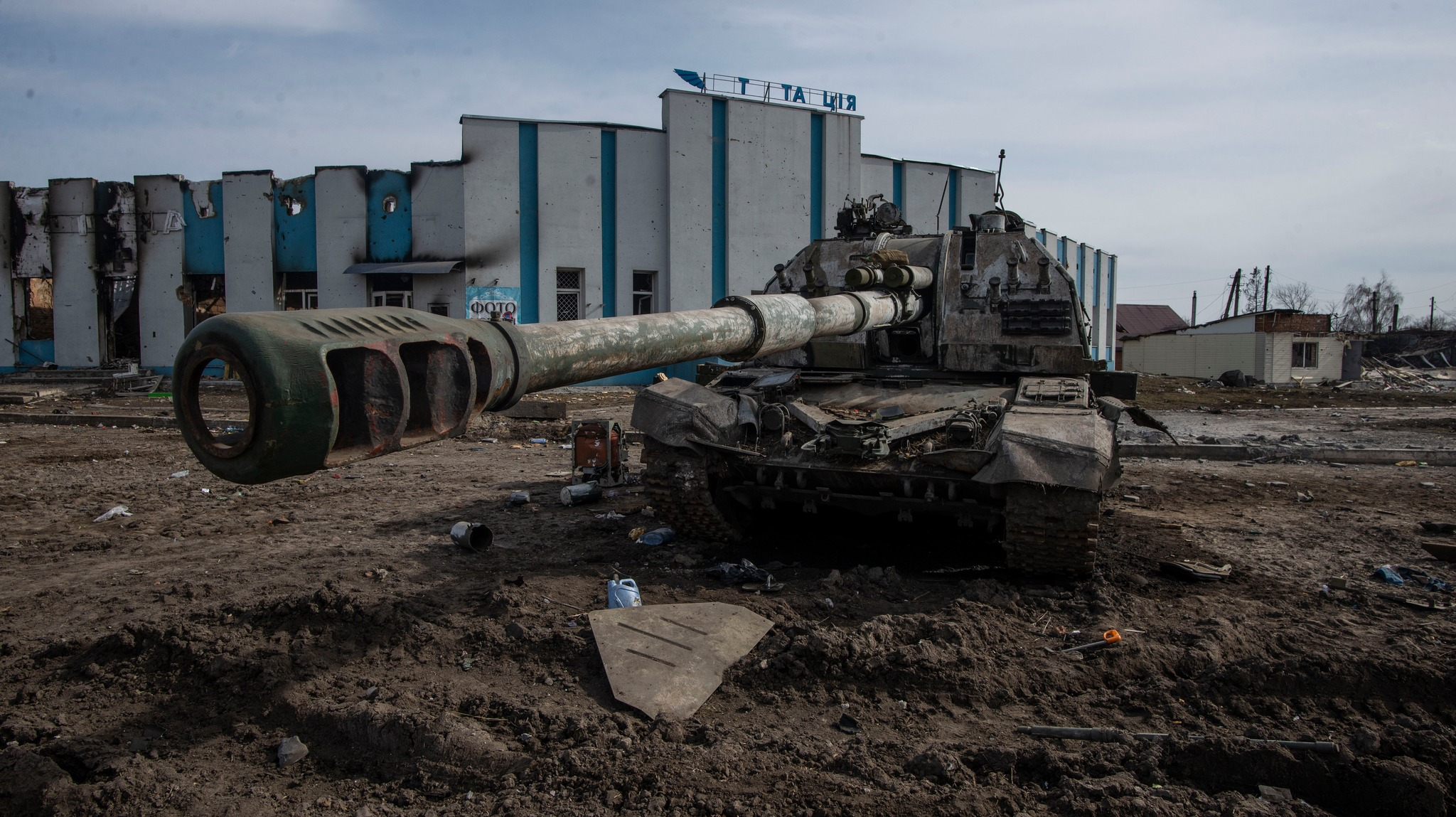
Restos de um blindado russo destruído na Ucrânia.

O Ministério da Defesa ucraniano disse que as forças russas estavam se reagrupando para avançar para as regiões de Donetsk e Luhansk, parcialmente controladas por separatistas apoiados pela Rússia, enquanto mais navios de guerra se aproximavam pelos mares Negro e de Azov da costa, provavelmente para realizar mais ataques com mísseis na Ucrânia. Na frente de Kiev, os subúrbios ocidentais de Bucha, Irpin, Hostomel e Makariv, bem como a rota de e para a cidade de Jitomir a oeste e áreas ao norte de Vyshhorod permaneciam propensas a bombardeios russos. No final do dia 28 de março, o prefeito Oleksandr Markushyn anunciou que a cidade de Irpin, a noroeste da capital, foi reconquistada por tropas ucranianas.
Nesse meio tempo, combates intensos prosseguiam em Mariupol, com os russos fazendo avanços lentos mas efetivos. Autoridades ucranianas acusaram os militares russos de deportar à força civis locais, incluindo crianças, para a Rússia. Naquele momento, a cidade estava quase que completamente em ruínas, com a população que não conseguiu evacuar sofrendo pela falta de mantimentos e segurança. O prefeito de Mariupol, Vadym Boychenko, pediu por uma evacuação completa do restante da população da cidade.
Enquanto isso, o representante oficial do Ministério da Defesa russo, o major-general Igor Konashenkov, em um briefing noturno, disse que mísseis de cruzeiro Kalibr, lançados do mar, "destruíram grandes depósitos de munição nas áreas dos assentamentos de Ushomir e Veselovka na região de Jitomir". Além disso, ele afirmou que as batalhas estavam em andamento com a 95ª brigada de assalto aéreo separada das Forças Armadas da Ucrânia e tropas russas começaram nos arredores de Novoselovka.
O Ministério da Defesa russo afirmou ter destruído um depósito de combustível ucraniano na região de Rivne com um míssil de cruzeiro na noite de 28 de março.

#### 29 de março

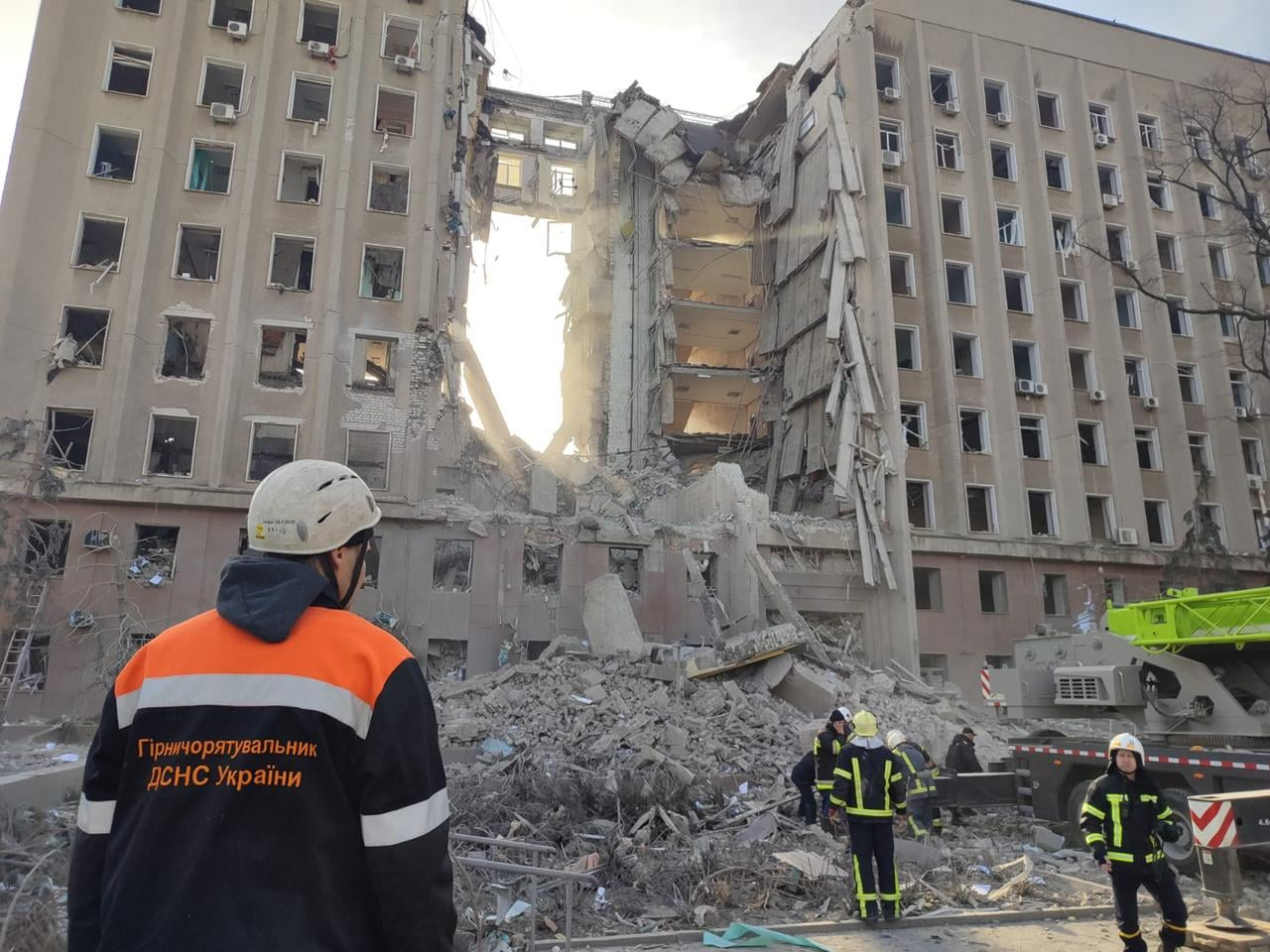
O Prédio da Administração Estadual regional de Mykolaiv destruído após um ataque com um míssil russo.

Negociadores ucranianos e russos se reuniram em Istambul, na Turquia, para mais uma rodada de negociações. A Ucrânia propôs a adoção de um status de neutralidade em troca de garantias de segurança nos moldes do Artigo 5 da OTAN. As propostas também incluíam um período de consulta de quinze anos sobre o status da Crimeia, anexada à Rússia em 2014, e o retorno de todas as forças russas às posições pré-invasão. Enquanto isso, o Ministério da Defesa da Rússia anunciou uma "redução drástica da atividade militar" nas frentes de Kiev e Chernihiv, que, como esclareceu o assessor presidencial russo Vladimir Medinsky, não equivalia a um cessar-fogo. O Departamento de Defesa dos Estados Unidos alertou que o movimento observado de elementos do exército russo para longe de Kiev era "um reposicionamento, não uma retirada real". Por outro lado, o governo russo voltou a afirmar que seus objetivos da primeira fase das operações militares haviam sido concluídos e que o foco agora seria a "libertação de Donbass", no sul e leste, onde as ofensivas continuavam.
Apesar das negociações, a luta continuou inabalável nos subúrbios de Kiev, especialmente no noroeste e nordeste da capital. Enquanto isso Lviv no oeste voltou a ser atingida por mísseis, no oeste, enquanto um míssil russo atingiu o Prédio da Administração Estadual regional de Mykolaiv, a sede do governo local, na região sudoeste da Ucrânia, matando doze pessoas e ferindo outras trinta e três.
Nesse dia, a Rússia afirmou ter abatido uma enorme quantidade de aeronaves ucranianas, incluindo quatro caças Su-24 na região de Chernihiv (dois na área perto de Repka e mais dois em Gorodnya), um Su-27 em Donetsk e pelo menos dezenove VANTs nas regiões de Mariupol, embora estas informações não pudessem ser confirmadas de forma independente. Além disso, os russos também afirmaram ter destruído cinco lançadores de foguetes de artilharia BM-30 Smerch em Chernobaevka, na região de Kherson.
Enquanto isso, uma enorme explosão foi reportada na cidade russa de Belgorod, próxima da fronteira, com um paiol de munição sendo destruído. Analistas acreditam que a explosão foi causada por um míssil de cruzeiro disparado pela Ucrânia. Este teria sido o segundo ataque com mísseis feitos pelos ucranianos em solo russo. Um acampamento militar russo no seu lado da fronteira na mesma região também foi atacado por artilharia, ferindo quatro soldados russos.

#### 30 e 31 de março

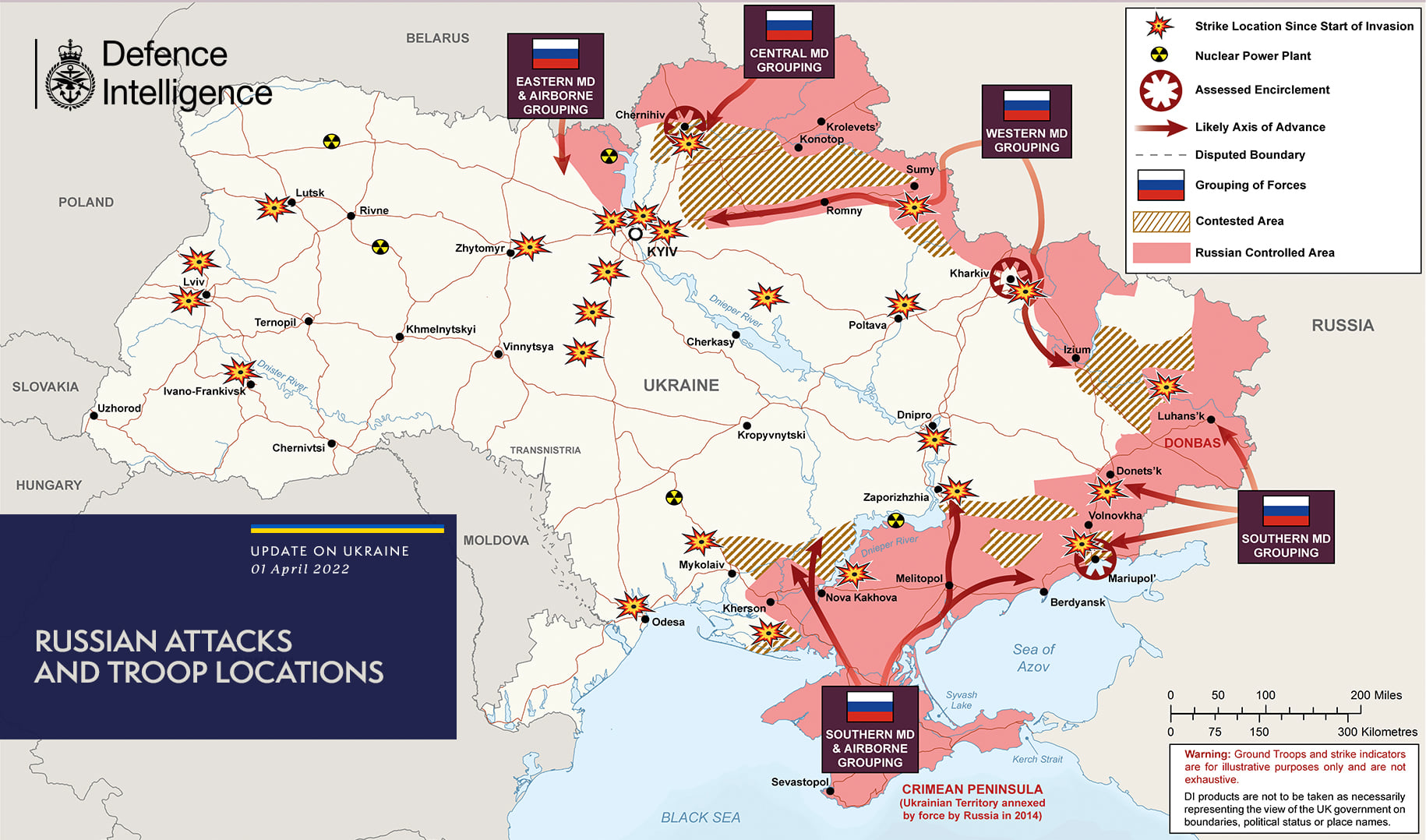
Os avanços russos na Ucrânia até 1 de abril de 2022.

Os militares russos continuaram a alegar que a desescalada em torno de Kiev e Chernihiv para um "reagrupamento planejado de tropas" estava em andamento para que assim eles pudessem se concentrar na região de Donbas, no leste. Os russos afirmaram que haviam infligido severas perdas nos ucranianos e a situação militar no norte melhorou a ponto de permitir a retirada de tropas. Do outro lado, o Ministério da Defesa ucraniano afirmou que não havia notado nenhuma retirada maciça das forças russas, mas unidades individuais inimigas estavam sendo retiradas das linhas de frente para repor as pesadas baixas sofridas. Enquanto isso, intensos combates e bombardeios continuaram nos arredores de Kiev, inclusive em torno de Irpin. Autoridades locais reportaram bombardeios intensos na área de Chernihiv, além de ataques na região de Donbas, incluindo as cidades de Mariupol, Marinka, Krasnohorivka, Avdiivka, Lysychansk e outros assentamentos.
Ao final de março, os russos intensiticaram seus ataques aéreos, aumentando o número de surtidas, com os bombardeios se concentrando nas regiões de Kiev, Chernihiv, Izyum até o sul de Kharkiv, e na área de Donbas. De acordo com a empresa nuclear estatal da Ucrânia, a Energoatom, a maioria das tropas russas se retiraram da usina nuclear de Chernobil em direção à fronteira ucraniana. Um oficial do Departamento de Defesa dos Estados Unidos também informou que as forças russas estavam evacuando as áreas ao norte e noroeste da capital Kiev, incluindo o Aeroporto Internacional de Gostomel. Nesse meio tempo, o exército ucraniano continuou a realizar contra-ataques em algumas áreas, recuperando os assentamentos de Zatyshshia, Malynivka, Vesele, Zelenyi Hai e Chervone, na região de Zaporíjia, e Sloboda e Lukashivka, na região de Chernihiv. Os russos, por outro lado, se mantiveram na ofensiva no leste, tomando a cidade de Zolota Nyva, em Donetsk, e Zhitlovka, em Luhansk.

### Abril

#### 1–3 de abril

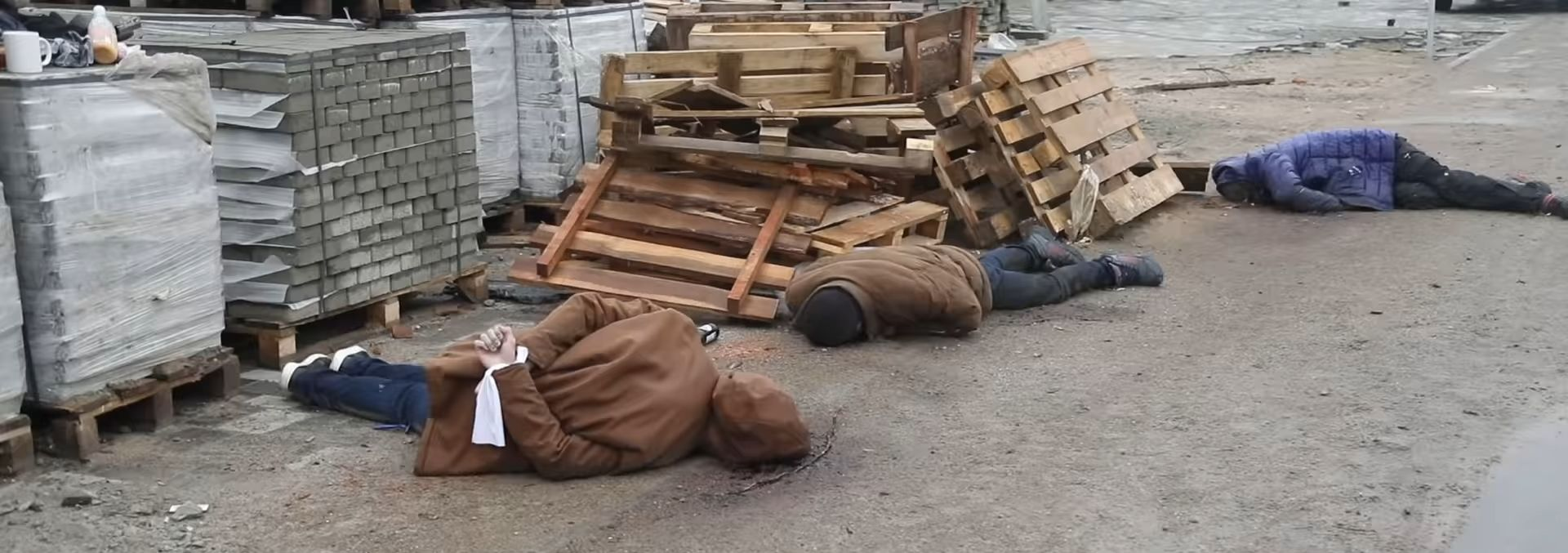
Vítimas civis ucranianas do Massacre de Butcha.

Dois helicópteros militares, supostamente da Ucrânia, atingiram uma instalação de armazenamento de combustível na cidade russa de Belgorod após cruzarem a fronteira em baixa altitude, segundo o governador russo Vyacheslav Gladkov. Imagens postadas online do ataque mostraram vários mísseis sendo disparados de baixa altitude pelos helicópteros (possivelmente dois Mi-24), seguidos por uma explosão. Os ucranianos, contudo, negaram serem os autores do ataque.
Mísseis russos atingiram as cidades de Poltava e Kremenchuk, na região central da Ucrânia no começo de 2 de abril, destruindo alvos de infraestrutura e prédios residenciais, afirmou o líder do Oblast de Poltava, Dmytro Lunin. A cidade de Poltava é a capital da sua região e Kremenchuk é um dos principais centros urbanos na área. Lunin afirmou que pelo menos quatro mísseis balísticos atingiram Poltava enquanto, de acordo com fontes preliminares, três aviões de guerra inimigos atacaram instalações industriais em Kremenchuk. Ele também acrescentou que não havia informações imediatas sobre possíveis vítimas. No entanto, nenhum desses incidentes pôde ser imediatamente verificado.
Enquanto isso, a ofensiva de Kiev também desmoronou vários dias depois que a Rússia disse que retiraria algumas tropas do norte. As forças russas então completaram sua retirada da região de Chernobil. Em 2 de abril, o governo ucraniano afirmou que toda a região do Oblast de Kiev havia sido formalmente reocupada.
Conforme as forças ucranianas foram reocupando os territórios ao norte de Kiev, autoridades locais afirmaram que estavam encontrando corpos e valas comuns pela região. Na cidade de Bucha, mais de 300 corpos foram inicialmente encontrados (no que foi chamado de Massacre de Bucha). A organização Human Rights Watch afirmou que o ocorrido se caracterizava como crime de guerra, reportando também outras atrocidades que teriam acontecido em territórios ucranianos ocupados pelos russos, como execuções, estupros, torturas e saques. A Rússia, por outro lado, negou cometer qualquer ação ilegal na Ucrânia e chamou as execuções em Bucha como "ataques falsos" feitas pelos próprios ucranianos.

#### 4–6 de abril
Após as notícias sobre o Massacre de Butcha, o Presidente Zelensky acusou a Rússia de genocídio e afirmou que as sanções econômicas impostas pelo Ocidente não eram o suficiente para responder as ações russas. Os Estados Unidos começaram a pressionar para que a Rússia fosse suspensa do Conselho de Direitos Humanos das Nações Unidas. Em 4 de abril, Putin assinou um decreto restringindo vistos a cidadãos de países considerados "hostis" à Rússia.
A Rússia voltou a acusar a Ucrânia de realizar uma "operação de bandeira falsa" em Butcha, alegando que as fotos e vídeos eram uma "performance encenada". O presidente dos Estados Unidos, Joe Biden, pediu que Putin fosse julgado por crimes de guerra cometidos por soldados russos em Butcha.
No dia 4 de abril, autoridades ucranianas afirmaram que retomaram toda a região ao redor da área de Sumy após a retirada das tropas russas. Nesse mesmo dia, forças ucranianas anunciaram que também haviam assumido o controle completo da região de Chernigov.
Em 5 de abril, Serhiy Haidai, governador ucraniano da região de Luhansk, disse que um ataque russo atingiu um tanque contendo ácido nítrico. Ele acrescentou que o incidente ocorreu perto da cidade de Rubizhne, que os militares ucranianos disseram que os russos estavam tentando tomar. No entanto, esta alegação não pôde ser verificada de forma independente.
O porta-voz do Kremlin, Dmitry Peskov, disse que a Rússia não se opunha a um encontro entre Putin e Zelensky, mas afirmou que tal reunião só seria realizada se um documento fosse previamente acordado.
O conselheiro do presidente da Ucrânia, Oleksiy Arestovych, afirmou que não havia mais militares russos na região de Mykolaiv. O deputado do conselho regional de Kherson, Sergey Khlan, disse que as tropas ucranianas estavam avançando em direção a Kherson, a partir de Mykolaiv. A luta estava ocorrendo a 20 km da cidade.

Mapa animado da evolução territorial da guerra de 7 de abril de 2022 até a atualidade.

Em 6 de abril, foi reportado que militares ucranianos usaram pela primeira vez o sistema lançador múltiplo de foguetes pesado TOS-1A "Solntsepyok", capturado dos russos, em batalhas na região de Kharkiv. Enquanto isso, o exército ucraniano lançou várias ofensivas no sul, recuperando diversas cidades, incluindo Dobryanka, Novovoznesenskoe, Osokorovka e Trudolyubovka, na região Kherson.
Segundo informações divulgadas na imprensa, fogo de artilharia russa matou pelo menos quatro pessoas e feriu outras quatro em um ponto de distribuição de ajuda humanitária na quarta-feira (6 de abril), enquanto as forças russas bombardeavam vilas, cidades e infraestrutura ferroviária no leste da Ucrânia, disseram autoridades locais. Mais tarde, as ferrovias ucranianas informaram que houve várias vítimas depois que três foguetes atingiram uma estação ferroviária não especificada no leste, sem dar mais detalhes.

#### 7 de abril
Nesse dia, o Ministério da Defesa da Ucrânia informou que, no decorrer de um ataque bem-sucedido, as tropas russas foram rechaçadas de 6 a 10 km da cidade de Kreminna, na região de Luhansk.
O Ministério da Defesa russo disse que seus mísseis destruíram quatro instalações de armazenamento de combustível nas cidades ucranianas de Mykolayiv, Kharkiv, Zaporíjia e Chuhuiv durante a noite. As autoridades russas alegaram que tais instalações eram usadas pela Ucrânia para abastecer suas tropas perto das cidades de Mykolaiv e Kharkiv e na região de Donbas, no extremo sudeste.
O presidente Zelensky afirmou perante o Parlamento da Grécia que a Ucrânia precisava muito de sistemas de defesa antiaérea, artilharias, munições e veículos blindados. Em Bruxelas, o ministro das relações exteriores ucraniano, Dmytro Kuleba, voltou a salientar este pedido, afirmando que seu país precisava de "armas, armas e armas". O Congresso dos Estados Unidos passou uma lei que facilitaria a transferência de equipamentos militares para os ucranianos, enquanto os americanos e a OTAN continuavam a transportar armamento e munição pela fronteira oeste.
Em 7 de abril, a Assembleia Geral das Nações Unidas votou por expulsar a Rússia do Conselho de Direitos Humanos da organização.
No dia 7 de abril, o porta-voz do Kremlin, Dmitry Peskov, admitiu pela primeira vez que a Rússia havia sofrido pesadas baixas na guerra até então e afirmou que tais perdas eram uma "tragédia".

#### 8 de abril

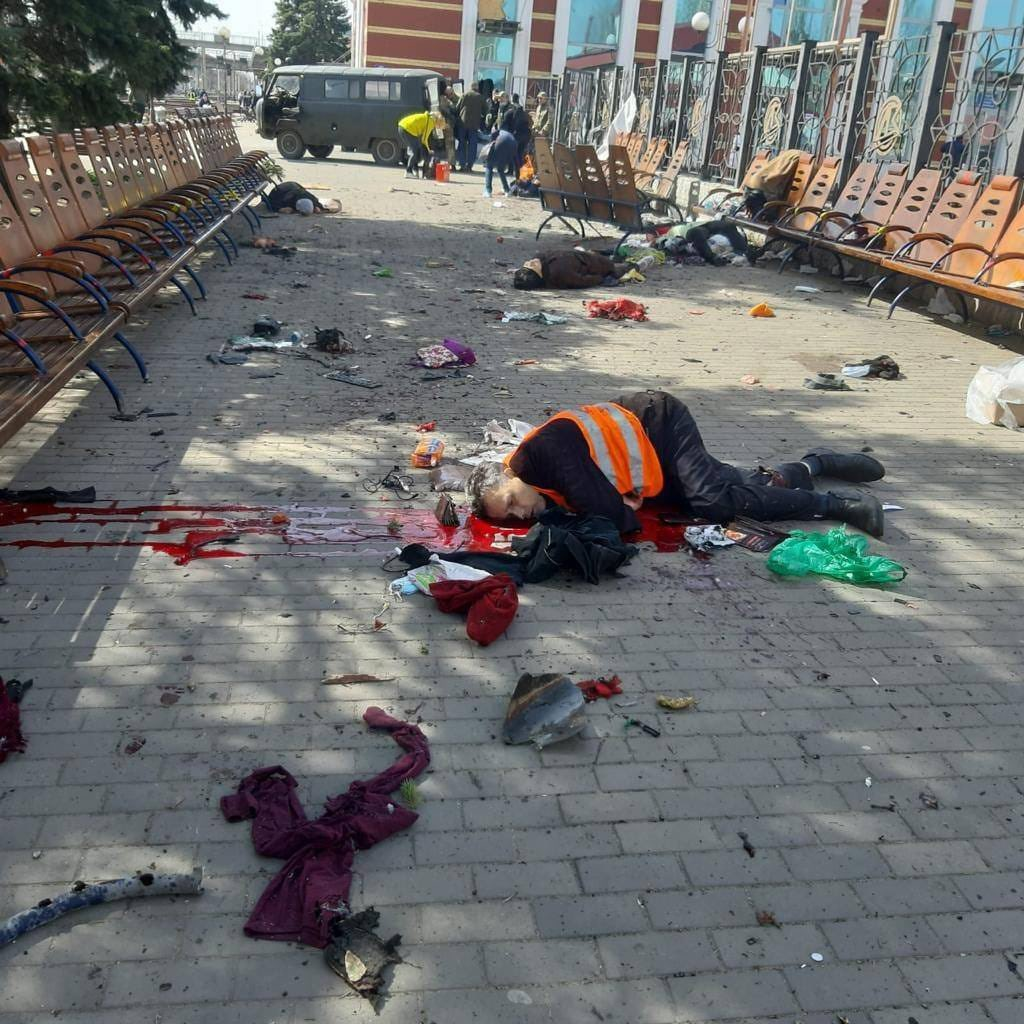
Vítimas do bombardeio à estação ferroviária de Kramatorsk, em 8 de abril de 2022.

A Rússia afirmou ter bombardeado um centro de treinamento para estrangeiros próximo de Odessa. Segundo um relatório do ministério da defesa russo: "mísseis de alta precisão do sistema costeiro Bastion destruíram uma assembléia de mercenários estrangeiros e centro de treinamento perto da aldeia de Krasnosilka, a nordeste de Odessa." No entanto, esta afirmação não pôde ser verificada de forma independente.
Na manhã de 8 de abril, a estação ferroviária da cidade de Kramatorsk foi atingida por um míssil balístico Tochka-U, matando 59 pessoas e ferindo pelo menos 110 outras. Pavlo Kyrylenko, o governador ucraniano da região de Donetsk, disse que milhares de pessoas estavam na área da estação no momento em que os dois foguetes atingiram. Kyrylenko publicou online uma fotografia mostrando vários corpos no chão ao lado de uma pilha de malas e outras bagagens. Outra foto mostrava serviços de resgate combatendo o que parecia ser um incêndio, com uma nuvem de fumaça cinza subindo no ar. No entanto, essas fotos não puderam ser verificadas imediatamente. A Rússia negou a autoria do ataque, afirmando se tratar de mais uma "operação de bandeira falsa", argumentando que nesse conflito, não tem utilizado misseis do tipo "Tochka-U".

#### 9–10 de abril
O presidente russo Vladimir Putin apontou o General Aleksandr Dvornikov, chefe do Distrito Militar Sul, como o novo comandante da campanha militar russa na Ucrânia. Dvornikov havia ficado conhecido por seu comando das forças russas durante a intervenção militar russa na Guerra Civil Síria.
As forças russas teriam atingido novamente um tanque de armazenamento contendo ácido nítrico em Rubizhne, de acordo com Serhiy Haidai, governador ucraniano do Oblast de Luhansk. Ele acrescentou que o tanque continha cerca de três toneladas de ácido nítrico.
Em 9 de abril, o Primeiro-ministro do Reino Unido, Boris Johnson, visitou Kiev e se encontrou com o Presidente Zelensky, oferecendo apoio político e militar, afirmando que seu país enviaria dinheiro e fim de tarifas, veículos blindados, sistemas de míssil antinavio e outros armamentos.
Em 10 de abril, imagens de satélite foram divulgadas mostraram um comboio militar russo de treze quilômetros de comprimento movendo-se para o sul através da cidade de Velykyi Burluk, com os russos concentrando suas ofensivas ao redor de Kharkiv.
Valentyn Reznichenko, o chefe da administração militar do Dnipro, afirmou que o Aeroporto de Dnipro, além da infraestrutura ao redor, foi completamente destruído pelos bombardeios russos.
O Ministério da Defesa da Rússia disse que helicópteros de ataque Ka-52 haviam destruído um comboio de veículos blinbados e sistemas de defesa anti-aérea ucranianos. A localização e o momento do ataque não foram especificados. O ministério publicou imagens de vídeo de helicópteros de ataque Ka-52 voando a altitudes extremamente baixas, lançando mísseis e disparando suas armas contra alvos terrestres.
Enquanto isso, o comando militar russo foi trocado, com o Presidente Putin nomeando o general Aleksandr Dvornikov para comandar as operações militares na Ucrânia. Considerado um líder competente no campo, o general Dvornikov não tinha uma boa reputação no Ocidente, sendo conhecido por sua brutalidade.

#### 11–14 de abril

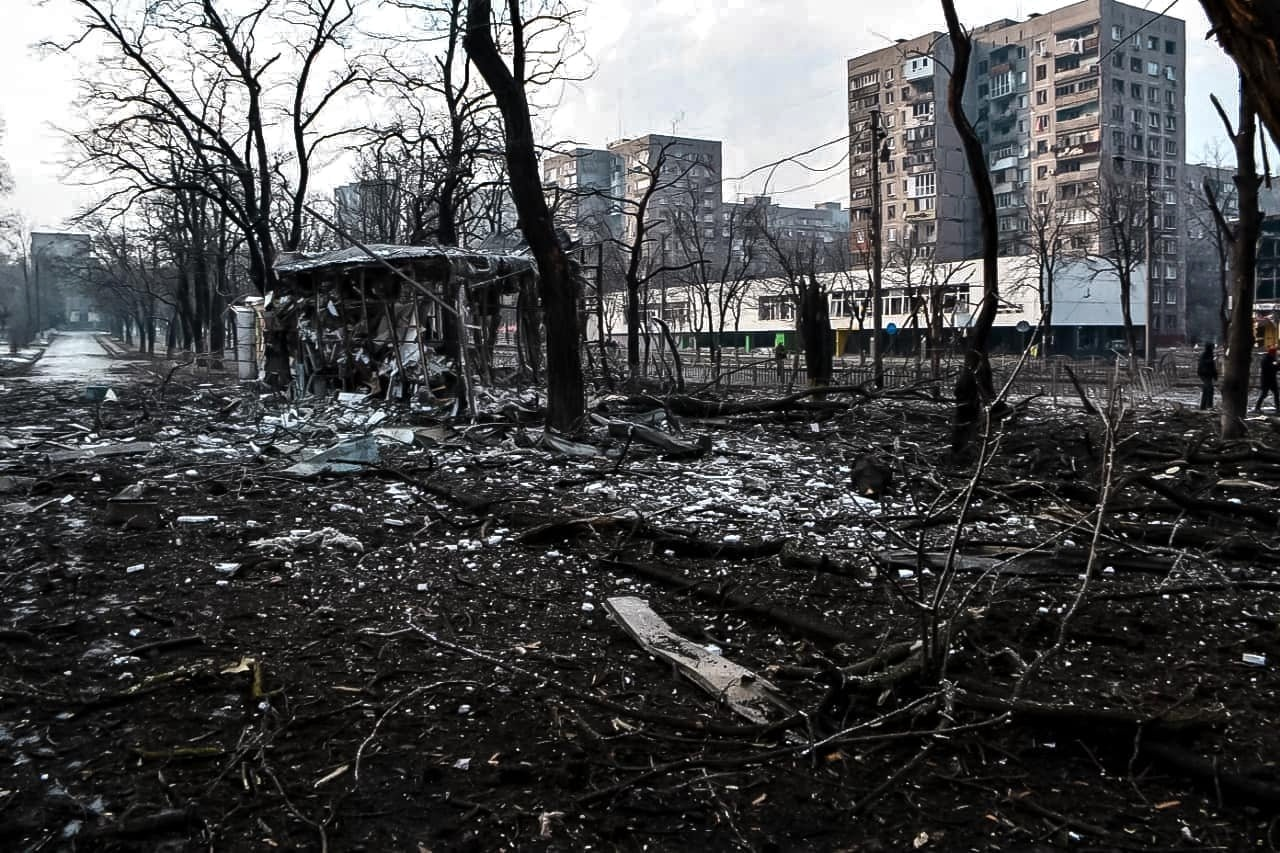
Devastação na região de Mariupol.

O Ministério da Defesa da Federação Russa afirmou que sua frota disparou uma salva de mísseis Kalibr contra as cercanias da região de Dnipro, destruíndo uma divisão de defesa anti-aérea formada por baterias de S-300, que haviam sido fornecidas recentemente para a Ucrânia por um "país europeu", que estava escondida em um hangar. Quatro lançadores de mísseis S-300 foram arrasados e até 25 militares das forças armadas ucranianas também teriam sido mortos. O governo da Eslováquia, tendo anteriormente anunciado que transferiu uma bateria de S-300 para a Ucrânia, negou a informação dada pela Rússia. No começo de abril, vários países da OTAN (especialmente antigas nações do Bloco Oriental) anunciaram que iriam aumentar a transferência de antigo equipamento militar de origem soviética para os militares ucranianos, incluindo tanques de guerra, armas pequenas, veículos blindados, mísseis e até aeronaves, a fim de ajudar a Ucrânia a resistir as novas ofensivas russas no leste.
Em 12 de abril, em um post no Telegram, integrantes do Batalhão Azov afirmaram que a Rússia lançou uma "uma substância venenosa de origem desconhecida" a partir de um veículo aéreo não tripulado contra militares e civis ucranianos em Mariupol. Petro Andryushchenko, um conselheiro para o prefeito de Mariupol, disse que as autoridades da cidade aguardavam informações adicionais das forças militares e especulou que em um cenário possível, a "descarga de um produto químico desconhecido" poderia ser "um teste para a reação em geral".
Enquanto isso, o Ministério da Defesa russo afirmou que mísseis de alta precisão baseados no ar e no mar destruíram um depósito de munição e um hangar seguro com aeronaves ucranianas na Base aérea militar de Starokostiantyniv, no Oblast de Khmelnytski. Além disso, um outro depósito de munição perto de Gavrilovka, na região de Kiev, também foi bombardeado pelos russos.
De acordo com autoridades militares russas, em 13 de abril, cerca de 1 026 soldados ucranianos da 36ª Brigada de fuzileiros, incluindo 162 oficiais, haviam se rendido naquele dia em Mariupol. No entanto, o Ministério da Defesa ucraniano afirmou que não tinha informações sobre tal rendição. Mais tarde, em 13 de abril, Denys Prokopenko, o comandante do Regimento Azov, reconheceu que alguns defensores realmente haviam se entregado aos russos. Mesmo com essas rendições, unidades do exército ucraniano e fuzileiros navais, apoiados por homens do Batalhão Azov, continuavam a lutar com afinco em alguns bolsões de resistência no centro de Mariupol.

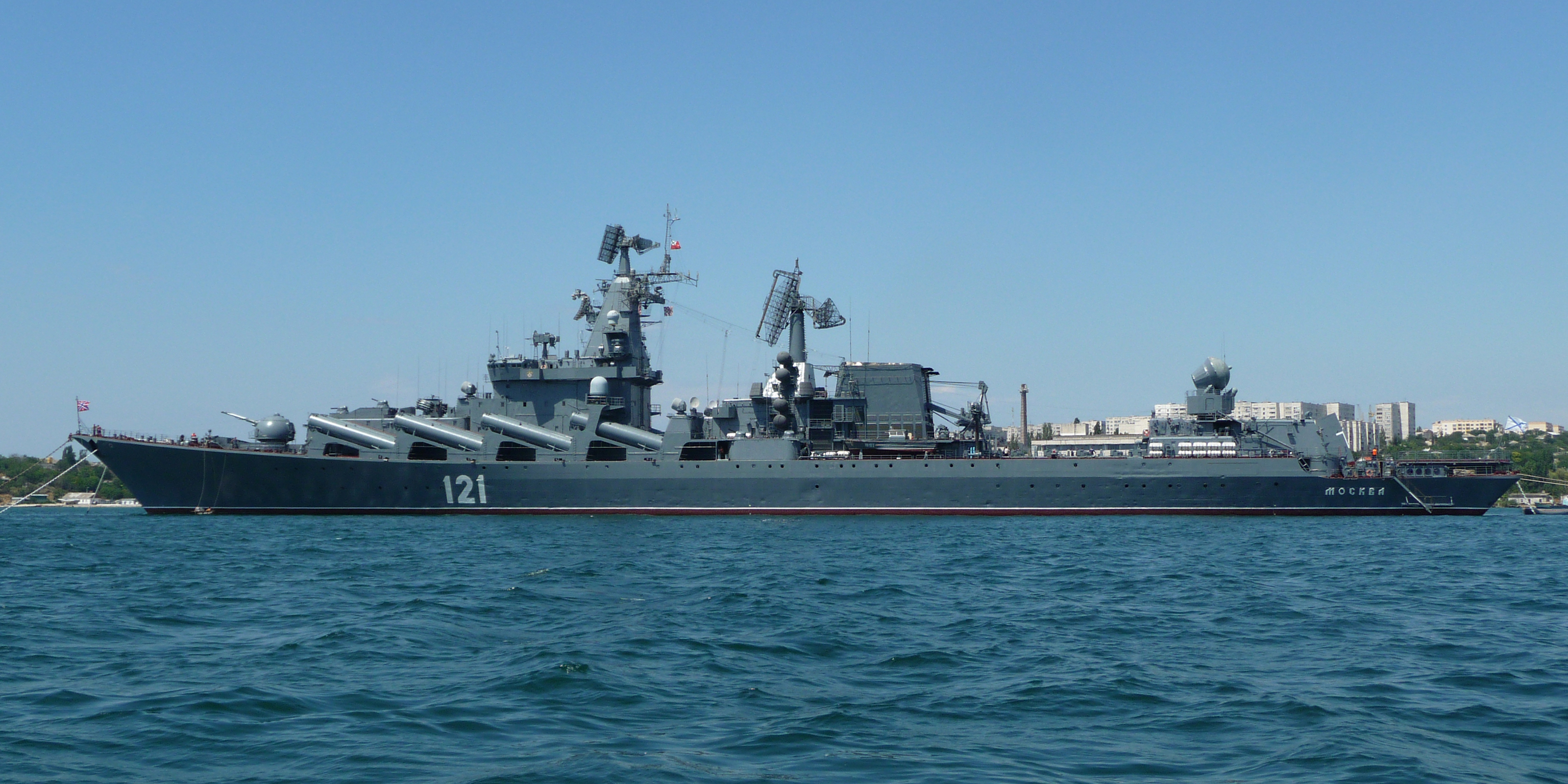
O cruzador russo, afundado no Mar Negro em 14 de abril.

Em 13 de abril, foi reportado um enorme incêndio no cruzador russo Moskva. De acordo com autoridades da Ucrânia, a embarcação foi atingida por um Míssil antinavio Neptune, o avariando significativamente. O Moskva, devido ao incêndio, sofreu uma explosão no seu depósito de munição principal, o que forçou a tripulação a abandonar o navio, segundo o Ministério da Defesa russo. Em 14 de abril, o governo russo afirmou que o navio afundou enquanto estava sendo rebocado de volta para o porto. Os Estados Unidos confirmou a versão ucraniana de que dois mísseis que atingiram o Moskva e que isso foi o motivo do fim da embarcação, embora os russos continuassem a negar esta informação.
Em 14 de abril, a Rússia afirmou que dois helicópteros ucranianos invadiram o espaço aéreo do país e conduziram seis ataques aéreos contra prédios residenciais no Oblast de Briansk. O governador de Belgorod afirmou que uma vila també mfoi atacada, mas ninguém terminou ferido. Pouco depois, os russos voltaram a acusar os ucranianos de atacar em seu solo, afirmando que a cidade de Klimovo e a vila de Spodorashino. Além disso, o Serviço de Segurança Federal da Rússia (FSB) alegou que as forças armadas ucranianas abriram fogo no posto de fronteira de Novyye Yurovichi, na região de Briansk. O governo russo prometeu retaliação por essas ações.

#### 15–16 de abril
O ministério da defesa russo afirmou que um míssil disparado por um lançador S-400 derrubou um helicóptero ucraniano Mi-8, que supostamente estava atacando uma vila em Klimovo, na região de Briansk, no oeste da Rússia. Os russos também confirmaram que haviam tomado o controle da planta da fábrica de aço e ferro Ilyich, em Mariupol, mantendo seu progresso nesta cidade sitiada.
Com a luta se intensificando no leste, tropas ucranianas anunciaram que haviam retomado o controle da cidade de Rohan, no Oblast de Kharkiv.
A Rússia alegou ter destruído vários edifícios de produção de uma fábrica de veículos blindados em Kiev e uma instalação de reparo militar em Mykolaiv usando armas de longo alcance e alta precisão lançadas do ar.
Em 16 de abril, o governo russo confirmou a morte do major-general Vladimir Petrovich Frolov, que tombou em combate na Ucrânia.

#### 17–19 de abril
O presidente da Administração Estatal da região de Oblast de Kharkiv, Oleh Sinegubov, anunciou uma contra-ofensiva perto da cidade de Kharkiv, durante a qual as vilas de Lebyazhye e Bazaleevka, parte de Kutuzovka, foram libertadas e as tropas ucranianas avançaram para o leste perto da vila de Malaya Rohan'.

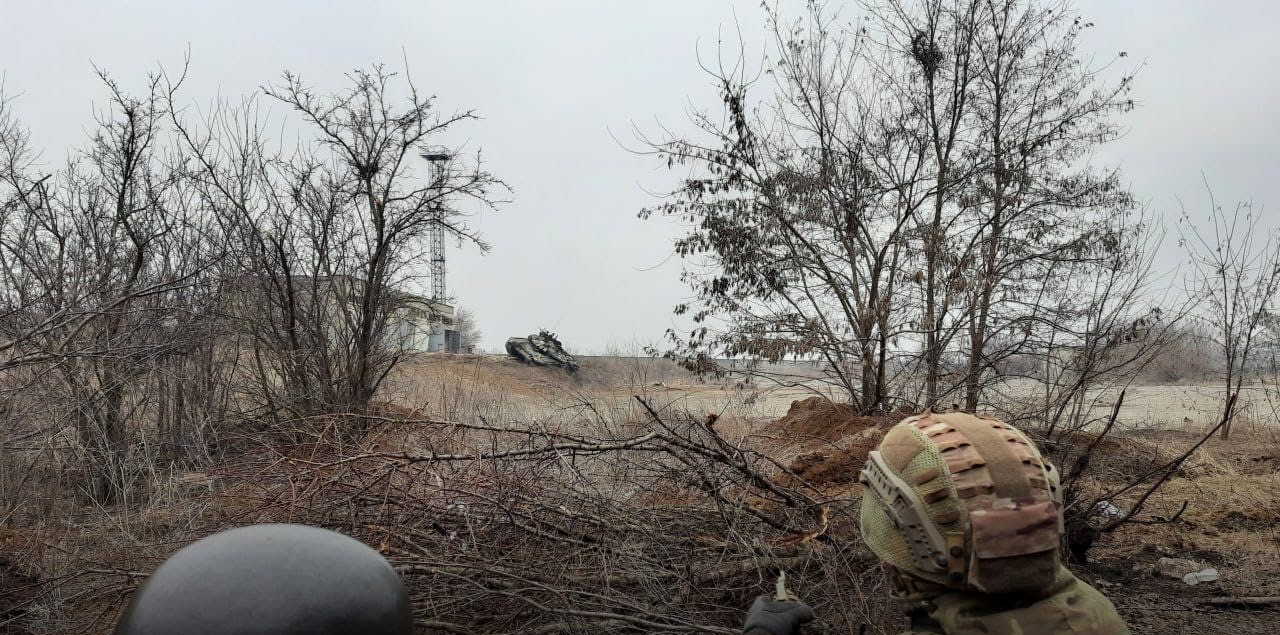
Tropas ucranianas lutando na região de Mariupol encarando um tanque russo T-72 destruído.

No dia 18 de abril, as forças armadas russas iniciaram uma série de ofensivas no leste, com as autoridades ucranianas afirmando que a "batalha por Donbass" estava começando. Os russos, no curso das três semanas anteriores, haviam retirado suas tropas do norte da Ucrânia e reagrupado no leste, levando tropas e equipamentos extras para a região de Donbass. Neste dia, militares russos iniciaram uma intensa barragem de artilharia contra posições do exército ucraniano para enfraquece-los. Os russos também intensificaram suas ações pelo ar, trazendo aviões bombardeiros como o Tu-22M3 para atacar alvos no solo, especialmente na cidade sitiada de Mariupol. Lá, os últimos bolsões de resistência ucraniana continuaram sob intensa pressão e sob pesados ataques, mas os defensores continuavam a lutar com afinco. A Rússia, que já havia invadido o setor urbano da cidade dois dias antes, no sábado, afirmou que as últimas tropas ucranianas que resistiam estavam na área da metalúrgica Azovstal, uma das maiores da Europa, que ocupa uma área de 11 km². Para forçar os defensores a se render, os russos lançaram um pesado ataque aéreo contra a metalúrgica.
A cidade de Lviv foi bombardeada novamente, desta vez por cinco mísseis, de acordo com o governador regional Maksym Kozytskyy. Três destes mísseis acertaram instalações militares e um acertou uma loja de pneus.
Os russos, em 18 de abril, lançaram-se novamente sobre a cidade de Kreminna, no Oblast de Luhansk, que foi tomada após um curto combate. Neste dia, um ministro ucraniano falou a respeito do dano causado pela invasão russa, afirmando que perto de 30% da infraestrutura do país foi destruída, com os danos avaliados em torno de US$ 100 bilhões de dólares. Já o Banco Mundial, em nota, afirmou que a economia ucraniana poderia encolher até 45% em 2022 por causa da guerra, ao mesmo tempo que o PIB russo deveria encolher por volta de 11,2% sob o peso das sanções econômicas internacionais.
Em 19 de abril, o Ministério da Defesa da Federação Russa informou que, durante a noite, treze redutos de tropas ucranianas, locais de concentração de mão de obra e equipamentos nas áreas dos assentamentos de Sloviansk, Barvinkove e Popasna, foram suprimidos por mísseis balísticos de alta precisão. A aviação russa também realizou ataques a 60 instalações militares por toda a Ucrânia.
O ministro de relações exteriores russo, Sergei Lavrov, confirmou que "outra fase" da invasão havia começado.

#### 20–25 de abril
Em 20 de abril, o ministério da defesa russo afirmou que atingiu cerca de 1 053 instalações militares ucranianas por todo o país e destruiu pelo menos 106 posições de tiro do inimigo. Já a Ucrânia acusou a Rússia de bombardeio indiscriminado, incluindo um ataque a um hospital que abrigava 300 pessoas na cidade de Mariupol.
Enquanto isso, em 21 de abril, o presidente Vladimir Putin declarou vitória em Mariupol, embora combates ainda fossem reportados na cidade. A Rússia cancelou planos para tomar o último grande bolsão de resistência dos ucranianos em Mariupol, o complexo siderúrgico e metalúrgico Azovstal. Naquela altura, a cidade já resistia fazia quase dois meses, com a situação humanitária na região sendo descrita como catastrófica.

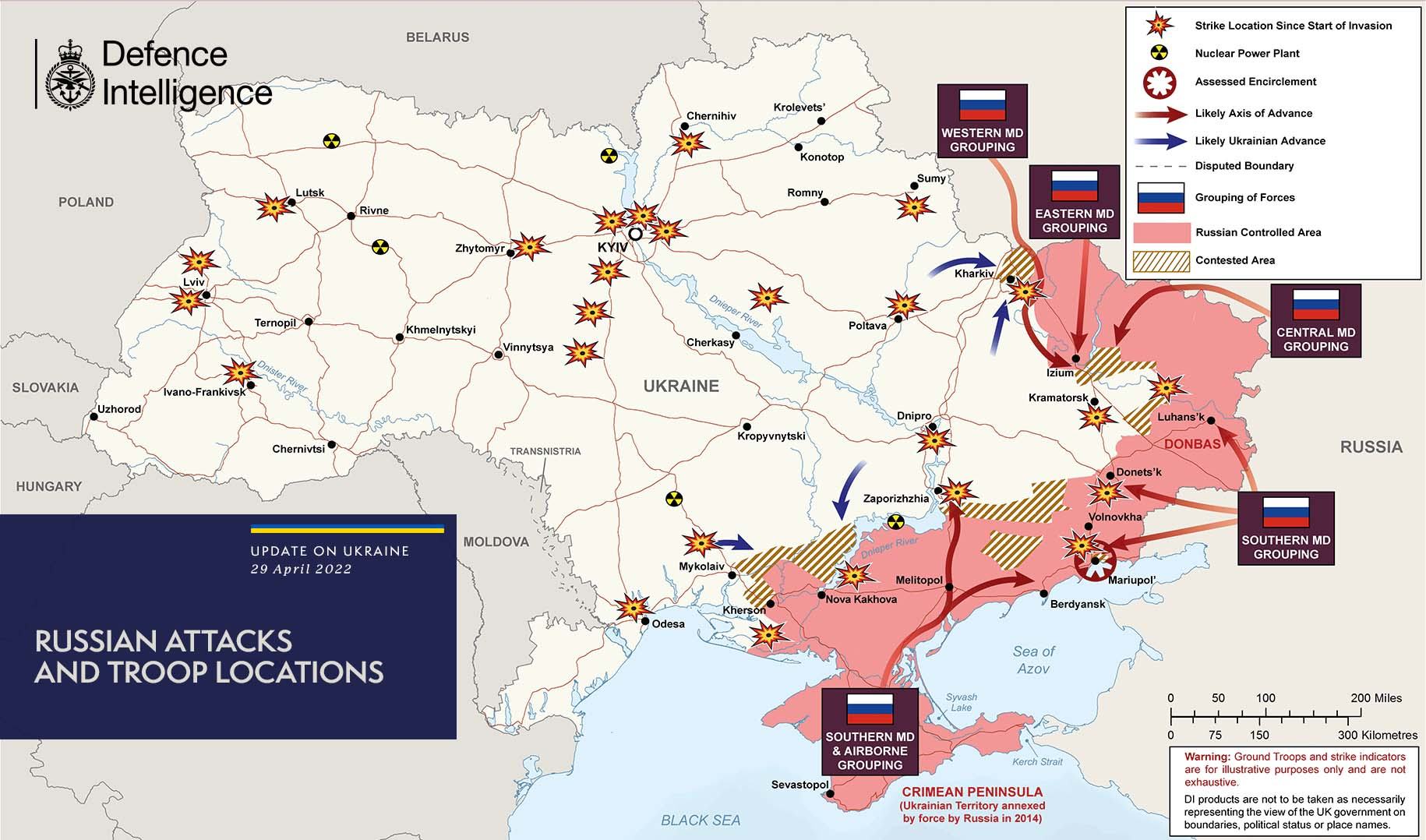
A situação da batalha no final de abril de 2022, com os russos concentrando seus ataques no leste da Ucrânia.

Em 22 de abril, o major-general russo Rustam Minnekayev, comandante do Distrito Militar Central, admitiu que o plano da "segunda fase" da invasão era a conquista completa de Donbas e do sul da Ucrânia e o estabelecimento de um corredor terrestre com a Transnístria, uma república separatista não reconhecida, ocupada pela Rússia, considerada internacionalmente como parte da Moldávia. Ele acrescentou que havia "evidências de que a população de língua russa está sendo oprimida" na Transnístria sem fornecer mais detalhes sobre suas acusações. O Ministério da Defesa da Ucrânia criticou isso e acusou a Rússia de imperialismo.
Nesse meio tempo, autoridades ucranianas reconheceram que tropas russas haviam conquistado pelo menos 42 pequenas cidades e vilas no leste da Ucrânia, indicando a renovação das ofensivas russas na frente oriental.
De acordo com o Diretório de Inteligência do Ministério da Defesa ucraniano, em 23 de abril, as forças armadas da Ucrânia bombardearam um posto de comando russo na região ocupada de Kherson, no sul, supostamente matando dois generais russos e ferindo um terceiro. Já na cidade portuária de Odessa, um míssil russo atingiu uma área residencial, de acordo com Anton Herashchenko. Pelo menos seis pessoas foram mortas. A Rússia confirmou o ataque.
Enquanto isso, os russos continuaram a intensificar seus bombardeios no oeste. Em 24 de abril, o Ministério da Defesa da Rússia afirmou ter acertado, com mísseis balísticos, nove alvos militares ucranianos durante a noite, incluindo quatro depósitos de armas na região de Kharkiv, onde canhões de artilharia estavam sendo armazenados. O Ministério também alegou que suas forças de mísseis e artilharia destruíram mais quatro depósitos na mesma região e atingiram uma instalação de produção de explosivos para o exército ucraniano na região de Dnipropetrovsk.
Autoridades ucranianas alegaram que as forças russas realizaram ataques aéreos na fábrica de ferro e aço de Azovstal, sitiada em Mariupol, para tentar desalojar as tropas ucranianas presentes no interior.

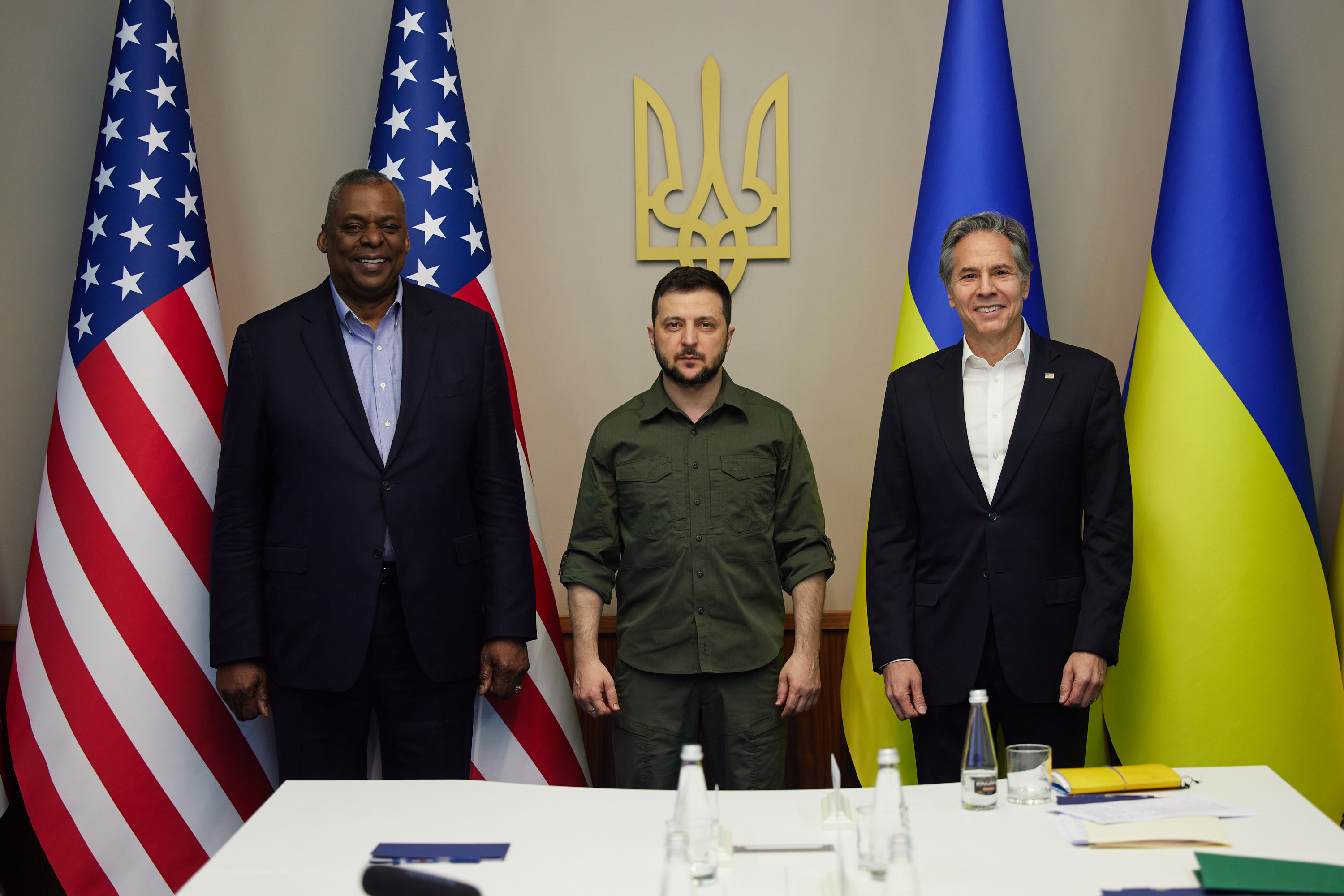
Lloyd Austin e Antony Blinken (o Secretário de Defesa e o Secretário de Estado dos Estados Unidos, respectivamente) se encontram com o Presidente Volodymyr Zelensky, em 24 de abril de 2022.

No dia 25 de abril, a Rússia afirmou ter bombardeado instalações militares ucranianas e a Refinaria de Petróleo de Kremenchuk, nas margens do rio Dniepre. Nesse mesmo dia, tropas russas lançaram ataques com foguetes em pelo menos seis estações ferroviárias no centro e oeste da Ucrânia, próximo de Krasnoe, Zdolbunov, Zhmerinka, Berdichiv, Kovel e Korosten. Os chefes de administração das regiões de Rivne, Vinnytsia e Lviv informaram sobre o bombardeio de instalações ferroviárias. Os ataques foram feitos em estações em Zhmerynka e Koziatyn, na região de Lviv. Segundo o chefe da Ukrzaliznytsia, Alexander Kamyshin, houve vítimas, com pelo menos dezesseis trens de passageiros sendo atrasados. As subestações de tração foram danificadas, devido às quais a corrente na rede de contato foi perdida nas seções Shepetovka-Kazatin, Zhmerinka-Kazatin e Kazatin-Fastov. Essas ferroviais são estrategicamente importantes pois ligam Kiev e as regiões centrais da Ucrânia com a parte ocidental do país.

#### 26–30 de abril
Em 26 de abril, o Secretário-geral das Nações Unidas, António Guterres, visitou a Rússia em meio a críticas que a ONU estava fazendo pouco para tentar resolver a crise. Guterres afirmou ter tido uma "conversa franca" com o ministro Sergey Lavrov. Depois ele se reuniu com o Presidente Putin.
Em 27 de abril, a Rússia alegou que uma série de explosões atingiu alvos em províncias russas que faziam fronteira com a Ucrânia. Autoridades russas também relataram um incêndio em um depósito de munição na região e que um drone ucraniano havia sido interceptado.
Em 28 de abril, militares ucranianos disseram que a Rússia estava "aumentando o ritmo" da invasão, enquanto Putin prometeu ataques "rápidos como um relâmpago" a qualquer um que interferisse nos objetivos da Rússia. Enquanto isso, na cidade ocupada de Kherson, os russos passaram a obrigar que os cidadãos locais começassem a usar o rublo como moeda oficial.
O Ministério da Defesa da Rússia alegou que os militares russos havia destruído seis depósitos de armas e combustível ucranianos. O Ministério também disse que a Rússia atingiu 76 instalações militares ucranianas por todo o país. Do outro lado, de acordo com os relatórios do Estado-Maior das Forças Armadas da Ucrânia, tropas ucranianas recuperaram o controle total sobre a aldeia de Kutuzovka, na região de Kharkiv.
No dia 28, o Secretário da ONU, António Guterres, se encontrou com o Presidente Zelenskyy e visitou Borodyanka, Bucha e Irpin, ao norte de Kiev, onde ele disse: "A guerra é má. E quando se vê essas situações, nosso coração, é claro, fica com as vítimas". Quando ele voltou para a capital ucraniana, um míssil russo teria atingido os andares inferiores de um edifício residencial de 25 andares, ferindo pelo menos 10 pessoas e matando uma, segundo autoridades ucranianas. Dmytro Kuleba, Ministro das Relações Exteriores da Ucrânia, chamou os ataques de mísseis russos em Kiev de um "ato hediondo de barbárie".
Em 29 de abril, Roman Starovoyt, governador russo da região de Kursk, alegou que morteiros foram disparados em um posto de controle na aldeia de Krupets. Ele acrescentou que os guardas de fronteira e militares russos responderam com fogo de retaliação. Nesse meio tempo, duas explosões poderosas foram ouvidas na cidade russa de Belgorod. A Ucrânia não aceitou diretamente a responsabilidade, mas descreveu os incidentes como vingança e "carma" para a Rússia.
De acordo com o Diretório de Inteligência do Ministério da Defesa da Ucrânia, as tropas ucranianas libertaram a aldeia de Ruska Lozova, na região de Kharkiv. Segundo a fonte, este assentamento era de importância estratégica, pois está localizado na estrada que liga Kharkiv e Belgorod, e foi também dali que a cidade de Kharkiv era bombardeada.
Em 30 de abril, autoridades russas afirmaram que destruíram cerca de 389 instalações militares pela Ucrânia, incluindo trinta e cinco centros de controle e quinze depósitos de armas.

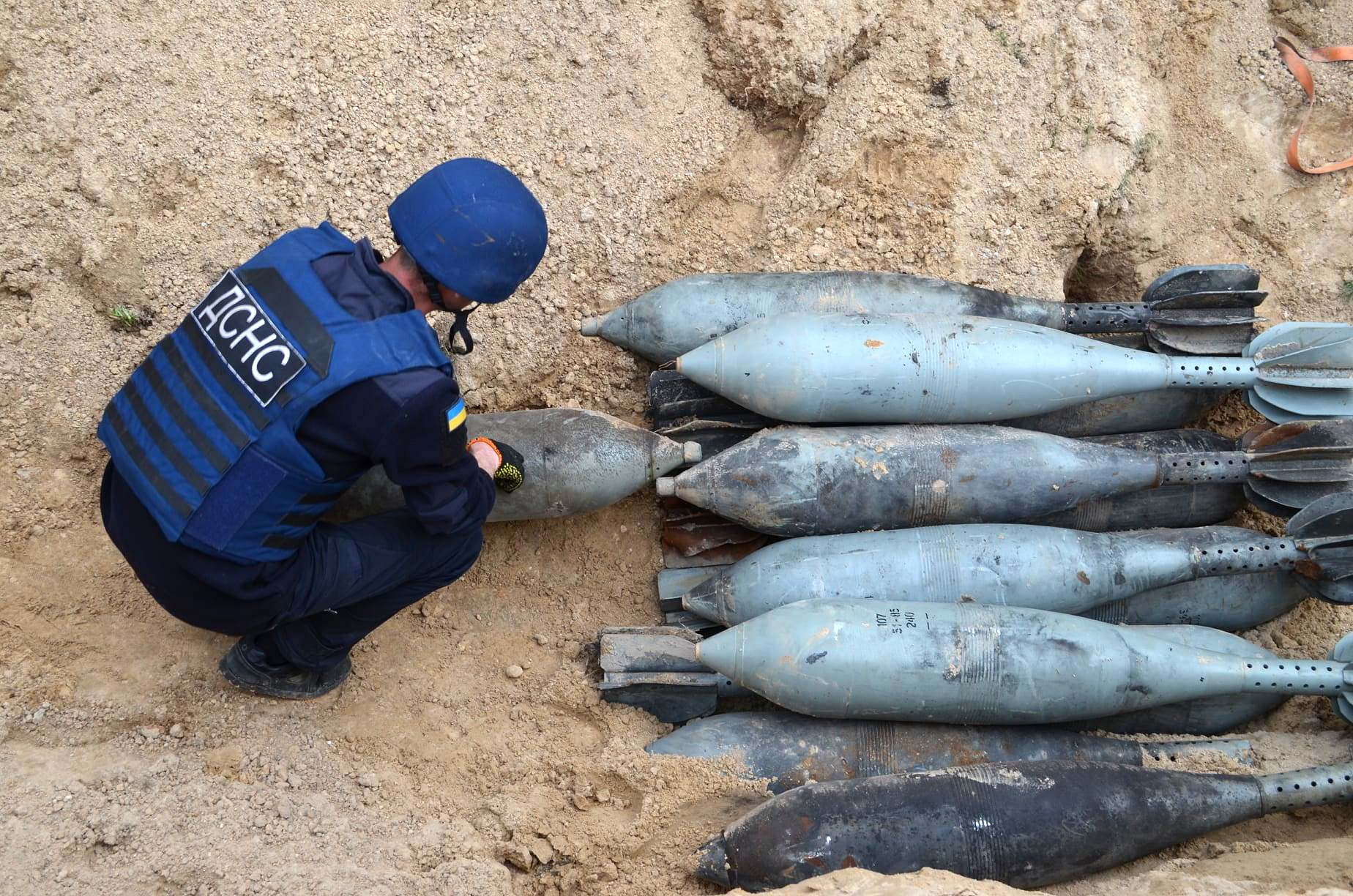
Descarte de bombas aéreas, perto de Chernihiv, após a finalização do cerco da cidade.

Já os líderes militares ucranianos alegaram que a Rússia havia realizado um ataque com mísseis contra o Aeroporto de Odesa, danificando a pista e tornando-a inutilizável. O governador regional de Odessa, Maksym Marchenko, afirmou que os russos utilizaram um sistema de mísseis Bastion, na Crimeia; o Ministério da Defesa da Rússia, por outro lado, disse que havia usado um míssil Onyx na verdade.

### Maio

#### 1–3 de maio
O Ministério da Defesa da Rússia alegou que seus sistemas de defesa aérea derrubaram dois ucranianos Su-24M que sobrevoavam a região de Kharkiv, onde intensos combates e bombardeios estavam acontecendo. Na região de Belgorod, deflagrou um incêndio e uma série de explosões em uma das instalações militares do Ministério da Defesa russo. Na região de Kursk, dentro da Rússia e perto da fronteira com a Ucrânia, uma ponte ferroviária desabou. Não houve vítimas em decorrência do incidente. O governador da região afirmou que o colapso da ponte foi culpa de sabotadores ucranianos.
Em 2 de maio, autoridades locais da região de Odessa afirmaram que mísseis russos atingiram uma ponte estrategicamente importante que cruzava o estuário do Dniester.
Em 3 de maio, a Ucrânia divulgou que seus drones Bayraktar TB2 destruíram dois navios patrulha russos da Classe Raptor, próximo da Ilha das Serpentes. O Ministério da Defesa ucraniano também divulgou imagens de câmeras térmicas aéreas mostrando explosões em dois pequenos navios militares. No entanto, a autenticidade do vídeo não pôde ser verificada de forma independente. Nesse mesmo dia, o general Igor Konashenkov, porta-voz do ministério da defesa russo, disse que, durante a noite, na região de Odessa, um ataque foi realizado em um aeródromo militar através do qual armas estrangeiras eram fornecidas.

#### 4–6 de maio
Em 4 de maio, autoridades ucranianas afirmaram que tropas russas haviam penetrado na área da Metalúrgica Azovstal, em Mariupol, numa nova ofensiva total. Os russos negaram esta informação, mas imagens divulgadas confirmaram pesados bombardeios contra a fábrica. Nesse meio tempo, militares russos alegaram que usaram mísseis guiados de precisão lançados do mar e do ar para destruir instalações de energia elétrica em cinco estações ferroviárias na Ucrânia, enquanto artilharia e aeronaves também atingiram fortalezas de tropas e depósitos de combustível e munição. Desde que abandonou as suas posições no norte da Ucrânia no começo de abril para se concentrar no leste, a Rússia havia intensificado exponencialmente seus bombardeios por todo o território ucraniano, mirando especialmente os depósitos de armas que vinham do Ocidente.
No dia seguinte, o Ministério da Defesa russo alegou que seus mísseis destruíram mais equipamentos de aviação na Base Aérea de Kanatovo, na cidade de Kropyvnytsky, e também teriam aniquilado um enorme depósito de munição na cidade de Mykolaiv.
Em 6 de maio, o governo da Ucrânia afirmou ter acertado a fragata russa Almirante Makarov, que é parte da Frota do Mar Negro, com um míssil anti-navio Neptune, o que teria causado um enorme incêndio na embarcação. Segundo a mídia ucraniana, os russos mandaram helicópteros para ajudar a tripulação da embarcação e o conselheiro presidencial, Anton Herashchenko, disse que a Rússia mandou navios que estavam na Criméia para ajudar o Almirante Makarov. Essa informação, contudo, não foi confirmada, nem pelos russos nem pela mídia ocidental.
De acordo com os relatórios do Estado-Maior das Forças Armadas da Ucrânia, as tropas do país mantiveram-se na ofensiva na parte sul enquanto os russos se ocupavam no leste. O exército ucraniano teria recuperado, de assalto, o controle sobre os assentamentos de Alexandrovka, Fedorovka, Ukrainka, Shestakovo, Peremoga e parte da aldeia de Cherkasy Tyshky, na região de Kharkiv.

#### 7–11 de maio

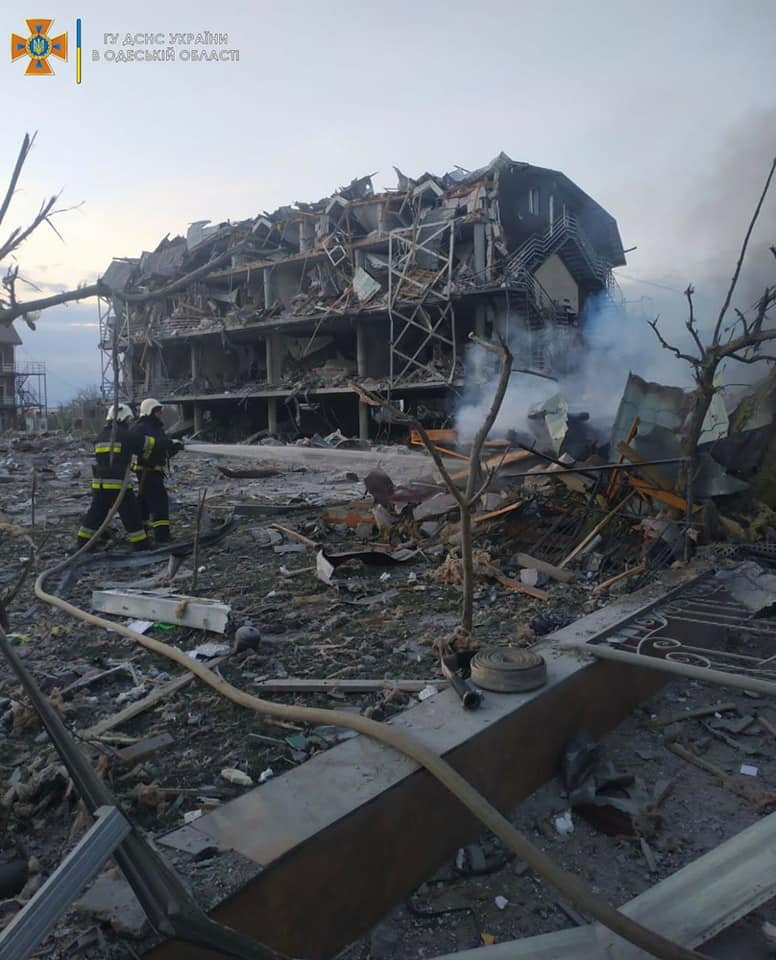
Um prédio em Odessa destruído após um bombardeio russo.

Em uma continuação da expansão das campanhas de bombardeio, a Rússia afirmou ter destruído outro grande estoque de armamentos americanos e europeus enviados para à Ucrânia perto da estação rodoviária de Bohodukhiv, próximo de Kharkiv. O governo russo também alegou que atingiu dezoito instalações militares ucranianas durante a noite, incluindo três depósitos de munição em Dachne e ainda afirmou ter destruído várias aeronaves e navios ucranianos na região da Ilha das Serpentes.
Serhiy Haidai, o governador de Luhansk, afirmou que a Rússia havia bombardeado uma escola na região de Bilohorivka. Duas pessoas teriam sido mortas, com outras 60 fatalidades não confirmadas. Além disso, foi reportado um bombardeio contra a vila ucraniana de Shipilovo, destruíndo um prédio civil.
Em 7 de maio, outra vez, a Ucrânia afirmou ter utilizado seus drones Bayraktar TB2 para atacar alvos militares russos, dessa vez acertando lanchas de desembarque da Classe Serna na Ilha das Serpentes.
Em 8 de maio, Serhiy Haidai afirmou que tropas ucranianas haviam se retirado da cidade de Popasna.
Durante o começo de maio, a Rússia aumentou de intensidade os ataques contra a cidade portuária de Odessa, que de fato continha o maior porto ainda em controle da Ucrânia. O governo russo afirmou mirar somente em alvos militares, mas os ucranianos afirmam que a infraestrututra civil e áreas densamente povoadas foram atacadas também. No dia 9 de maio, por exemplo, mísseis balísticos atingiram um shopping e dois hotéis, causando muitas baixas.
O diretor da agência de inteligência dos Estados Unidos, o general Scott Berrier, afirmou que as ofensivas russas no sul e no leste haviam empacado, com poucos avanços e muitas baixas em ambos os lados. Uma visão compartilhada com o governo ucraniano, que disse que as forças russas haviam sido detidas após sofrerem enormes perdas. O presidente russo, Vladimir Putin, por outro lado, reforçou, no desfile do Dia da Vitória de 9 de maio, na Praça Vermelha, que a Rússia estava apenas "se defendendo" das ameaças da OTAN e que a guerra em Donbass era uma extensão da luta contra os nazistas na Segunda Guerra Mundial.
Embora a luta no sul e no leste permanecesse lenta, ainda que sangrenta, os ucranianos reportaram progressos no norte, mantendo-se na ofensiva ao redor de Kharkiv, retomando as cidades de Cherkasy Tishki, Rubizhnoye e Bayrak, bem como a vila de Pitomnik, nos raions (distritos) de Vovchansk e Derhachi. Enquanto isso, Kirill Stremousov, o vice-líder apontado por Moscou para a cidade ocupada de Kherson, disse que haveria um pedido formal para tornar a região de Kherson um constituinte de pleno direito da Federação Russa.
Em 11 de maio, um enorme contingente de infantaria do exército russo tentou atravessar o rio Siverskyi Donets com pontes flutuantes, para reforçar sua ofensiva no leste. Os ucranianos, contudo, descobriram a localização deles e abriram fogo com artilharia pesada de longa distância. Segundo a liderança militar ucraniana, "boa parte de dois ou mais batalhões do exército russo foi destruída" (incluindo mais de 70 veículos blindados) em um espaço de 24 horas. Segundo especialistas, esse desastroso incidente mostrou a situação organizacional relativamente precária que as tropas russas se encontravam, sofrendo com problemas de logística, pouca motivação, equipamentos com falta de manutenção ou obsoletos e incompetência do comando.

#### 12–15 de maio
Em 12 de maio, a Rússia alegou que suas forças atingiram dois depósitos de munição ucranianos na região de Chernihiv. Também afirmaram que haviam destruído um sistema de mísseis de defesa aérea S-300 ucraniano na região de Kharkiv e uma estação de radar perto de Odessa. A Rússia alegou ainda que derrubou um drone ucraniano perto da Ilha das Serpentes. Foi reportado também que tropas russas assumiram o controle da cidade de Rubizhne, na região de Luhansk.
Já os ucranianos afirmaram ter danificado seriamente um navio russo de suprimento e logistica Vsevolod Bobrov, no Mar Negro. Mais tarde, foi relatado que o navio sofreu grandes danos por causa de um incêndio na noite de 11 para 12 de maio perto da Ilha das Serpentes. A Rússia negou a informação.
Em 13 de maio, Lloyd Austin e Sergei Shoigu, os responsáveis pelo setor de defesa nacional dos Estados Unidos e da Rússia respectivamente, tiveram conversas telefônicas pela primeira vez desde o início da invasão. Na conversa nada de novo foi acertado e nenhum entendimento foi firmado.

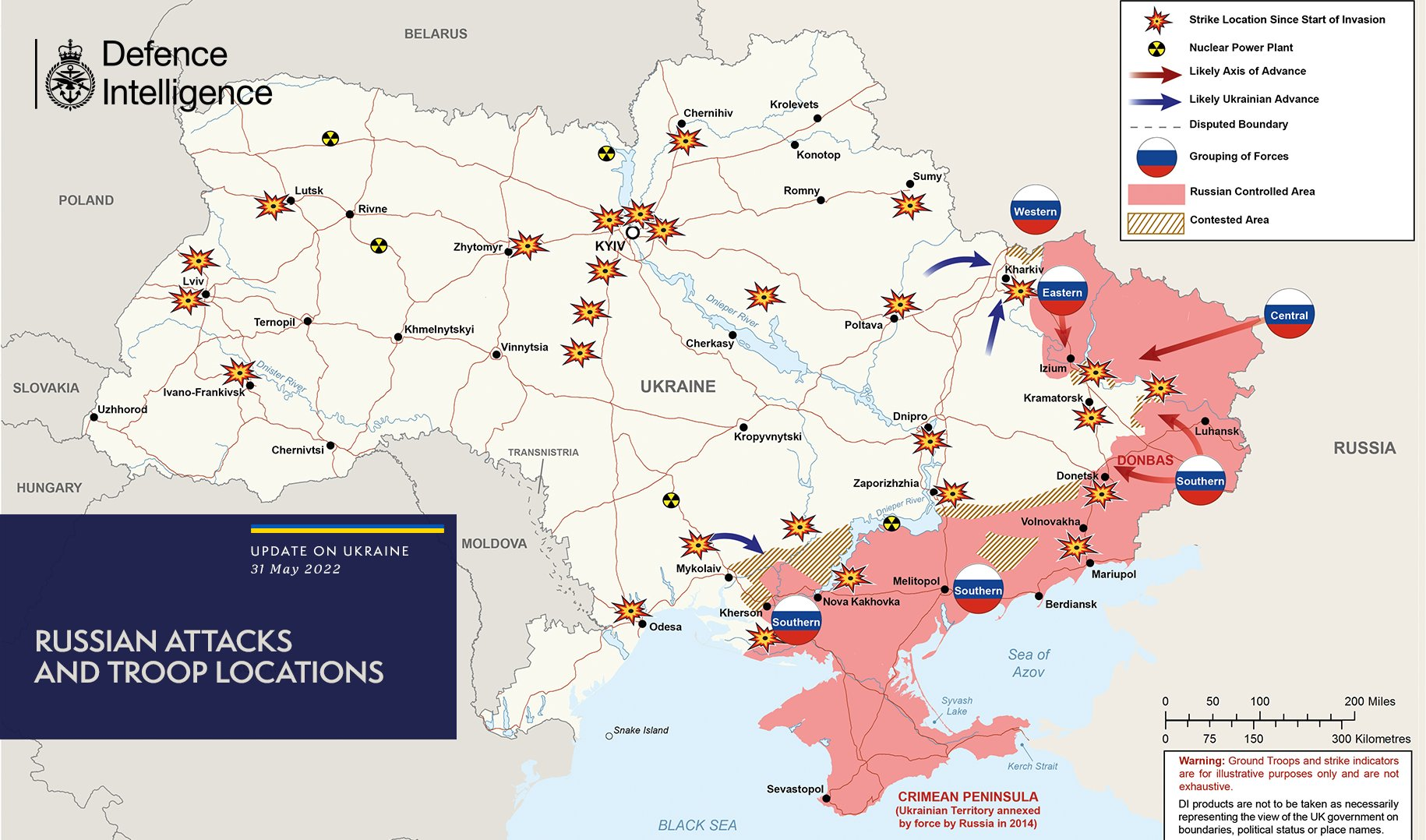
A situação das ofensivas na guerra ao final de maio de 2022.

Em 14 de maio, autoridades militares ucranianas afirmaram que as tropas russas estavam em retirada da região de Kharkiv após contra-ataques bem sucedidos do exército ucraniano. Analistas descreveram essa vitória da Ucrânia como importante, mas não decisiva.
Em 15 de maio, o exército ucraniano lançou uma grande contra-ofensiva perto da região de Izium, o ponto de partida no leste de onde os russos mandavam seus ataques em direção ao sul.
Enquanto isso, o vice-Secretário Geral da OTAN, Mircea Geoana, disse que, naquele momento, a invasão russa havia perdido impulso e que era possível a "Ucrânia vencer a guerra". Já o Ministério da Defesa do Reino Unido afirmou que a Rússia já havia perdido quase um-terço da forças que havia disposto para a invasão em fevereiro.
No dia 15 de maio, a Ucrânia afirmou que suas tropas haviam abatido onze alvos aéreos russos, incluindo dois mísseis de cruzeiro, sete drones Orlan-10 e dois helicópteros, sendo um Ka-52 e um Mi-28.

#### 16–20 de maio
O ministério da defesa russo afirmou que havia derrubado um caça ucraniano Su-25 perto da vila de Yevhenivka, na região de Mykolaiv, com outro Su-25 também teria sido abatido na área de Velyka Komyshuvakha, em Kharkiv, além de um Su-24 igualmente derrubado na Ilha das Serpentes. O prefeito de Mykolaiv, Oleksandr Senkevych, alegou que a Rússia havia lançado um bombardeio contra uma área residencial em sua cidade.
Em 17 de maio, tropas ucranianas entrincheiradas no complexo siderúrgico de Azovstal, em Mariupol, começaram a se render aos russos e tropas da República Popular de Donetsk, marcando o começo do fim do longo Cerco de Mariupol. A vice-ministra da defesa ucraniana, Hanna Malyar, afirmou: “Graças aos defensores em Mariupol, a Ucrânia ganhou tempo criticamente importante para formar reservas e reagrupar forças e receber ajuda de parceiros. E eles [os soldados] cumpriram todas as suas tarefas. Mas é impossível desbloquear Azovstal por meios militares.” Cerca de 211 militares ucranianos foram evacuados para Olenivka, uma cidade controlada por separatistas pró-Rússia. Outros 260 soldados, incluindo 53 feridos com gravidade, foram levados para Novoazovsk, outra cidade em mãos dos separatistas. Já os russos afirmaram que fizeram pelo menos 959 prisioneiros em Azovstal. Analistas descreveram a queda de Mariupol como uma vitória de pirro para a Rússia, que tiveram de manter tropas e recursos na região devido a resistência ucraniana, recursos estes que teriam sido úteis em outras frentes. Enquanto isso, os russos acertaram com mísseis uma instalação militar ucraniana em Lviv.
Enquanto isso, em 18 de maio, a administração regional de Melitopol alegou que um trem blindado russo que transportava tropas e munições capotou na região, fazendo com que a munição explodisse. Os russos também tentaram atacar, mas sem sucesso, uma bateria de canhões M777 das Forças Armadas da Ucrânia. Esses obuseiros faziam parte dos novos pacotes com armamento avançado que o Ocidente estava fornecendo aos ucranianos.
Em 19 de maio, a Rússia alegou que estava usando uma nova geração de poderosas armas a laser na Ucrânia para queimar drones.
Em 20 de maio, mísseis russos atingiram o Palácio da Cultura na cidade de Lozova, na região de Kharkiv. O presidente ucraniano Volodymyr Zelensky condenou o ataque, descrevendo-o como um "mal absoluto" e "estupidez absoluta". Zelensky ainda afirmou que os russos estavam fazendo bombardeios indiscriminados por toda Donbas, deixando a região em ruínas.
No final do dia 20 de maio, com a guerra se aproximando dos três meses de duração, a Rússia afirmou que estava agora praticamente no controle militar completo do Oblast de Luhansk, embora combates continuassem na área.
Enquanto isso, a Rússia manteve o porto de Odessa sob cerco, impedindo que navios com deixassem a região. Isso, segundo órgãos internacionais, podia gerar uma crise alimentar em vários países já que a Ucrânia é um dos maiores exportadores de grãos do mundo. A Rússia afirmou que só encerraria o bloqueio dos portos ucranianos se as sações contra o país fossem encerradas.

#### 21–25 de maio
A Rússia afimrou que havia usou mísseis de cruzeiro Kalibr lançados do mar para destruir uma grande remessa de armas e equipamentos militares fornecidos à Ucrânia pelos Estados Unidos e pela Europa. O governo russo também alegou que havia atingido instalações de armazenamento de combustível perto de Odessa. Os russos ainda afirmaram que derrubaram dois aviões Su-25 ucranianos e quatorze drones.
O presidente ucraniano Volodymyr Zelensky extendeu a lei marcial por mais três meses até 22 de agosto de 2022.
Como parte da ampliação de sua campanha de bombardeios, a Rússia anunciou, em 22  de maio, que havia bombardeado, com aviões e artilharia, alvos militares ucranianos nas regiões de Mykolaiv e Donbas, visando centros de comando, tropas e depósitos de munição.
Em 23 de maio, Denis Pushilin, o líder da República Popular de Donetsk, afirmou que os combatentes ucrainanos que haviam se rendido na fábrica de Azovstal, em Mariupol, seriam levados a julgamento. No entanto, ele não especificou quais acusações estes soldados enfrentariam.
Kirill Stremousov, o vice-líder da Administração Cívico-Militar de Kherson, afirmou que pediu para a Rússia para montar uma base militar na região de Kherson. Ele disse que uma base russa aumentaria a segurança da área e de seus habitantes. A Ucrânia e a comunidade internacional não reconhecem a autoridade da administração regional imposta pelos russos.
Enquanto isso, a ofensiva terrestre russa em Donbas continuava de forma intensa. A Ucrânia afirmou que o exército russo lançou uma campanha militar em larga escala para tomar as cidades de Severodonetsk e Lysychansk, que estão situadas em lados opostos do rio Siverskiy Donets. De fato, a região de Donbas continuou sendo o principal foco das ofensivas russas com a guerra entrando em seu terceiro mês sem uma resolução aparente. O presidente Zelensky afirmou que até 100 ucranianos estavam morrendo por dia lutando na defesa de Donbas.
Em 25 de maio, foi divulgado que a cidade ucraniana de Svitlodarsk, no norte do Oblast de Donetsk, foi conquistada pelos russos.
A Duma Federal russa passou uma lei permitindo o recrutamento de cidadãos mais velhos para as forças armads: "Para o uso de armas de alta precisão, operação de armamentos e equipamentos militares, são necessários especialistas altamente profissionais. A experiência mostra que eles se tornam assim aos 40-45 anos". O governo russo também afirmou que ofereceria cidadania para ucranianos, que quisessem se tornar russos dentro, dentro das zonas de ocupação.

#### 26–31 de maio

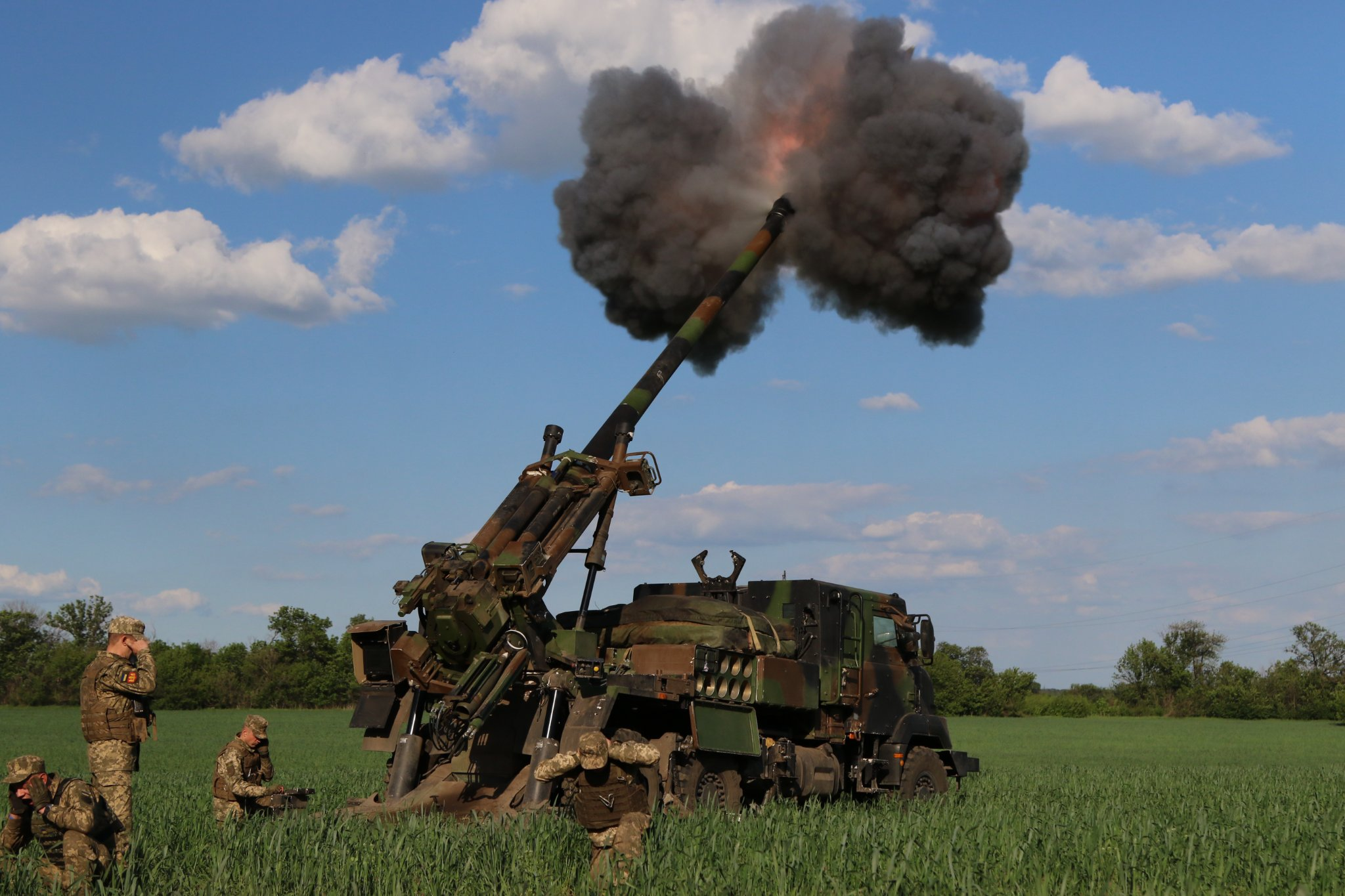
Militares ucranianos utilizando o obuseiro autopropulsado francês Caesar, um dos vários sistemas de armas entregues à Ucrânia pelas potências ocidentais.

A luta pela cidade chave de Severodonetsk continuou intensa. Segundo os ucrânianos, os russos bombardeavam a cidade com artilharia, matando vários civis.
A Ucrânia afirmou, em 26 de maio, que a Rússia estava lançando várias operações terrestres em diversas localidades ao longo de todo o fronte oriental, com seus esforços focados em estabelecer o controle total sobre a vila e o centro ferroviário de Lyman, como parte de possíveis preparativos para um novo ataque contra a cidade chave de Sloviansk. A vila de Ustynivka, ao sul de Severodonetsk, foi atacada pelos russos para que eles pudessem firmar melhor posição na área. O exército russo continuou também sua ofensiva ao longo da estrada Lysychansk-Bakhmut, com ataques contra Komyshuvakha, Lypove e Nahirne. Combates também foram reportados na região de Avdiivka e próximo a vila de Zolota Nyva. Além disso, tropas russas recomeçaram suas ofensivas no Oblast de Kherson, com ataques contra a vila de Tavriyske, ao sul do importante município de Mykolaiv, e também em Mykolayivka, ao sul de Kryvyi Rih. Bombardeios também foram relatados contra alvos civis e militares em toda a frente de batalha no sul.
Em 27 de maio, autoridades ucranianas afirmaram que cerca de 90% dos prédios em Severodonetsk haviam sido danificados por causa dos bombardeios russos.  O primeiro-ministro do Reino Unido, Boris Johnson, disse que as forças russas "continuavam a moer o solo", fazendo "um progresso lento, mas temo que seja palpável". Ele afirmou que o sistema lançador múltiplo de foguetes M270, de fabricação americana, seria uma ótima forma de contra-balancear a artilharia russa. Naquele período, os Estados Unidos haviam aprovado um pacote de US$ 40 bilhões de dólares em assistência à Ucrânia. Dentro deste pacote, estava ajuda humanitária, auxílio econômico e, naturalmente, bilhões de dólares em novos armamentos.
Em 28 de maio, o governador do Oblast de Luhansk afirmou que as forças armadas da Ucrânia próximo de Severodonetsk poderiam ter que recuar do oblast para evitar serem cercadas e capturadas pelas tropas russas. Mantendo-se numa contínua ofensiva no leste, os russos capturaram a cidade de Lyman, uma área importante cheia de pontes rodoviárias e ferroviárias que atravessam o rio Siverskyy Donets. Nesse mesmo dia, a Ucrânia alegou que um dos seus caças MiG-29 abateu um jato russo Su-35 próximo de Kherson. O presidente Zelensky descreveu assim a situação no leste: "é muito difícil, especialmente naquelas áreas nas regiões de Donbas e Kharkiv, onde o exército russo está tentando espremer pelo menos algum resultado para si." Ele esperava ter "boas notícias" em relação ao fornecimento estrangeiro de armamento mais avançado.
Segundo o Institute for the Study of War, as forças russas sofreram "baixas terríveis" na Batalha de Severodonetsk, mas os ucranianos também teriam sofrido perdas altas. As forças russas detiveram brevemente o controle da estrada Lysychansk-Bakhmut, a última ligação da cidade com o exterior, antes de serem repelidos.
Em 29 de maio, o Presidente Zelensky visitou a cidade de Kharkiv, sendo esta a primeira vez que ele deixou a cidade de Kiev desde o começo da guerra.

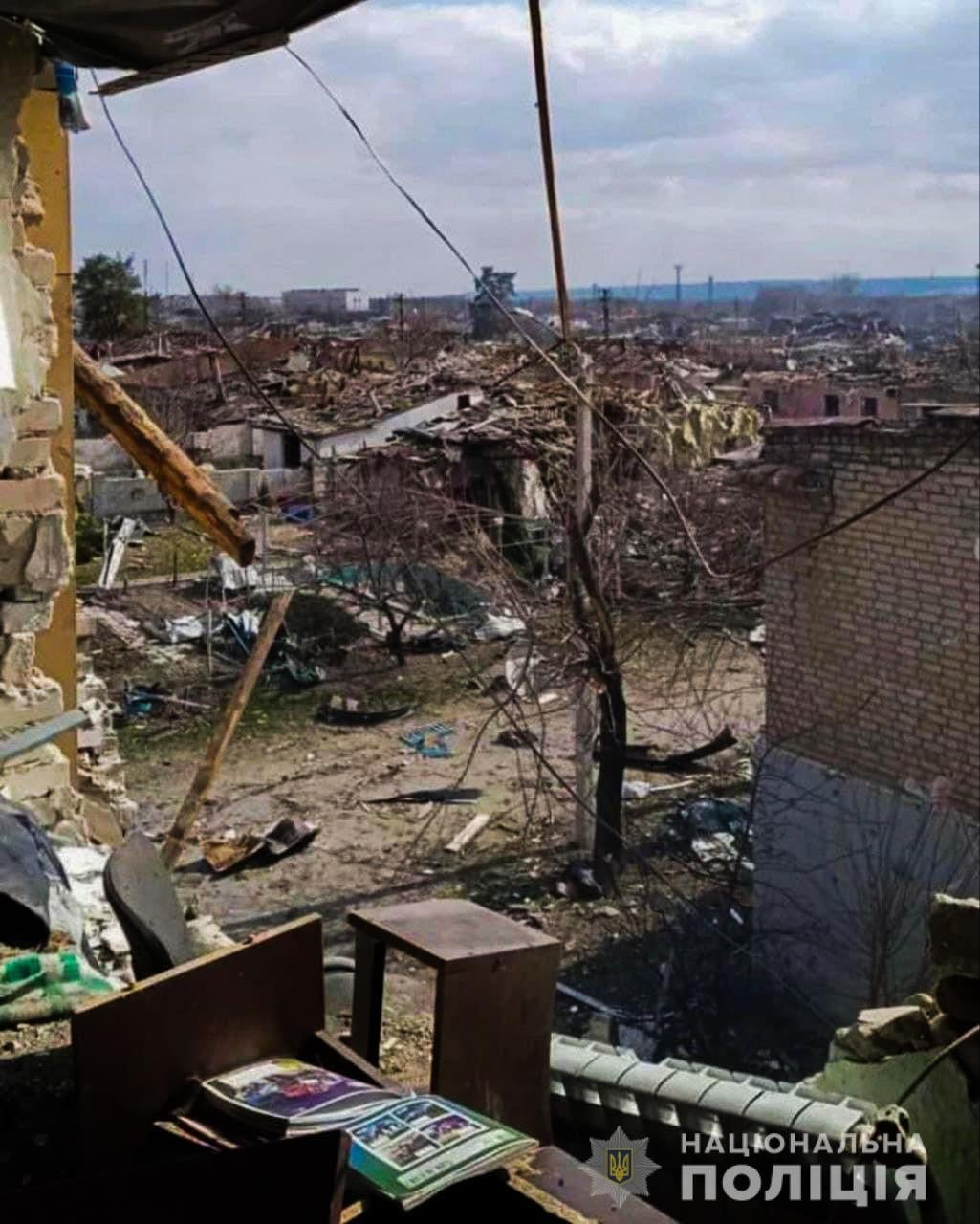
Destruição em Severodonetsk após um bombardeio russo contra a região.

Enquanto isso, a luta por Severodonetsk continuava intensa. Segundo Serhiy Haidai, o governador ucraniano de Lugansk, as forças russas já estavam nas cercanias da região e penetrando na cidade, com violentos combates sendo reportados.
Enquanto a Ucrânia exigia do Ocidente mais armas pesadas para deter as ofensivas russas no leste, os Estados Unidos afirmaram que não entregariam aos ucranianos sistemas de lançamentos de mísseis de longo alcance (de até 300 km), capazes de atingir o território russo. O ex-presidente da Rússia, Dimitri Medvedev, afirmou que esta decisão é "razoável". Os governo estadunidense, contudo, afirmou que estava considerando enviar lançadores múltiplos de foguetes de curto alcance (de 32–64 km).
Em 31 de abril, o governo ucraniano afirmou ter conquistado sucessos em contra-ofensivas limitadas ao longo da linha de frente ao norte do Oblast de Kherson. Os russos, por outro lado, lançaram uma série de várias ofensivas em um espaço de 48 horas contra posições ucranianas próximas a parte sul do rio Inhulets, com nenhum dos lados conquistando muita coisa mas sofrendo pesadas baixas nas lutas.

### Junho

#### 1–5 de junho
Em 1 de junho, o governo dos Estados Unidos confirmou que entregaria para a Ucrânia diversos sistemas de foguetes de artilharia de alta mobilidade (o M142 HIMARS), após extrair uma promessa das autoridades em Kiev que não usariam tais armamentos contra o território russo. Segundo o porta-voz do Kremlin, Dmitry Peskov, este movimento era apenas "gasolina sendo jogada no fogo". Autoridades dos Estados Unidos disseram que achavam que levaria "cerca de três semanas" para treinar as forças ucranianas sobre como usar e manter o sistema HIMARS para uso em combate. Enquanto isso, um tanque de ácido nítrico em uma fábrica de produtos químicos em Severodonetsk foi atingida por um bombardeio russo, de acordo com a Ucrânia, forçando centenas de pessoas a ficar dentro de casa.
O chanceler Olaf Scholz disse que a Alemanha forneceria à Ucrânia sistemas mais modernos de mísseis terra-ar que, segundo ele, serveria para proteger uma grande cidade inteira de ataques aéreos russos. Em 1 de junho, de acordo com um governador regional ucraniano, Vitaliy Kim, as forças russas começaram a explodir pontes perto de Kherson porque "eles têm medo de um contra-ataque do exército ucraniano".
Num pronunciamento divulgado em 2 de junho, o Presidente Zelensky afirmou que entre 60 e 100 soldados ucranianos estavam morrendo por dia, especialmente no leste, com outros 500 sendo feridos também. Segundo o presidente, no começo de junho, cerca de 20% do território ucraniano estava ocupado por tropas russas. Nesse meio tempo, os Estados Unidos formalmente apontaram um embaixador para a Ucrânia, Bridget Brink.
Serhiy Haidai afirmou que tropas ucranianas e russas estavam engajando em um combate casa por casa em Severodonetsk. Ele também alegou que, até 3 de junho, os militares ucranianos já haviam reconquistado cerca de 20% do território ocupado pelos russos nessa cidade.
Em 4 de junho, Alexander Bogomaz, o governador russo do Oblast de Briansk, afirmou que forças ucranianas lançaram ataques na região. O governo russo ainda afirmou que havia derrubado um avião de transporte militar ucraniano que carregava armas e munição próximo de Odessa. Já o presidente Zelensky alegou que artilharia russa havia atingido Sviatohirsk Lavra, um mosteiro cristão ortodoxo do século XVII no leste da Ucrânia, engolindo sua igreja principal em chamas. A Rússia negou envolvimento e acusou as tropas ucranianas de incendiar o mosteiro antes de recuar.
Ainda em 4 de junho, o presidente Putin deu uma entrevista para o canal de televisão estatal Rossiya-1, onde foi questionado sobre possíveis "entregas de mísseis de longo alcance para Kiev" pelas potências Ocidentais. Ele respondeu: "Se eles forem fornecidos, tiraremos as conclusões apropriadas disso e usaremos nossas próprias armas, das quais temos o suficiente, para atacar as instalações que ainda não estamos mirando". O presidente russo também comentou sobre o fornecimento de sistemas de laçamento de mísseis americanos M270 MLRS e M142 HIMARS, afirmando: "Entendemos que este fornecimento [de sistemas de foguetes avançados] dos Estados Unidos e de alguns outros países visa compensar as perdas desse equipamento militar. Isso não é novidade. Não muda nada em essência". Putin alegou ainda que a Rússia estava encontrando armas ucranianas e "quebrando-as como nozes".
Em 5 de junho, a Ucrânia alegou ter matado o comandante do 29º Exército de Armas Combinadas russo, o tenente-general Roman Berdnikov. Além disso, a morte do major-general Roman Kutuzov foi confirmada pela televisão russa nesse mesmo dia.

#### 6–12 de junho
O exército ucraniano alegou que havia forçado o recuo da frota russa do Mar Negro para uma distância de mais de 100 quilômetros da costa ucraniana.
Em 7 de junho, o site do Ministério da Construção, Habitação e Utilidades da Rússia foi hackeado. Tentativas de abrir o site por meio de uma pesquisa na Internet levaram a um sinal "Glória à Ucrânia" em ucraniano.
Em 8 de junho, cerca de 100 corpos encontrados nas ruínas de arranha-céus na cidade de Mariupol foram transportados para necrotérios e aterros sanitários, disse um assessor do prefeito na quarta-feira, de acordo com a Associated Press. Petro Andryushchenko descreveu a remoção dos corpos como uma “caravana interminável da morte” em um post no Telegram.
Ainda em 8 de junho, o rabino-chefe de Moscou, Pinchas Goldschmidt, fugiu da Rússia depois de se recusar a apoiar publicamente a guerra na Ucrânia.
Em 9 de junho, Serhiy Haidai disse que as forças russas controlavam a maior parte da cidade de Severodonetsk, com os ucranianos mantendo terreno em sua zona industrial.

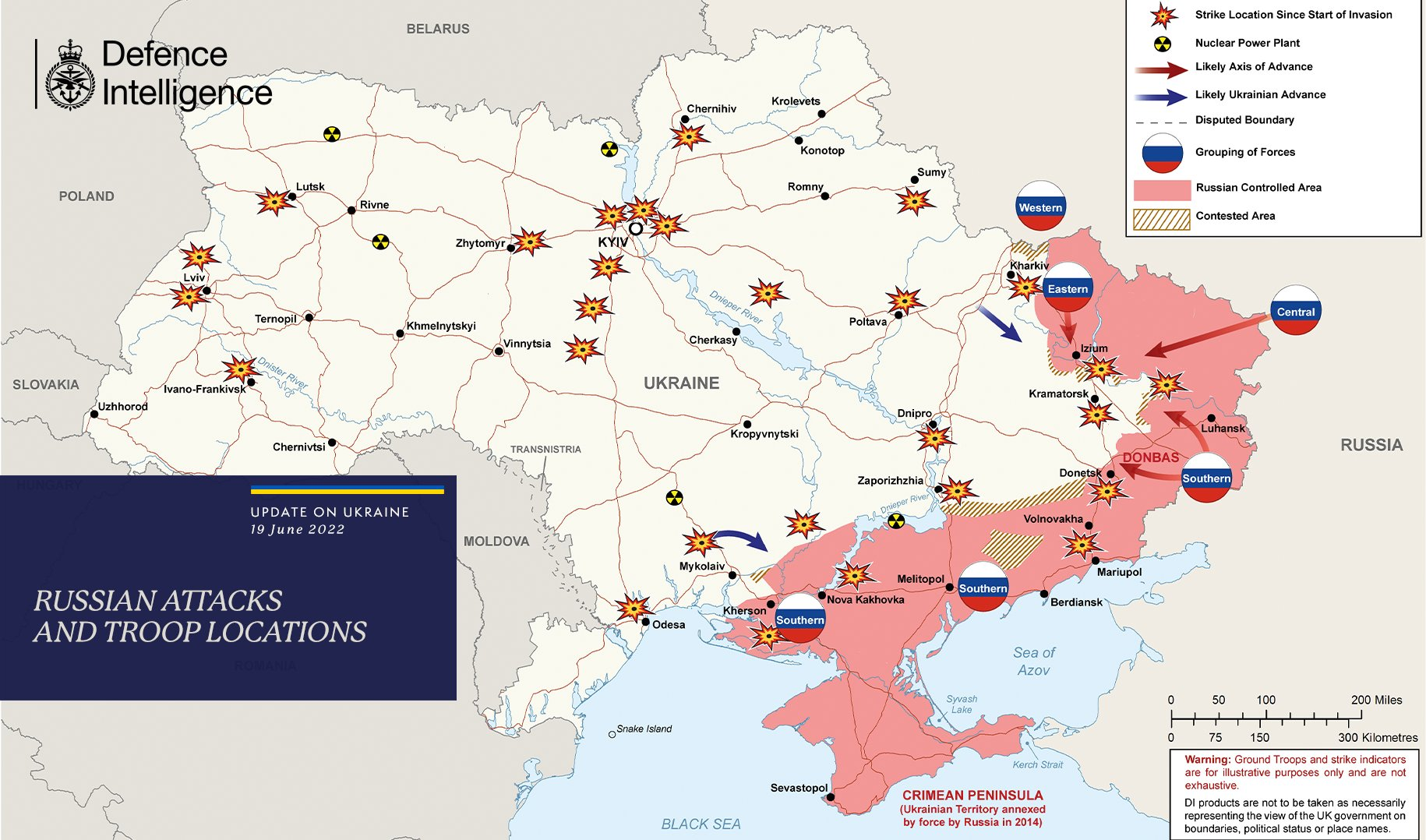
A situação da guerra em meados de junho.

Em 10 de junho, o vice-chefe de inteligência militar ucraniano, Vadym Skibitsky, disse que a Ucrânia estava quase sem munição no geral. Ele acrescentou que o exército ucraniano havia quase esgotado seus suprimentos de munição de artilharia e dependia do Ocidente para supri-los. Além disso, ele disse que o suprimento de munição da Europa também era limitado, precisando ser reabastecido. De acordo com Skibitsky, a Rússia tinha uma vantagem de dez a quinze vezes mais sistemas de artilharia do que a Ucrânia. Ele disse que as forças ucranianas estavam usando de 5 000 a 6 000 munições por dia, especificamente de 155 mm fornecidos pelas potências Ocidentais. Skibitsky ainda afirmou que os sistemas de foguetes ocidentais eram necessários para destruir a artilharia russa. A inteligência ucraniana afirmou que a Rússia estava sofrendo com certa escassez também, principalmente de foguetes, o que os forçou a recorrer ao uso de estoque da era soviética da década de 1970, com cerca de 60% de seu estoque usado, e que estavam lutando para produzir mais armas devido a sanções.
O governo ucraniano, novamente, por meio do assessor presidencial ucraniano, afirmou que o país perdia entre 100 e 200 soldados por dia. Do outro lado, ainda em 10 de junho, o Presidente Putin, em São Petersburgo, deu um discurso onde ele mencionou Pedro, o Grande, afirmando: "O que ele estava fazendo? Retomando e reforçando. Isso é o que ele fez. E parece que coube a nós retomar e reforçar também", insinuando que ele pretendia anexar territórios que pertengiam ao antigo Império Russo de volta ao velho país, como a própria Ucrânia. No passado, Putin tinha afirmado que o conflito contra os ucranianos não era por anexação territórial, mas apenas com o propósito de derrubar seu governo.
Dmytro Zhyvytsky, o governador do Oblast de Sumy, alegou que tropas russas atacaram aldeias na região com drones kamikazes. Ele alegou que as bombas danificaram severamente vários edifícios.
Em 11 de junho, o presidente Zelensky afirmou que a Ucrânia lançou ataques aéreos na região sul de Kherson, ocupada pela Rússia. Enquanto isso, o Ministério da Defesa do Reino Unido afirmou que a Rússia estava usando mísseis antinavio, como o Kh-22, contra alvos terrestres. Foi dito também que tais mísseis eram "altamente imprecisos e, portanto, podem causar graves danos colaterais e baixas".
De acordo com autoridades locais, os primeiros passaportes russos foram entregues aos cidadãos nas regiões de Kherson e Zaporíjia.
Em 12 de junho, o Ministério da Defesa russo afirmou ter usado mísseis de cruzeiro Kalibr para destruir um grande depósito com armas ocidentais na região de Ternopil, no oeste da Ucrânia. Eles também alegaram que derrubaram três Su-25 ucranianos perto de Donetsk e Kharkiv.

#### 13–18 de junho
Serhiy Haidai, o governador ucraniano de Luhansk, confirmou que unidades do exército ucraniano estavam presos em Severodonetsk após os russos explodirem as pontes. Ele disse que os moradores deixados na cidade estavam enfrentando "condições extremamente difíceis". Ele afirmou que, em 13 de junho, os russos controlavam até 80% da cidade, porém os contra-ataques ucranianos reaviam parte deste território antes de perde-los novamente quando os russos vinham novamente, o que tornava difícil determinar o quanto os ucranianos ainda de fato ocupavam da região.
Enquanto isso, os russos continuavam a utilizar da sua superioridade bélica, especialmente na artilharia, para obter vantagem nos campos de batalha. Em 14 de junho, tropas separatistas alegaram ter matado cinco militares ucranianos, além de terem ferido outros vinte e dois, em bombardeios esporádicos na região de Donetsk.

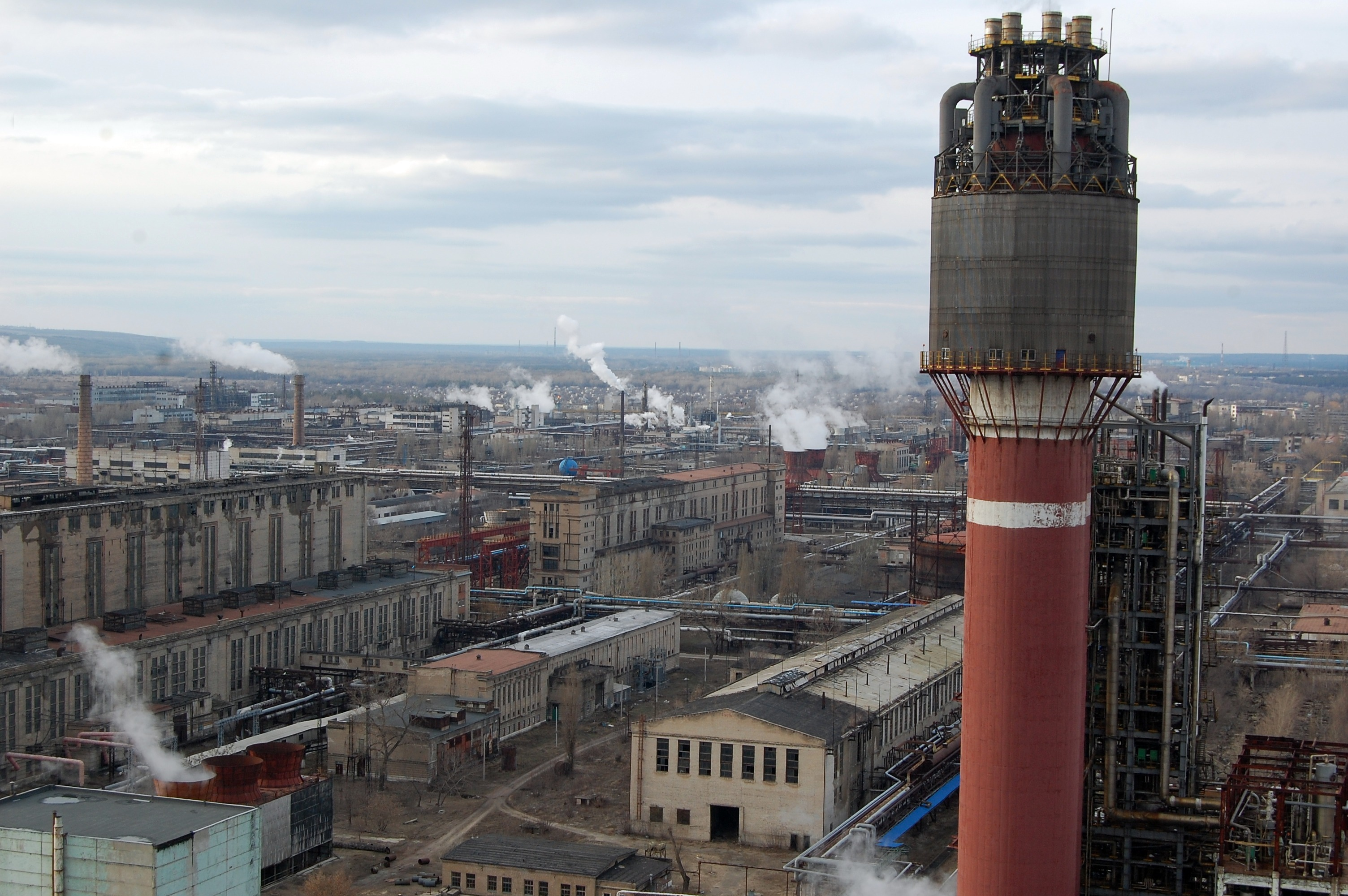
A fábrica da Azot, em Severodonetsk, onde o grosso da resistência ucraniana na região se concentrava.

Mikhail Mizintsev, chefe do Centro Nacional de Gestão da Defesa russo, exigiu a rendição das tropas ucranianas entrincheiradas na Usina Química de Azot, em Severodonetsk, até as 8:00h no horário de Moscou (0500 GMT) de 15 de junho. Ele acrescentou que os civis presentes na usina seriam liberados por um corredor humanitário.
Em 15 de junho, em um comunicado, as forças armadas russas alegaram que destruíram um enorme depósito de munição na região de Donetsk e uma estação de radar de controle aéreo em Lysychansk. A Rússia também alegou que matou 300 soldados ucranianos como resultado de combates ferozes nessa região. No geral, os combates por Severodonetsk e nas regiões vizinhas estavam se mostrando alguns dos mais violentos e intensos de toda a guerra. Nesse mesmo dia, em um outro ataque com mísseis balísticos de longa distância, os militares russos afirmaram ter destruído um enorme depósito de armas e munição, entregues pela OTAN, das forças ucranianas na área de Lviv.
Em 16 de junho, os ucranianos afirmaram terem afundado o rebocador russo Spasatel Vasily Bekh com dois mísseis Harpoon, de fabricação americana. Enquanto isso, tropas separatistas de Donetsk afirmaram que haviam estabelecido o controle sobre os assentamentos de Shakhtersk, Luganskoye, Novoluganskoye e Rassadki a sudeste de Bakhmut. O jornalista militar russo Yevgeny Poddubny alegou que as tropas russas controlam várias seções ao longo da rodovia T1302 Bakhmut–Lysichansk, o que impediria a transferência das reservas ucranianas na região. Forças russas ainda afirmaram que estavam fazendo progressos, ainda que lentos, a sudeste de Izium, onde os ucranianos haviam lançado contra-ataques limitados.
Em 17 de junho, o almirante Tony Radakin, Chefe do Estado-Maior de Defesa do Reino Unido, afirmou: "o presidente Putin usou cerca de 25% do poder de seu exército para ganhar uma pequena quantidade de território e [custou] 50 000 pessoas mortas ou feridas. A Rússia está falhando". Mesmo assim, segundo analistas, nesta segunda fase da guerra, onde o foco das ofensivas era a região de Donbass, a Rússia fazia progressos, ainda que lentos. Os russos superavam, naquele momento, em muito, os ucranianos em termos de quantidade de tropas e principalmente em equipamentos, possuindo mais tanques, artilharia e aeronaves.
O presidente Putin falou com investidores em um fórum econômico em São Petersburgo sobre sanções econômicas, dizendo: "a blitzkrieg econômica contra a Rússia não teve chance de sucesso desde o início". Ele afirmou ainda que tais sanções prejudicariam aqueles que as impõem mais do que a própria Rússia, chamando os líderes ocidentais de "loucos e imprudentes". Putin disse aos investidores russos: "Invistam aqui. É mais seguro na sua própria casa. Quem não quis ouvir isso perdeu milhões no exterior". Analistas ocidentais e economistas, contudo, apontavam um quadro diferente, salientando aumento da inflação e do desemprego, queda de investimentos e uma retração histórica do PIB russo.
Em 18 de junho, o governo dos Estados Unidos afirmou que estava considerando dobrar o número de sistemas HIMARS que enviaria para a Ucrânia, junto com mais foguetes de longa distância. Segundo a liderança militar ucraniana, a principal vantagem russa da guerra era em termos de artilharia, superando-os em mais de dez para um.
Enquanto isso, Valentyn Reznichenko, o chefe da administração regional de Novomoskovsk, disse que três mísseis russos destruíram um depósito de combustível na cidade.
De acordo com um comunicado de imprensa do governo australiano, os primeiros quatro de quatorze veículos de combate M-113AS4, doados à Ucrânia, chegaram no país sendo carregados num An-24.

#### 19–25 de junho
Em 19 de junho, o Ministério da Defesa russo afirmou que atingiu um posto de comando ucraniano perto da cidade de Dnipro com vários mísseis de cruzeiro Kalibr, dizendo que mataram "mais de 50 generais e oficiais ucranianos em um único ataque". Essa informação não foi confirmada de forma independente.
Enquanto isso, uma crise diplomática começou quando a Lituânia, uma aliada da Ucrânia, bloqueiou todo o transporte terrestre, para o transporte de bens e materiais, entre a Rússia e seu enclave de Kaliningrado. Konstantin Kosachev, o Presidente do Comitê de Relações Exteriores do Conselho da Federação Russa, escreveu no Telegram, "Como membro da União Europeia, a Lituânia está a violar toda uma série de atos jurídicos internacionais juridicamente vinculativos". Ele também afirmou que esse "bloqueio incipiente" estava afetando 40-50% de todos os produtos ferroviários.
Em uma reportagem especial, o jornal The New York Times examinou as armas russas usadas na Ucrânia e disse que mais de 210 delas eram proibidas por vários tratados internacionais, acrescentando que a maioria das armas usadas pelas forças russas não eram guiadas.

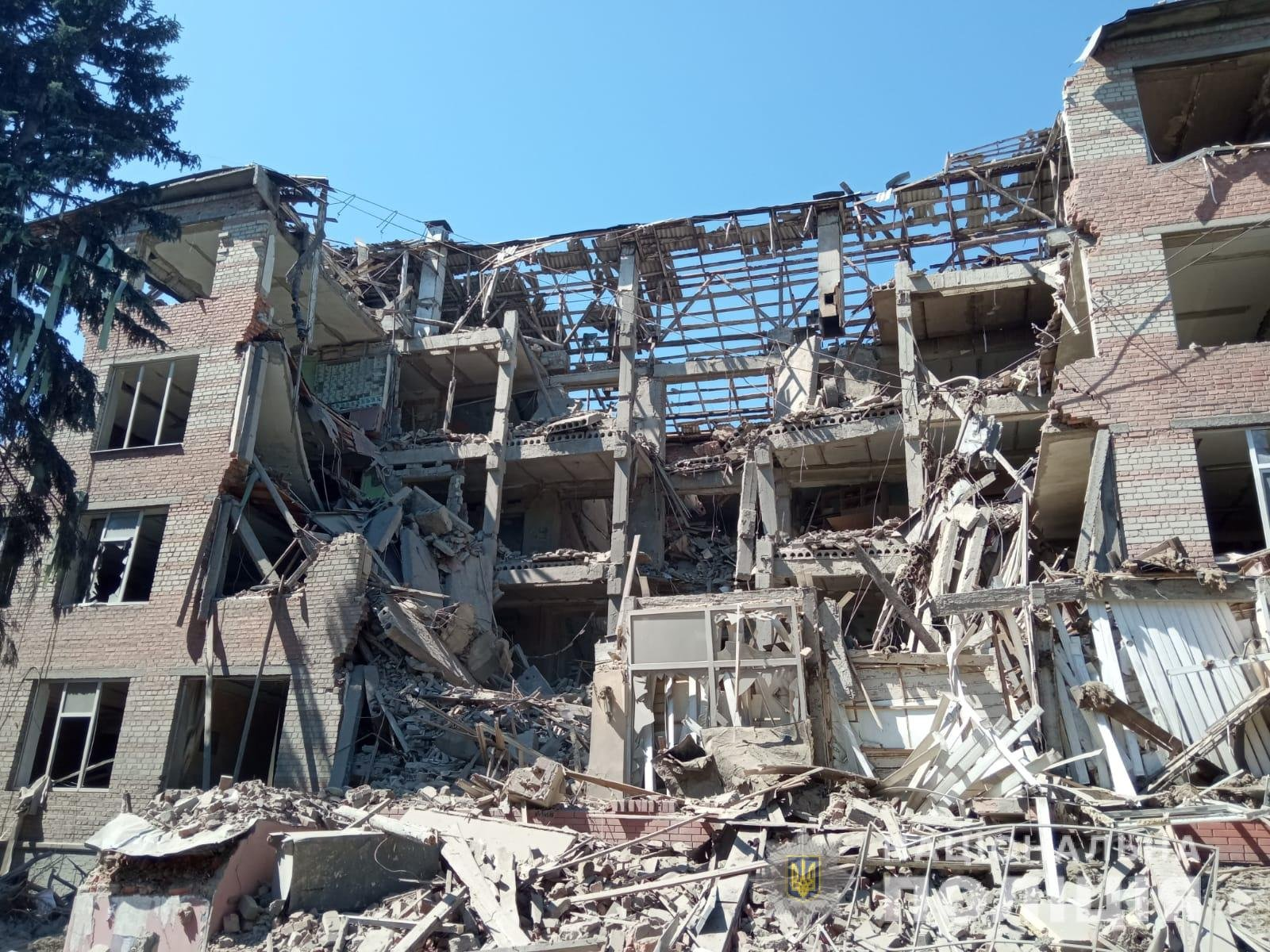
Um prêmio habicional e de faculdade comunal em Kharkiv destruído por um foguete russo, em 20 de junho.

Em 20 de junho, Serhiy Haidai confirmou que as tropas russas haviam conquistado a cidade de Metiolkine, a leste de Severodonetsk‎, em suas ofensivas para ocupar por completo o Oblast de Lugansk. Josep Borrell, um diplomata da União Europeia, voltou a criticar o bloqueio russo dos portos ucranianos, que estavam evitando que centenas de toneladas de grãos e alimentos deixassem o país para serem exportados. Segundo ele, tal bloqueio era um "verdadeiro crime de guerra". Em um discurso à União Africana, o presidente Zelenskyy afirmou que a África era "refém" devido ao bloqueio russo dos grãos.
Em 21 de junho, a Rússia convocou o embaixador da União Europeia em Moscou para conversar sobre a proibição da Lituânia de algumas mercadorias que vão para Kaliningrado, especiamente pela via ferroviária. O Ministério das Relações Exteriores russo disse: "A Rússia se reserva o direito de tomar medidas para proteger seus interesses nacionais", chamando-o de "sem precedentes" e "ilegal". O ministro das Relações Exteriores lituano, Gabrielius Landsbergis, afirmou: "Não é a Lituânia que está fazendo nada: são as sanções europeias que começaram a funcionar a partir de 17 de junho... Foi feito com a consulta da Comissão Europeia e sob as diretrizes da Comissão Europeia".
Enquanto isso, o exército russo ocupou a cidade de Toshkivka, além das aldeias de Mirnaya Dolina e Podlesnoe, localizadas ao sul de Lysychansk, como parte de sua ofensiva para conquistar toda a região de Severodonetsk. Nesse meio tempo, mais armas ocidentais começaram a chegar na Ucrânia. Pelo menos doze blindados Panzerhaubitze 2000 chegaram em território ucraniano, sete da Alemanha e cinco dois Países Baixos.
De acordo com o Ministério da Defesa britânico, as milícias da República Popular de Donetsk haviam perdido pelo menos 55% de suas forças durante a luta em Donbas. Um ombudsman de Donetsk afirmou que 2 128 combatentes da região separatista foram mortos em combate, com outros 8 897 sendo feridos. Cerca de 654 civis também teriam perdido a vida. A inteligência ucraniana afirmou que, desde que a Rússia parou de enviar recrutas, eles estão contando com combatentes locais no que a inteligência do Reino Unido chamou de "desgaste extraordinário".

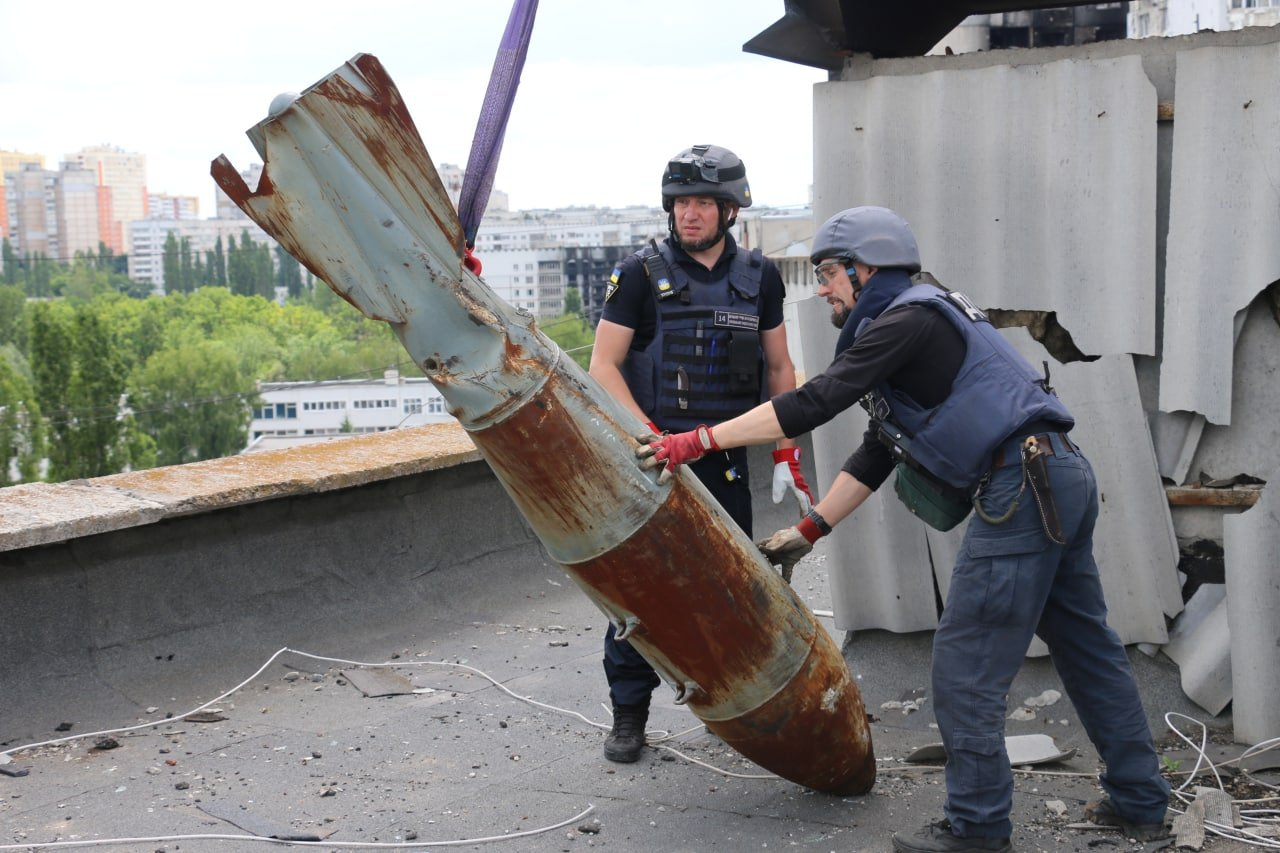
Remoção de uma bomba russa FAB-500 não detonada lançada do ar, which pierced the roof of a 9-storey house in Kharkiv

Em 22 de junho, dois drones voando da direção da Ucrânia atingiram uma grande refinaria de petróleo russa perto da fronteira em Novoshakhtinsk.
Em 23 de junho, tropas russas cercaram as forças ucranianas nos assentamentos de Zolote e Hirske, na região de Popasna, ao sul de Severodonetsk.
Em 24 de junho, as forças ucranianas receberam ordens para se retirarem da cidade de Severodonetsk. De acordo com Serhiy Haidai: "Permanecer em posições que foram incansavelmente bombardeadas por meses simplesmente não faz sentido. Eles [os soldados] receberam ordens para recuar para novas posições... e de lá continuar suas operações. Não adianta ficar em posições que foram destruídas ao longo vários meses apenas para ficar". O chefe da Comunidade Hirske, Oleksiy Babchenko, anunciou que toda a cidade estava sob controle russo. A tomada de Severodonetsk‎ foi descrita como uma importante, embora custosa, vitória russa na sua missão de ocupar completamente a região de Lugansk. O Ministério da Defesa russo afirmou ter cercado 2 000 soldados ucranianos no bolsão de Zolote/Hirske. As autoridades ucranianas informaram que as tropas russas também ocuparam todos os assentamentos da comunidade urbana de Gіrska Mіska (Gorskaya), no distrito de Severodonetsk.
Na noite de 25 de junho, dezenas de mísseis russos foram disparados contra instalações militares nas regiões de Lviv, Jitomir e Chernihiv, incluindo o campo de treinamento militar de Yavoriv e a vila de Desna, que abrigava o centro de treinamento do Exército da Ucrânia. Enquanto isso, autoridades ucranianas confirmaram que suas forças armadas haviam, de fato, deixado Severodonetsk e os assentamentos urbanos de Syrotyne, Voronove e Borivske, localizados ao sul. Com a conquista de Severodonetsk, o Ministério da Defesa russo declarou que "todo o território da margem esquerda do rio Seversky Donets dentro das fronteiras da República Popular de Lugansk ficou sob seu controle total". Nesse mesmo dia, por outro lado, militares ucranianos começaram a utilizar lançadores HIMARS nas frentes de batalha. O chefe de estado-maior ucraiano, Valeriy Zaluzhnyi, afirmou: "artilheiros das Forças Armadas da Ucrânia acertaram habilmente certos alvos - alvos militares do inimigo em nosso território ucraniano".

#### 26–30 de junho

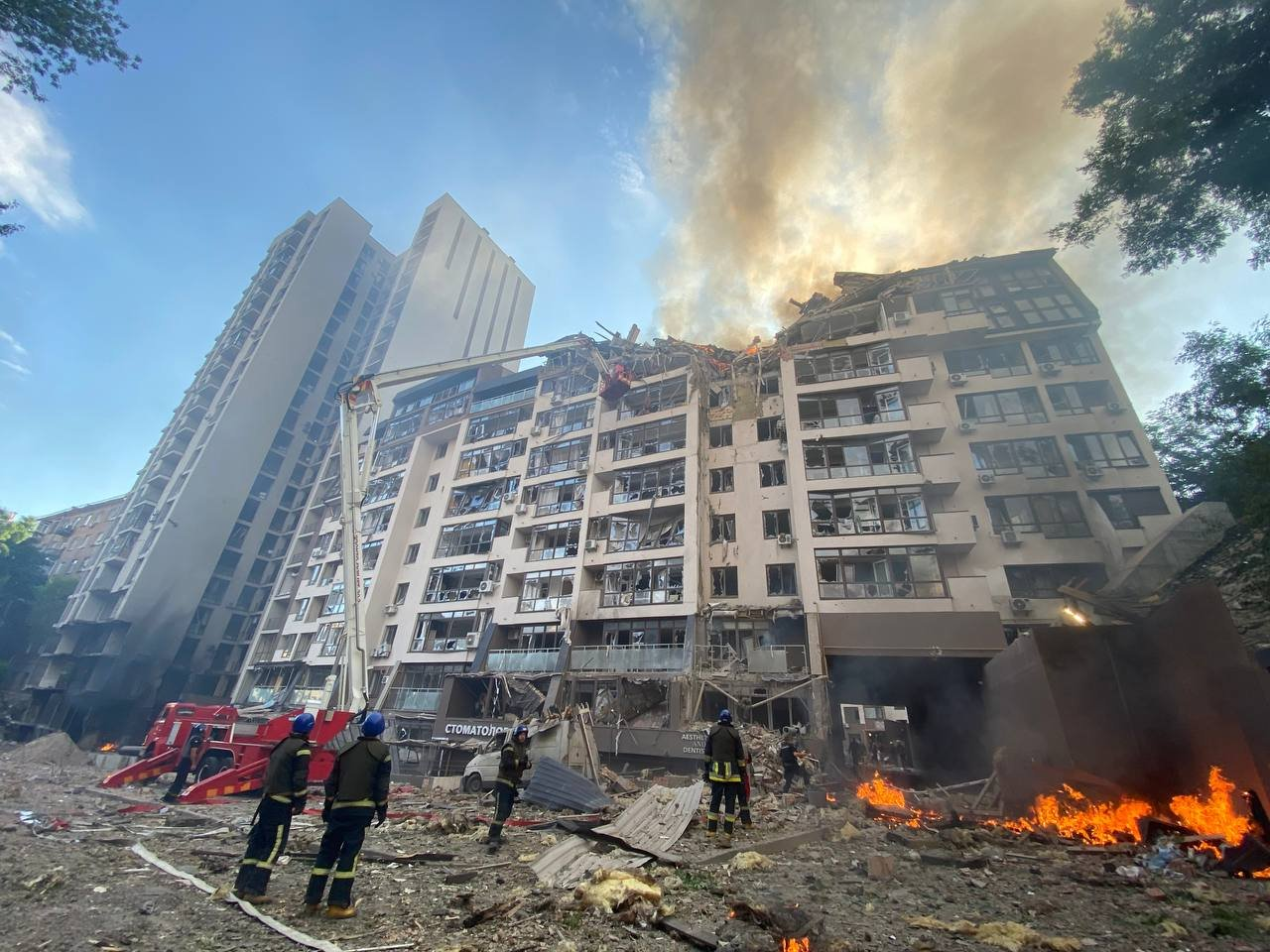
Um complexo de apartamentos em Kiev após um bombardeio russo com mísseis.

Em 26 de junho, a Rússia disparou pelo menos quatorze mísseis contra a capital Kiev, incluindo mísseis do tipo X101 disparados por bombardeiros Tu-95 e Tu-160 sobre o Mar Cáspio, danificando edifícios residenciais e um jardim de infância. Estes ataques foram os primeiros em Kiev em três semanas e mataram uma pessoa e feriram outras seis. De acordo com "uma fonte familiarizada com o assunto", os Estados Unidos iriam anunciar nos dias seguintes a entrega de um sistema de defesa aérea de médio a longo para a Ucrânia. O sistema sugerido era o NASAMS, que exigiria mais treinamento para usuários ucranianos. O pacote de ajuda também incluiria mais mísseis Javelin, radares para contra-bateria, defesas aéreas e munição de artilharia. Nenhum drone seria enviado devido a preocupações com sua natureza vulnerável e tecnologia valiosa.
Como resultado do ataque com mísseis russos, a linha férrea da barragem do rio Dnieper, na região de Tcherkássi, foi danificada.
O Ministério da Defesa britânico observou que, de 24 a 26 de junho, a Rússia lançou uma série de extraordinariamente intensos ataques com mísseis em território ucraniano, usando mísseis de longo alcance - o X-22 projetado pelos soviéticos e o Kh-101 mais moderno. O lançamento foi realizado a partir de aeronaves sobrevoando o território da Rússia e da Bielorrússia. O Pentágono disse que a Rússia realizou cerca de 60 bombardeios com mísseis durante esse período, observando um aumento no número de ataques em comparação com o passado recente. De acordo com um alto funcionário do Departamento de Defesa americano, estes ataques podem ser uma resposta ao fornecimento de sistemas HIMARS pelos Estados Unidos à Ucrânia.
Em 27 de junho, um shopping na cidade de Kremenchuk foi duramente atacado por mísseis russos enquanto havia pelo menos 1 000 pessoas dentro, matando pelo menos 20 delas. A Rússia negou ter atingido o shopping de propósito. O presidente Zelensky afirmou: "Uma cidade pacífica, um shopping comum com mulheres dentro, crianças, civis comuns dentro. Apenas terroristas totalmente insanos, que não deveriam ter lugar na terra, podem lançar mísseis em tal objeto. E este não é um ataque de míssil fora do alvo, este é um ataque russo calculado - exatamente neste shopping".
Em 28 de junho, Rodion Miroshnik, o embaixador da República Popular de Luhansk em Moscou, afirmou que as forças ucranianas estavam se retirando da cidade de Lysychansk, ao mesmo tempo que reforçavam suas defesas em Siversk, Kramatorsk e Sloviansk.
Forças russas voltaram a bombardear a cidade de Kharkiv e regiões vizinhas, destruindo prédios e infraestrutura civil. Ao mesmo tempo, eles lançaram operações malsucedidas no noroeste do Oblast de Kharkiv, provavelmente para evitar que tropas ucranianas alcançassem a fronteira Rússia-Ucrânia e para defender suas posições perto de Izium.
Ainda no dia 28, o exército ucraniano reconquistou os assentamentos de Zelenyi Hai e Barvinok, ao norte de Kherson.
Enquanto isso, em 29 de junho, tropas russas continuavam sua ofensiva na área de Lysychansk. O canal Rybar, no Telegram, afirmou que os russos cruzaram o rio Seversky Donets, a noroeste da cidade, formando um ponto de apoio na área de Privolye. Além disso, as tropas russas avançavam na área a leste de Bakhmut, mas com pouco sucesso. Nesse meio tempo, foi relatado uma rara troca bem sucedida de prisioneiros de guerra entre a Ucrânia e a Rússia (144 pessoas de cada lado).
Na virada do dia 29 para o dia 30 de junho, os militares russos abandonaram a Ilha das Serpentes, após mais de quatro meses de ocupação, permitindo aos ucranianos reocuparem a ilha.